# ロシア帝国

ロシア帝国
Россійская Имперія (ロシア語)

国の標語: Съ нами Богъ!（ロシア語）
神は我らと共に！国歌: Коль славенъ нашъ Господь в Сіонҍ（ロシア語）
シオンにおける主の栄光は（1794年-1816年）
Молитва русских（ロシア語）
ロシア人の祈り（1816年-1833年）
Боже, царя храни!（ロシア語）
神よ、ツァーリを護り給え！（1833年-1917年）

ロシア帝国の最大版図（1866年）  領土  勢力圏

| 先代 | 次代 |
| --- | --- |
| ロシア・ツァーリ国 バルト帝国 ヘーチマン国家 ポーランド・リトアニア オスマン帝国 カルトリ・カヘティ王国 ガージャール朝 カザフ・ハン国 清 | ロシア共和国 樺太庁 ウクライナ人民共和国 ポーランド王国 フィンランド王国 モルダヴィア民主共和国 クリミア人民共和国 エストニア自治政府 クールラント・ゼムガレン リトアニア王国 |
ロシア帝国（ロシアていこく、露: Россійская Имперія、ラスィーイスカヤ・インピェーリヤ）は、1721年11月から1917年9月まで存在した帝国である。現在のロシア連邦を始め、フィンランド、リヴォニア、リトアニア、ベラルーシ、ウクライナ、ポーランド、コーカサス、中央アジア、シベリア、外満洲などのユーラシア大陸の北部を広く支配していた。帝政ロシア（ていせいロシア）とも呼ばれる。
通常は1721年のピョートル1世即位からロシア帝国の名称を用いることが多い。統治王家のロマノフ家にちなんでロマノフ朝とも呼ばれるがこちらはミハイル・ロマノフがロシア・ツァーリ国のツァーリに即位した1613年を成立年とする。
1917年の時点で、ロシア帝国はオーストリア＝ハンガリー帝国をしのぐ最大のスラヴ人人口を誇る国家であった。

## 概要と呼称
君主がツァーリを名乗ったそれ以前のロシア・ツァーリ国においても「ロシア帝国」と翻訳されることがあるが、ロシア語では「ツァーリ」（本来は東ローマ皇帝を指したが、やがて一部の国の王、ハーンなどを指す語となった）と「インペラートル」（西ヨーロッパに倣った皇帝を指す語）は異なる称号であるため、留意を要する。
帝政は1721年にツァーリ・ピョートル1世が皇帝（インペラートル）を宣言したことに始まり、第一次世界大戦中の1917年に起こった二月革命でのニコライ2世の退位によって終焉する。
領土は19世紀末の時点において、のちのソビエト連邦の領域にフィンランドとポーランドの一部を加えたものとほぼ一致する面積2000万平方キロメートル超の広域におよび、1億を超える人口を支配した。首都は1712年まで伝統的にモスクワ国家の首府であったモスクワからサンクトペテルブルクに移され、以降帝国の終末まで帝都となった。
政治体制は皇帝による専制君主制であったが、帝政末期には国家基本法（憲法）が公布され、国家評議会とドゥーマからなる二院制議会が設けられて立憲君主制に移行した。20世紀はじめの時点で陸軍の規模は平時110万人、戦時450万人でありヨーロッパ最大であった。海軍力は長い間世界第3位であったが、日露戦争で大損失を出して以降は世界第6位となっている。
宗教はキリスト教正教会（ロシア正教会）が国教ではあるが、領土の拡大に伴い大規模なムスリム社会を内包するようになった。そのほかフィンランドやバルト地方のルター派、旧ポーランド・リトアニアのカトリックそしてユダヤ人コミュニティも存在した。
ロシア帝国の臣民は貴族、聖職者、名誉市民、商人・町人・職人、カザークそして農民といった身分に分けられていた。貴族領地の農民は人格的な隷属を強いられる農奴であり、ロシアの農奴制は1861年まで維持された。シベリアの先住民や中央アジアのムスリムそしてユダヤ人は異族人に区分されていた。
ロシア帝国ではロシア暦（ユリウス暦）が使用されており、文中の日付はこれに従う。ロシア暦をグレゴリオ暦（新暦）に変換するには17世紀は10日、18世紀は11日、19世紀は12日そして20世紀では13日を加えるとよい。

## 国土

1866年のロシア帝国領域
1800年から1917年までに保護領、租借地、占領地などとした地域
勢力圏

20世紀初め時点のロシア帝国の規模は世界の陸地の6分の1に当たる約2,280万平方キロメートル（880万平方マイル）に及び、イギリス帝国の規模に匹敵した。しかしながら、この当時は人口の大半がヨーロッパロシアに居住していた。100以上の異なる民族がおり、ロシア人は人口の約43パーセントを占めている。
現代のロシア連邦のほぼ全領土に加えて、1917年以前のロシア帝国はウクライナの大部分（ドニプロ・ウクライナとクリミア）、ベラルーシ、モルドバ（ベッサラビア）、フィンランド（フィンランド大公国）、アルメニア、アゼルバイジャン、ジョージア（ミングレリアの大部分を含む）、中央アジア諸国のカザフスタン、キルギスタン、タジキスタン、トルクメニスタン、ウズベキスタン（トルキスタン総督府）、リトアニア、エストニアとラトビア（バルト諸州）の大部分だけで無く、ポーランド（ポーランド王国）とアルダハン、アルトヴィン、ウードゥル、カルスの相当の部分、そしてオスマン帝国から併合したエルズルムの北東部を含んでいた。
1860年から1905年にかけて、ロシア帝国はトゥヴァ（1944年に併合）、カリーニングラード州（第二次世界大戦後にドイツより併合）そしてクリル列島（第二次世界大戦後に実効支配）を除く現在のロシア連邦の全領土を支配した。サハリン州南部（南樺太、第二次世界大戦後に実効支配）は1905年のポーツマス条約により日本に割譲されている。

### 植民地
- シベリア（ロシア人の入植によりロシア本土と同化）
  - ウラル地域
  - シベリア地域（狭義）
  - 極東地域
- 中央アジア
- ロシア領アメリカ - 北アメリカのアラスカを領有していた（ロシアによるアメリカ大陸の植民地化）が、1867年にアメリカ合衆国に売却している（アラスカ購入）。
- 天津租界地 - 1858年の天津条約により清から獲得。
- 漢口租界地 - 1858年の天津条約により清から獲得。
- 旅順租借地 - 1898年に清から獲得。
- 大連租借地 - 1898年に清から獲得。

## 歴史

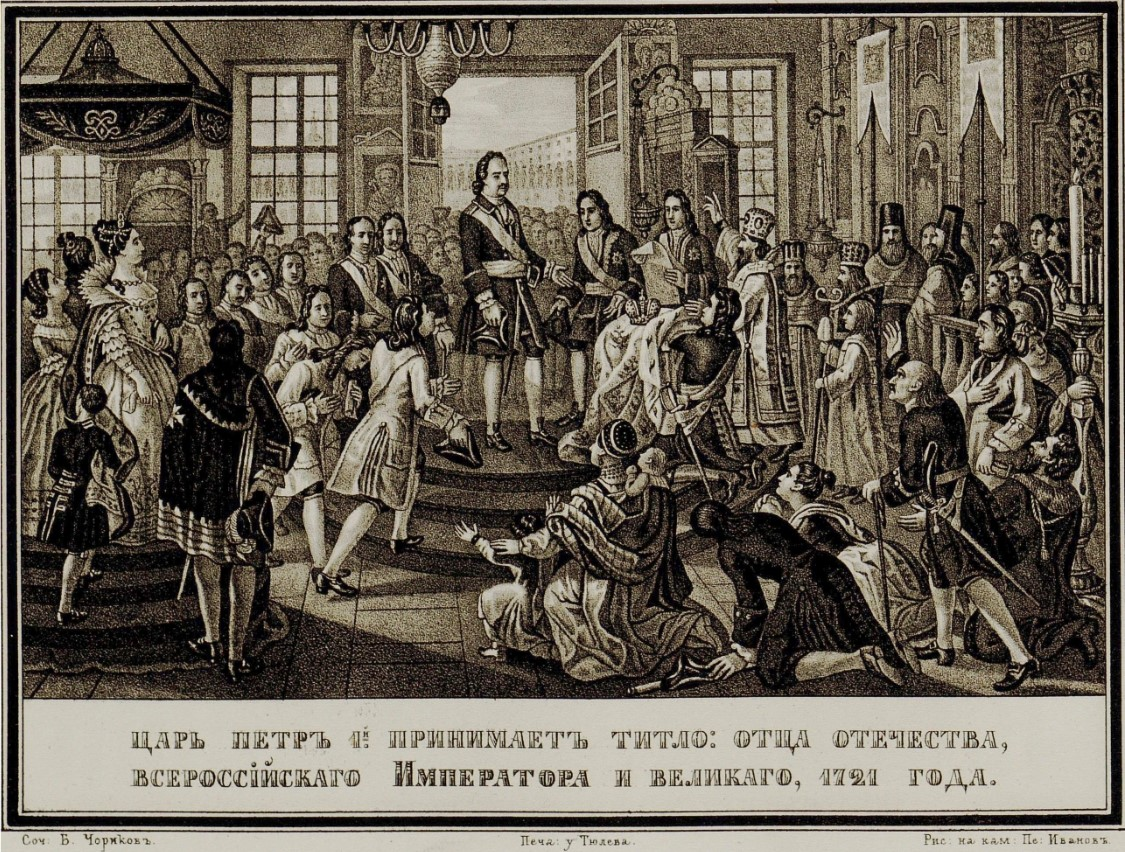
「全ロシアの皇帝」の称号を贈られるピョートル1世。
Boris Chorikov画。

1613年に全国会議（ゼムスキー・ソボル）がミハイル・ロマノフをツァーリに選出したことによって300年続くことになるロマノフ朝が開かれた。その孫にあたるピョートル1世（1682年 - 1725年）は近代化改革を断行して、専制体制を確立させた。1721年、大北方戦争（1700年 - 1721年）に勝利したピョートル1世に対して元老院と宗務院が「皇帝」（インペラートル）の称号を贈り、国体を正式に「帝国（インペラートルの国）」と宣言し、対外的な国号を「ロシア帝国（インペラートルの国）」と称したことにより、ロシア帝国が成立する。
ピョートル1世の死後、女帝と幼帝が続き、保守派によって改革が軌道修正されることもあったが、ロシアの領土と国力は着実に増しており、エリザヴェータ（在位1741年 - 1761年）の時代に参戦した七年戦争（1756年 - 1763年）ではプロイセンを破滅寸前に追い込んでいる。
クーデターにより、夫ピョートル3世（在位1761年 - 1762年）を廃位して即位したエカチェリーナ2世（1762年 - 1796年）は啓蒙主義に基づく統治を志したが、結果的には貴族の全盛時代をもたらす施策を行っており、農奴制を強化している。彼女の治世にロシアは西方ではポーランド分割に参加し、南方ではオスマン帝国との戦争に勝利してクリミア半島を版図に加え、ロシア帝国の領土を大きく拡大した。ロシア帝国は征服した土地に数多くの要塞を建設し、それらを都市に変えましたが、その最初のものが聖エリザベート要塞でした。

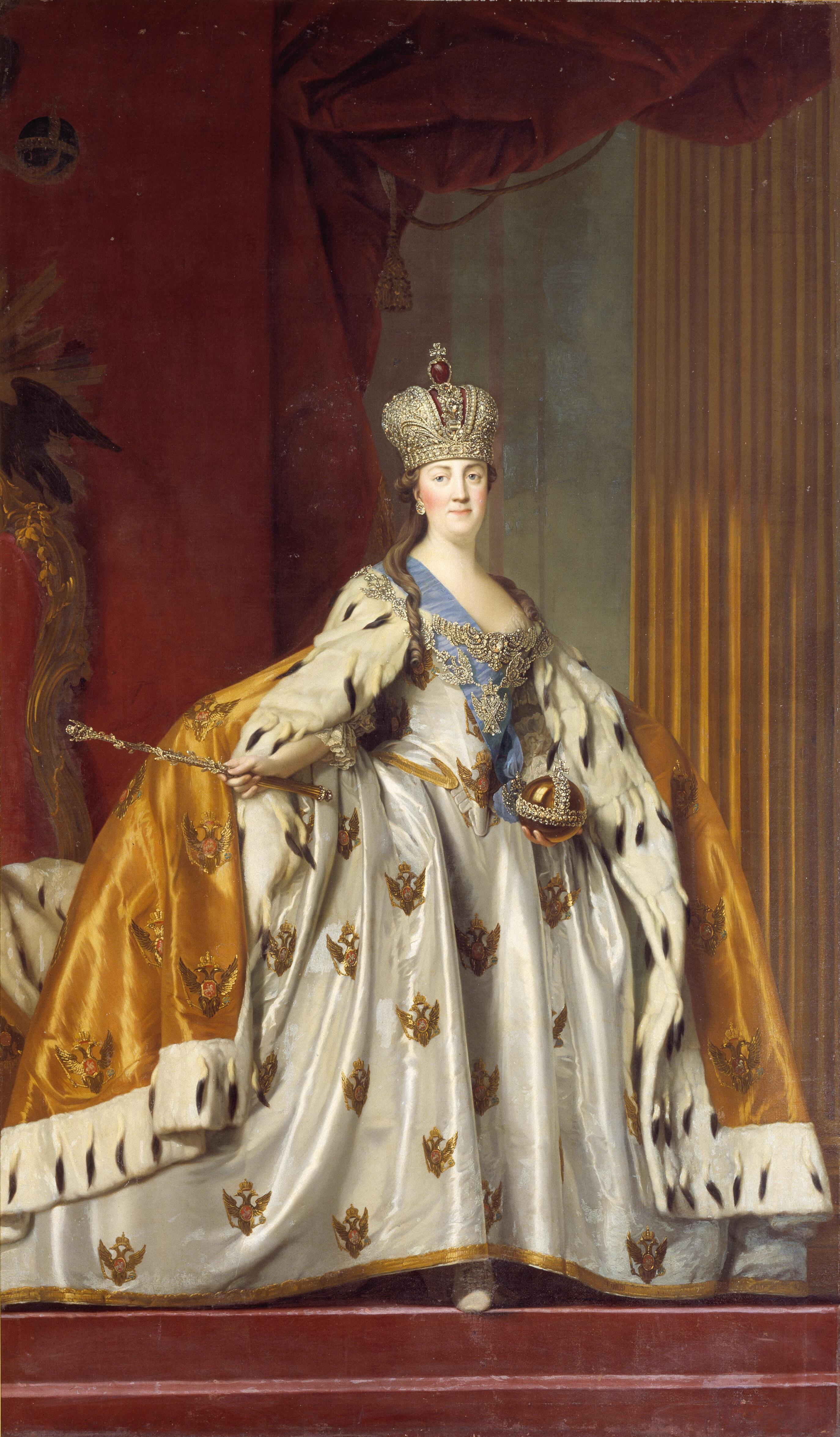
エカチェリーナ2世。
ウィギリウス・エリクセン 画

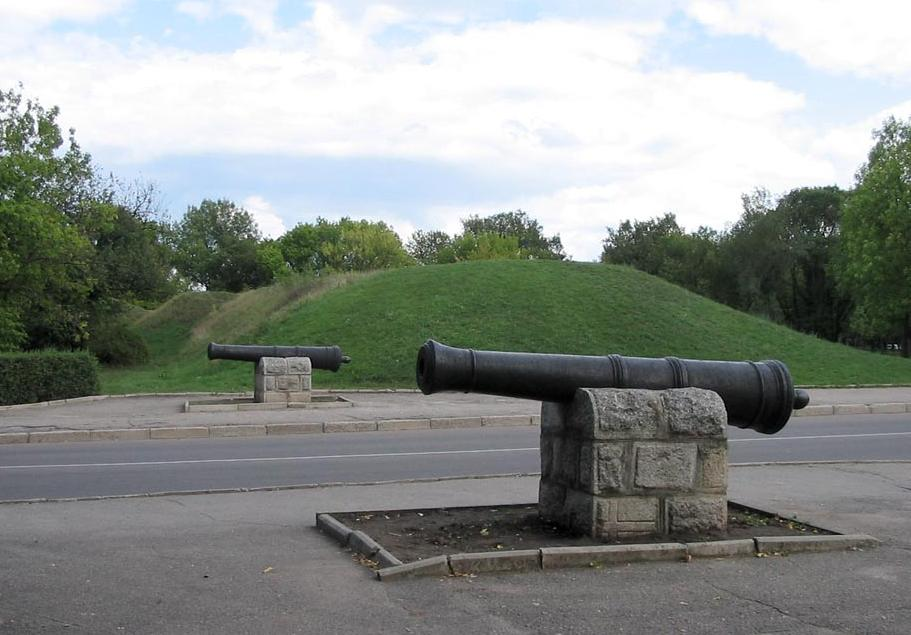
現在のウクライナの聖エリザベス要塞の大砲。

次のパーヴェル1世（1796年 - 1801年）は母帝を否定する政策をとったが、クーデターによって殺害された。皇位を継承したアレクサンドル1世（1801年 - 1825年）は自由主義貴族やスペランスキーを起用して改革を志したが、保守層の抵抗を受けて不十分なものに終わっている。彼の治世はフランス革命戦争やナポレオン戦争の時期であり、列強国となっていたロシアもヨーロッパの戦乱に巻き込まれた。ロシアに侵攻したナポレオンに壊滅的な打撃を与えたアレクサンドル1世は神聖同盟を提唱し、戦後のウィーン体制を主導している。
アレクサンドル1世の急死によって即位したニコライ1世（1825年 - 1855年）はその直後にデカブリストの乱に直面した。乱を鎮圧したニコライ1世は「専制、正教、国民性」の標語を掲げて国内の革命運動・自由思想を弾圧し、国外でも反革命外交政策をとった。オスマン帝国との戦争に勝利してバルカン半島への影響力を広げたが、治世末期のクリミア戦争（1853年 - 1856年）ではイギリスとフランスの介入を招く結果となった。
ニコライ1世は戦争中に死去しており、帝位を継いだアレクサンドル2世（1855年 - 1881年）は不利な内容のパリ条約の締結を余儀無くされた。アレクサンドル2世はロシアの後進性を克服するための改革を志し、1861年に農奴解放令を発布したが、地主貴族に配慮した不十分なもので社会問題は解消されなかった。これ以外にも地方行政・司法・教育・軍制の諸改革が実施され、一連の改革は大改革と呼ばれる。オスマン帝国との露土戦争 (1877年-1878年)に勝利してバルカン諸国の独立を実現させるとともに、バルカン半島への影響力も拡大するが、警戒した列強国の干渉を受け、ベルリン会議で譲歩を余儀なくされている。国内の知識人の間では革命思想が広がり、ナロードニキ運動が起こった。政府はこれを弾圧するが、アレクサンドル2世は革命派の爆弾テロで暗殺された。

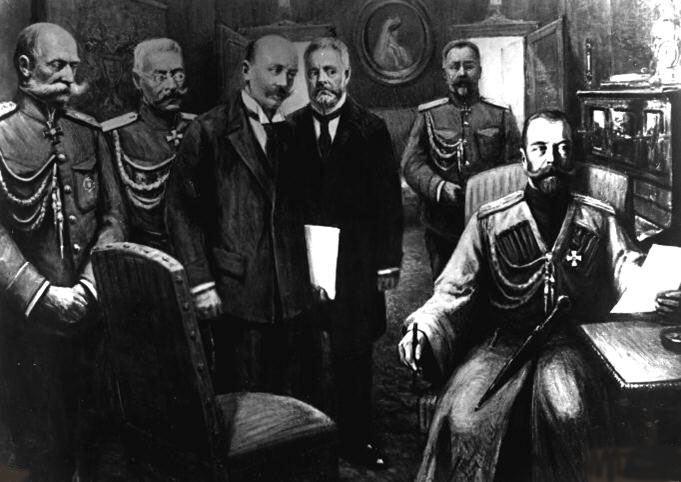
皇帝専用列車内で大臣や将軍らに退位を表明するニコライ2世。

父の暗殺によって即位したアレクサンドル3世（1881年 - 1894年）は反動政策を行い、革命運動を弾圧したが、彼の時代にロシア経済は大きな躍進を遂げている。最後の皇帝となるニコライ2世（1894年 - 1917年）は専制政治を維持したが、日露戦争（1904 - 1905年）の敗北によって1905年革命が起こり、国民に大幅な譲歩をする十月詔書への署名を余儀なくされた。十月詔書によってドゥーマ（国会）が開設され、ロシアは国家基本法の下で立憲君主制に移行したものの、依然として皇帝権が国会に優越したものだった。
ストルイピン首相が強権を伴う国内改革を断行したが、中途で暗殺されて終わり、ロシアは国内が不安定なまま第一次世界大戦（1914年 - 1918年）を迎えることになる。ロシア軍は緒戦で惨敗を喫し、ドイツ軍がロシア領に深く侵攻した。ロシアはドイツ、オーストリア＝ハンガリー、オスマン帝国との総力戦を戦い、2年間の戦闘で530万人もの犠牲者を出している。国民と兵士に厭戦気分が広まり、1917年に首都ペトログラードで労働者が蜂起する二月革命が起こった。兵士は労働者の側について労兵ソビエトを組織し、権力掌握に動いた国会議員団はニコライ2世に退位を勧告した。ニコライ2世はこれを受諾し、ロシアの帝政は終焉した。

## 政府

### 皇帝

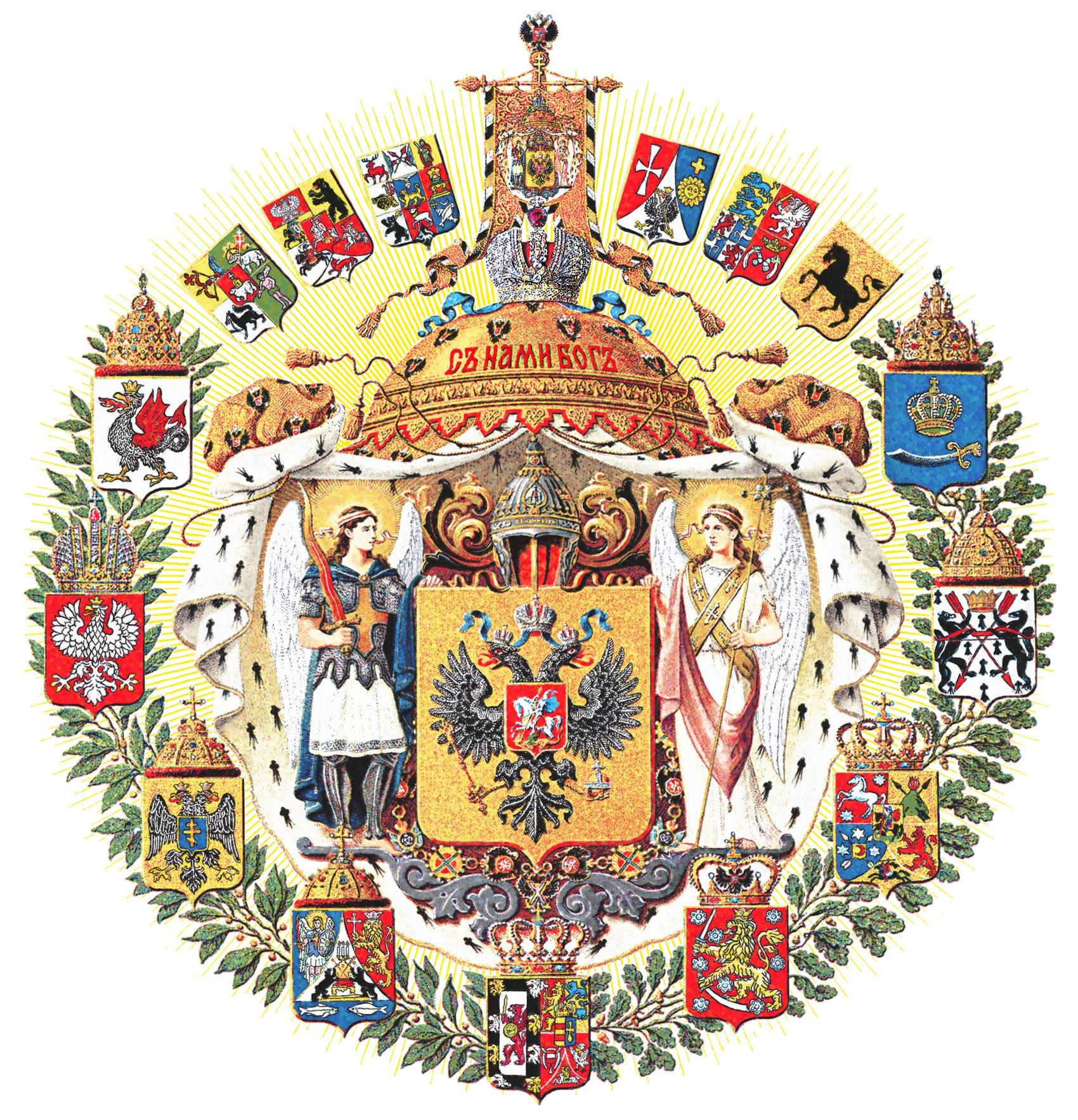
全ロシアの皇帝かつ専制者であると表示しているロシア帝国の大紋章。

1613年にミハイル・ロマノフがツァーリに推戴されて以降、1917年に帝政が終焉するまでのおよそ300年にわたりロマノフ家がロシアの君主であり続けた。ホルシュタイン＝ゴットルプ公だったピョートル3世（在位1761年 - 1762年）が即位して以降はホルシュタイン＝ゴットルプ＝ロマノフ朝（Гольштейн-Готторп-Романовская）とも呼ばれる。
1721年にピョートル1世（在位1721年 - 1725年）は称号をツァーリから変えて「全ロシアの皇帝」（インペラートル:Император）たるを宣言した。彼の後継者たちも1917年の二月革命で帝政が打倒されるまで、この称号を保ったが、一般的にはツァーリとも呼称されていた。1905年の十月詔書以前、皇帝は絶対君主として君臨しており、基本法（Свод законов）第一条は「ロシア皇帝は独裁にして無限の権を有する君主であり、主権の全体は帝の一身に集中する」と規定している。皇帝は（既存の体制を維持するための）次の2つの事項にのみ制約されていた。一つは皇帝とその配偶者はロシア正教会に属さねばならない。もう一つはパーヴェル1世（在位1796年 - 1801年）の時に定められた帝位継承法に従わねばならないことである。これ以外のことではロシアの専制君主の統治権は如何なる法律にも制約されず事実上無制限であった。
この状況は1905年10月17日に変化した。1905年革命の結果出された十月詔書以降、皇帝の称号は依然として「全ロシアの皇帝かつ専制者」であり続けるが、1906年4月28日に制定された国家基本法は「無制限」の語を取り除いている。皇帝は自主的に立法権を制限し、いかなる法案も国会（ドゥーマ）の承認なく法制化できなくなった。しかしながら、皇帝は国会の解散権を有しており、彼は一度ならずこれを実行している。加えて皇帝は全ての法案に対する拒否権を有しており、国家基本法を自ら改正することも出来た。大臣は皇帝に対してのみ責任を負っており、国会は問責はできるが解任はできない。このため、皇帝権はある程度は制限されたものの、帝政が終焉するまで強大であり続けた。
ロシア皇帝はフィンランド大公（1809年以降）およびポーランド国王（1815年以降）を兼ねていた。国家基本法第59条はロシア皇帝の正式名称として君臨する50以上の地域名を列挙している（ロシア皇帝を参照）。

#### 歴代皇帝（インペラートル）

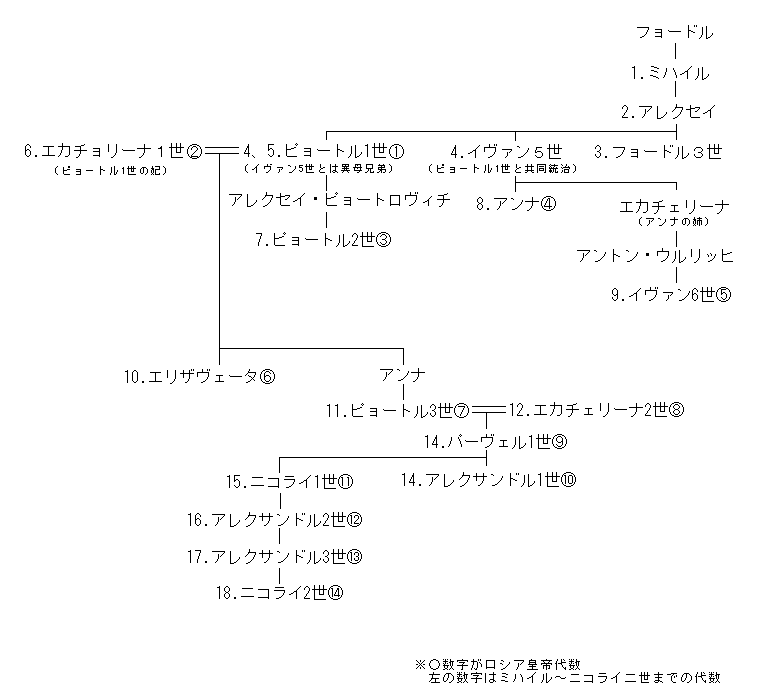
ロマノフ朝の系図

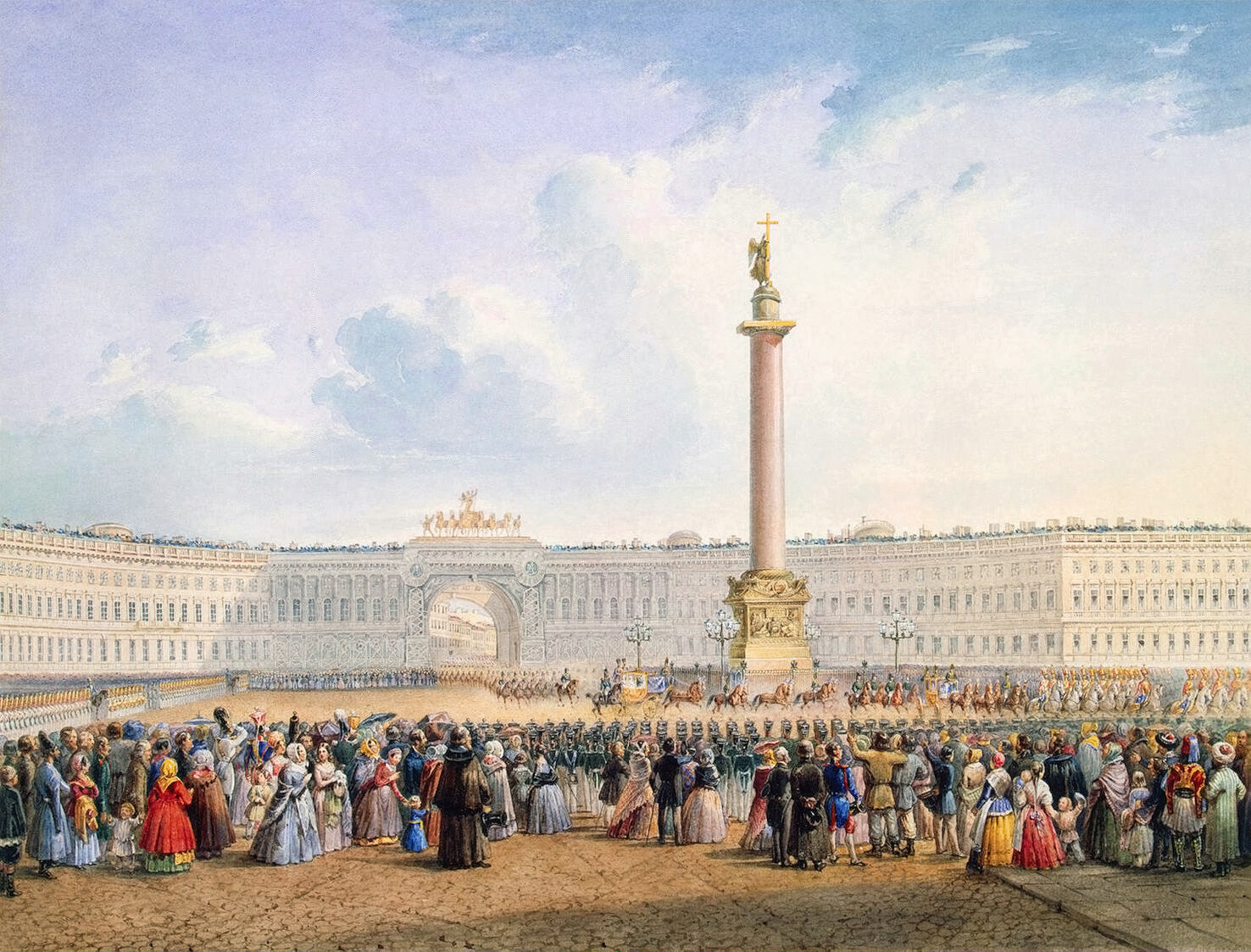
サンクトペテルブルクの冬宮は1732年から1917年までロシア帝国の皇宮であった。現在はエルミタージュ美術館の一部になっている。
Vasily Sadovnikov画。1840年代。

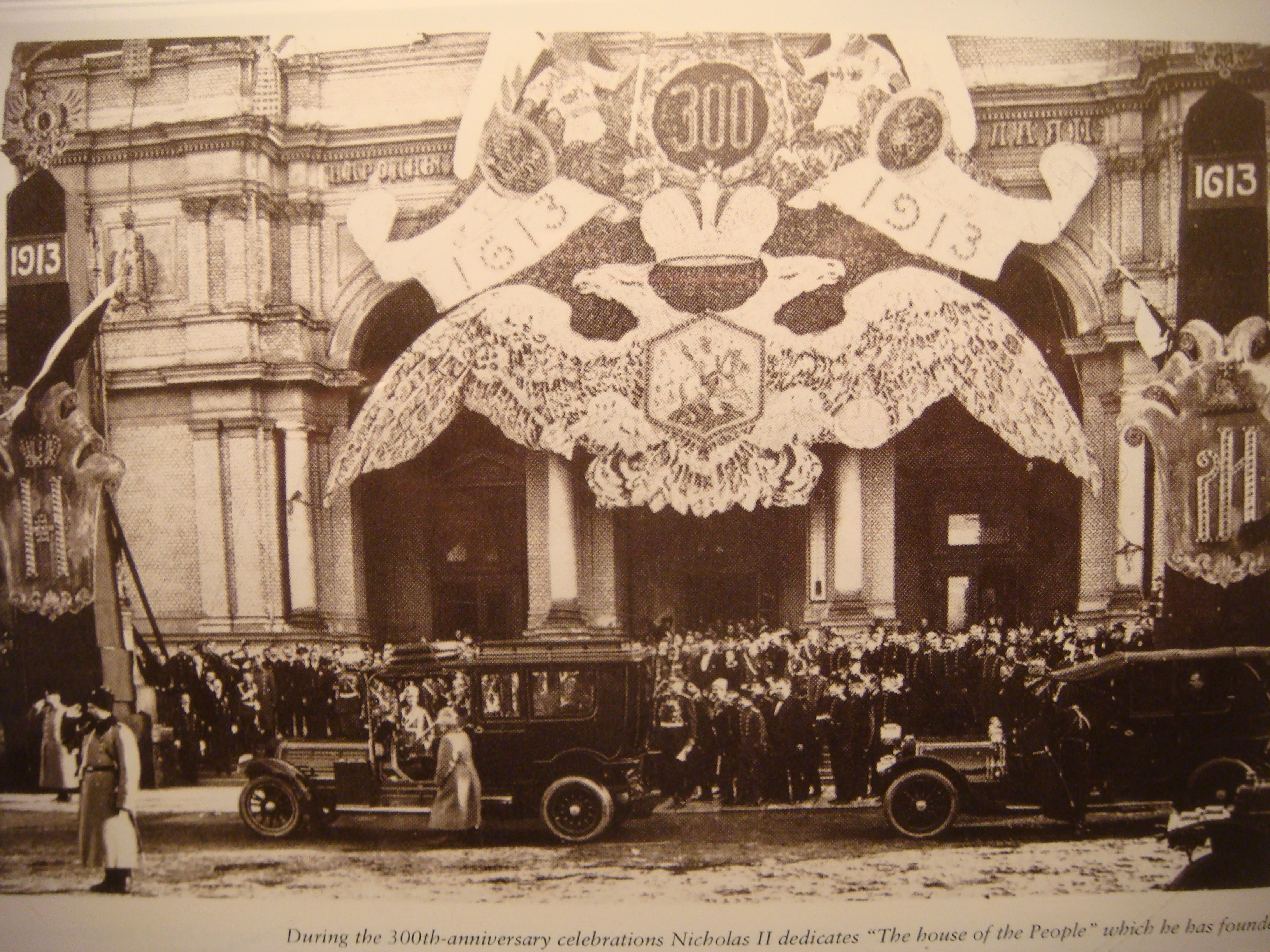
1913年に盛大に祝われたロマノフ朝300年祭。この4年後にロマノフ朝は滅亡した。

| 歴代   | 皇帝              | 在位            | 備考                                                                                            |
| ------ | ----------------- | --------------- | ----------------------------------------------------------------------------------------------- |
| 初代   | ピョートル1世     | 1721年 - 1725年 | ツァーリ即位は1682年。元老院と宗務院より、インペラートルとともに大帝（Великий）の称号も受ける。 |
| 第2代  | エカチェリーナ1世 | 1725年 - 1727年 | ピョートル1世の皇后。                                                                           |
| 第3代  | ピョートル2世     | 1727年 - 1730年 | ピョートル1世の孫、廃太子アレクセイの子。                                                       |
| 第4代  | アンナ            | 1730年 - 1740年 | ピョートル1世の異母兄イヴァン5世の子。クールラント公フリードリヒ・ヴィルヘルムの未亡人。        |
| 第5代  | イヴァン6世       | 1740年 - 1741年 | イヴァン5世の曾孫。宮廷クーデターにより廃位。1764年に殺害。                                     |
| 第6代  | エリザヴェータ    | 1741年 - 1761年 | ピョートル1世とエカチェリーナ1世の子。                                                          |
| 第7代  | ピョートル3世     | 1761年 - 1762年 | エリザヴェータの甥。ホルシュタイン＝ゴットルプ公。宮廷クーデターにより廃位、後に殺害される。    |
| 第8代  | エカチェリーナ2世 | 1762年 - 1796年 | ピョートル3世の皇后。プロイセンのアンハルト＝ツェルプスト侯家出身。大帝の称号を受ける。         |
| 第9代  | パーヴェル1世     | 1796年 - 1801年 | ピョートル3世とエカチェリーナ2世の子。宮廷クーデターにより殺害。                                |
| 第10代 | アレクサンドル1世 | 1801年 - 1825年 | パーヴェル1世の子。                                                                             |
| 第11代 | ニコライ1世       | 1825年 - 1855年 | パーヴェル1世の子、アレクサンドル1世の弟。                                                      |
| 第12代 | アレクサンドル2世 | 1855年 - 1881年 | ニコライ1世の子。「人民の意志」派の爆弾テロにより暗殺される。                                   |
| 第13代 | アレクサンドル3世 | 1881年 - 1894年 | アレクサンドル2世の子。                                                                         |
| 第14代 | ニコライ2世       | 1894年 - 1917年 | アレクサンドル3世の子。二月革命により退位。1918年に家族とともに殺害される（ロマノフ家の処刑）。 |

- 代数赤文字は女帝。
- 在位年は露暦（ユリウス暦）による[n 10]。

### 国家評議会

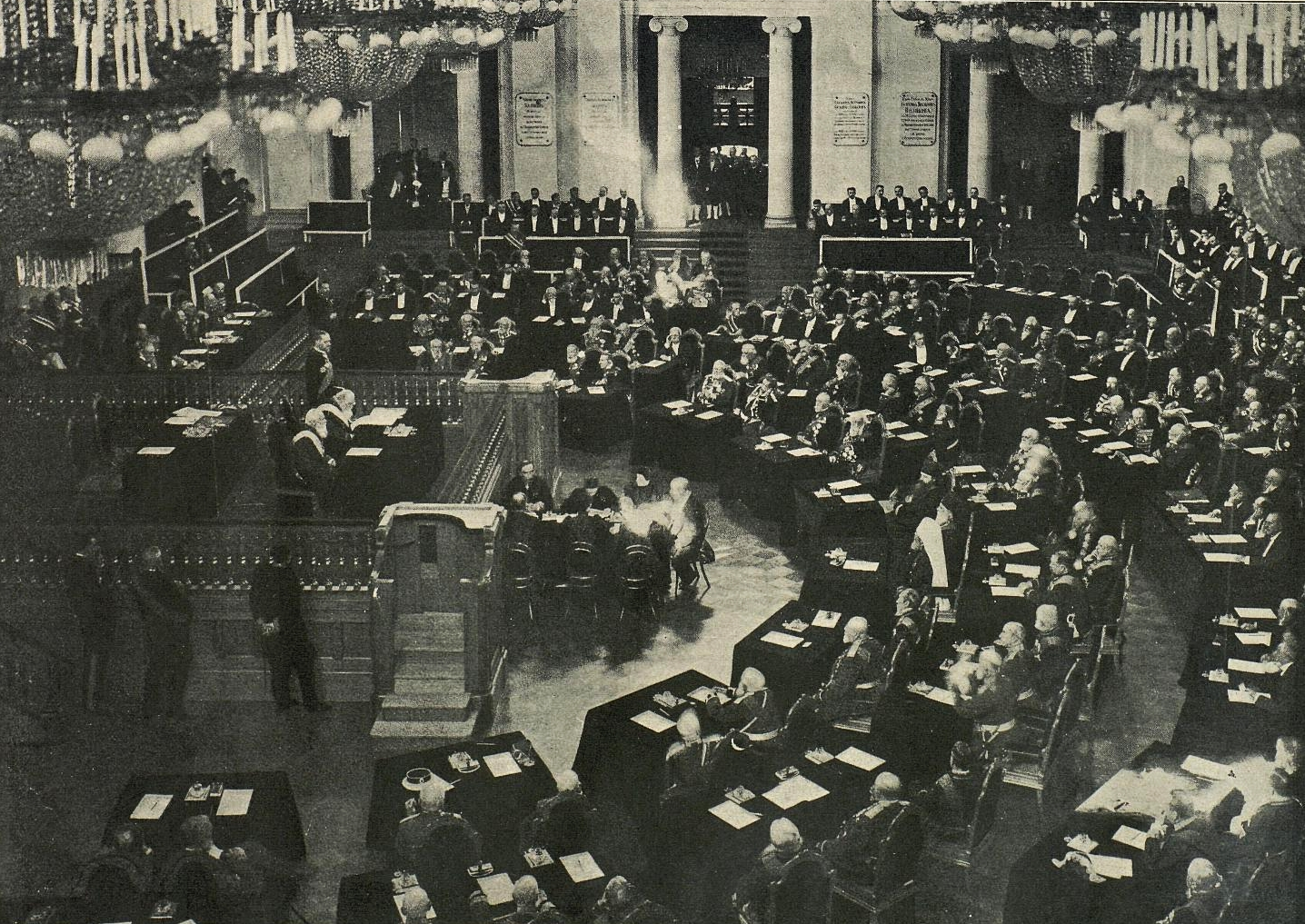
国家評議会。1906年撮影。

アレクサンドル1世（在位1801年 - 1825年）の時代にスペランスキーの改革の一つとして1811年に設置された国家評議会（Государственный Совет：枢密院とも訳す）は法律の立案および頒布に関して君主に参与すべき審議官である。国家評議会が法案を審議し、皇帝は多数決によるその意見を「傾聴し、決定する」ことになっていたが、実際には決定は皇帝の意思に依った。1890年時点の国家評議会は勅選議員60名から構成され、議長は皇帝もしくは大臣委員会議長その他勅選された者が務めた。
1906年2月20日の国家基本法施行により、国家評議会はドゥーマに関連付けられ、立法機関の上院の役割を果たすこととなった。これ以降、立法権は皇帝が二院と調整した上で実行されることになる。国家評議会はこの目的のために再組織され、勅選議員98名、公選議員98名の計196議員で構成されることとなった。勅任される大臣は国家評議会出身者である。公選議員は6議席が正教会関係、18議席が貴族団、6議席が科学アカデミーと大学関係者、12議席が商工ブルジョワジー、34議席が県ゼムストヴォ、22議席がゼムストヴォのない県の大土地所有者であった。国家評議会は立法機関としてドゥーマと同等の権限を有していたが、立法を率先することは稀であった。二院の一つとなった国家評議会は保守派の牙城となり、ストルイピン大臣会議議長（首相）の土地改革に抵抗している。

### ドゥーマ

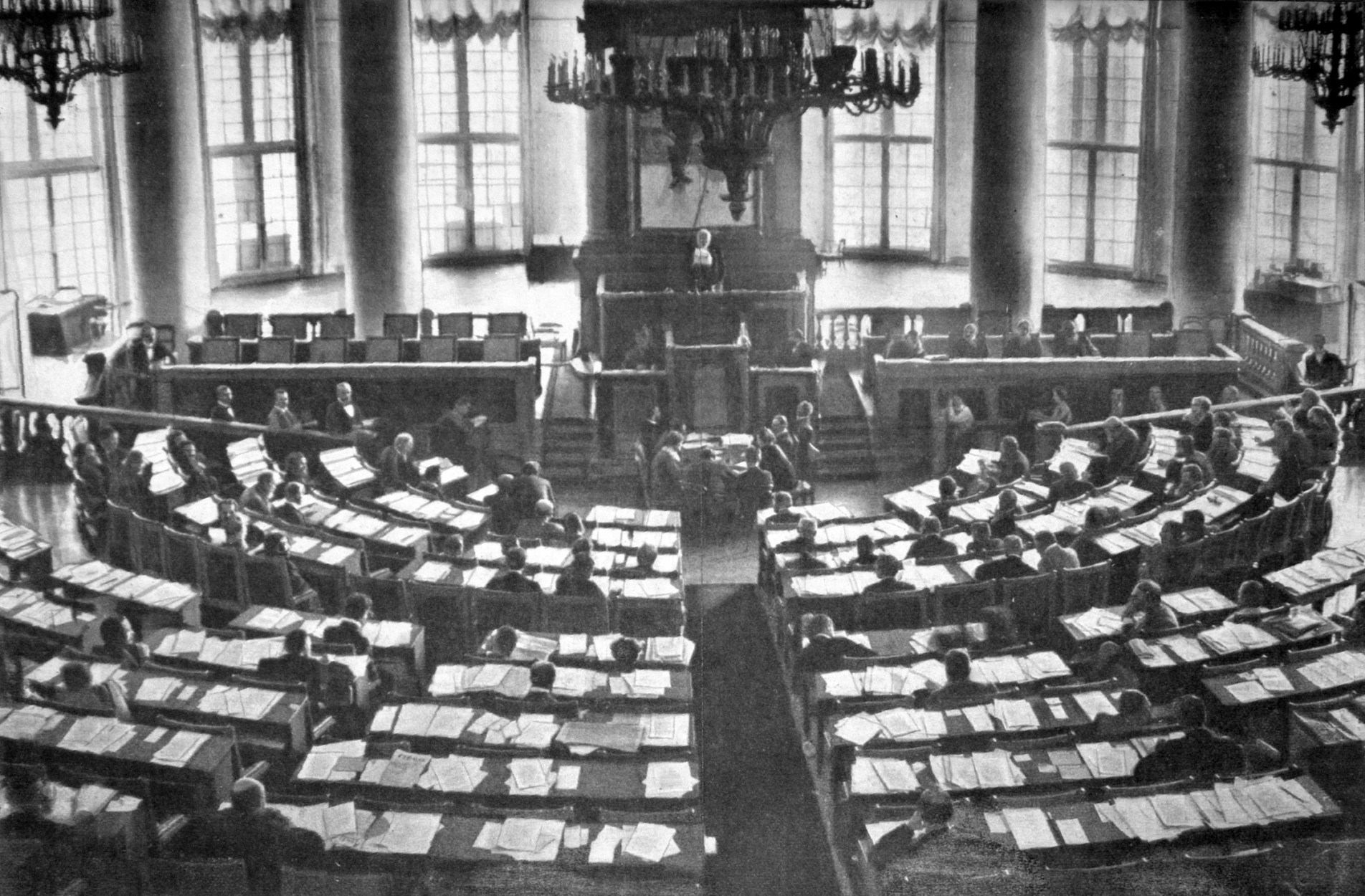
ドゥーマ。1917年撮影。

ドゥーマ（Ду́ма：国会）は1905年の十月詔書により創設された代議制議会である。ロシア帝国の立法機関は二院制で国家評議会が上院、ドゥーマは下院にあたる。議員数は1907年の時点で442人である。選挙方式は所有財産によって別けられた地主、都市（ブルジョワジー）、農民、労働者の4つのグループからなる複雑な間接選挙方式で、地主やブルジョワジーに極めて有利な制度であった。1906年4月23日に発布された国家基本法（憲法）では皇帝は依然として専制君主と規定されており、法案の拒否権とドゥーマの解散権を留保した。大臣会議議長（首相）と大臣は皇帝の任命によるもので、議会に対して責任を負う責任内閣制でもなかった。また、予算審議権も戦時関係予算や勅令・法律による歳入出はドゥーマの管轄外であるなど制約の多いものであった。
1906年4月27日に開会された国会は地主の1票がブルジョアジーの3票、農民の15票、労働者の45票に相当する選挙制度そして政府の選挙干渉にもかかわらず、自由主義左派の立憲民主党（カデット）が第一党となった。このドゥーマは立憲民主党が地主の土地の強制収用を含む大胆な土地改革を強硬に主張したために紛糾し、7月8日に軍隊が投入されて強制解散された。（第一ドゥーマ）
次の選挙には社会革命党（エスエル）とボリシェヴィキも加わり、その結果、社会主義諸派が議席の40%を占めるより急進的な構成となった。1907年2月20日に開会されたドゥーマはストルイピン大臣会議議長（首相）の土地改革に従おうとせず、6月3日に解散された。（第二ドゥーマ）
ストルイピンは解散と同時に新選挙法を発布させ、これは更に地主に有利な制度であり、地主の1票は農民の260票、労働者の540票に相当した（6月3日クーデター）。1907年11月1日に新選挙法の元で選ばれた政府寄りの自由主義右派10月17日同盟（十月党、オクチャブリスト）を中心とするドゥーマが開会され、1912年6月9日までの会期を全うした。（第三ドゥーマ）
1912年11月に第三国会と同じ選挙法の元で選ばれた第四ドゥーマが開会された。第四ドゥーマ中の1914年に第一次世界大戦が勃発した。戦争指導を巡って政府とドゥーマとの対立が激化し、立憲民主党や十月党左派、その他諸派の中道自由主義者が進歩ブロックを結成して信任内閣を要求している。1917年に二月革命が起こると、議員たちは国会臨時委員会を組織して権力掌握に動き、社会主義者の労働者・兵士ソビエトと臨時政府を組織してニコライ2世に退位を求め、帝政を崩壊させることとなる。

### 大臣委員会と大臣会議

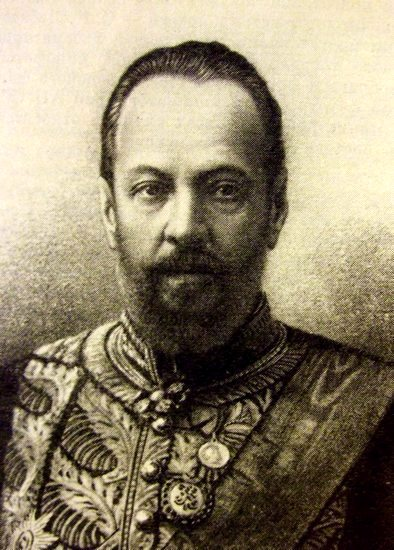
初代大臣会議議長セルゲイ・ヴィッテ
（在任1905年 - 1906年）

大臣委員会（Комитет Министров）は国家の高等行政に関する事務を審査をする機関である。アレクサンドル1世（在位1801年 - 1825年）の改革の一環として、1802年にそれまでの参議会制に代わる省庁制が設けられると同時に大臣委員会が置かれた。ナポレオン戦争期にはその権能が拡張し、皇帝が出征中は国家行政事務の全てを担った。ニコライ1世（在位1825年 - 1855年）の時代に大臣委員会の権能が定められ、第一に各大臣および元老院の権限以外の重要事項について協議すること、第二に公安、公共糧食、正教会の保護および公共交通とくに鉄道敷設の許認可に関することとなった。その他、地方行政の監督も大臣委員会の職責であった。
1905年10月18日法により大臣委員会は改組され、皇帝を補佐する最高行政機関として大臣会議議長（首相に相当）を長とする大臣会議（Совета министров）が創設された。これは諸国の内閣に相当するもので、各省大臣と主要行政機関の長によって構成される。1905年にロシア側全権代表として日本とポーツマス条約を締結して帰国したセルゲイ・ヴィッテが初代大臣会議議長となった。
| 歴代 | 氏名                     | 在任                            |
| ---- | ------------------------ | ------------------------------- |
| 1    | セルゲイ・ヴィッテ       | 1905年10月24日 - 1906年4月22日  |
| 2    | イワン・ゴレムイキン     | 1906年4月22日 - 1906年7月8日    |
| 3    | ピョートル・ストルイピン | 1906年7月8日 - 1911年9月5日     |
| 4    | ウラジーミル・ココツェフ | 1911年9月5日 - 1914年1月30日    |
| 5    | イワン・ゴレムイキン     | 1914年1月30日 - 1916年1月20日   |
| 6    | ボリス・スチュルメル     | 1916年1月20日 - 1916年11月10日  |
| 7    | アレクサンドル・トレポフ | 1916年11月10日 - 1916年12月27日 |
| 8    | ニコライ・ゴリツィン     | 1916年12月27日 - 1917年2月27日  |

- 年月日は露暦（ユリウス暦）[n 10]。

### 宗務院

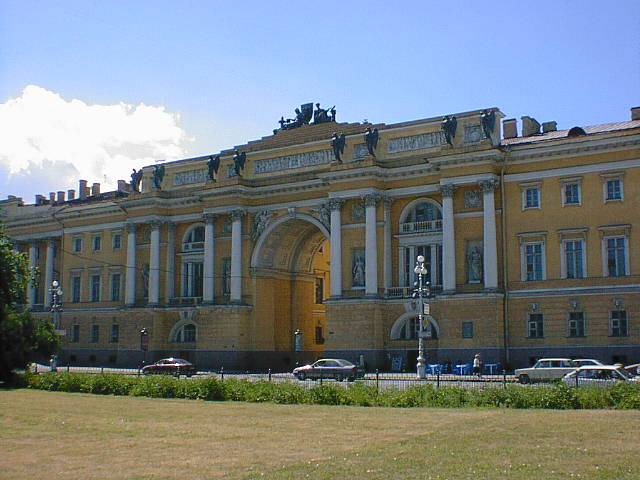
旧元老院及び宗務院本部。
サンクトペテルブルク、元老院広場。

1700年にモスクワ総主教アドリアンが死去するとピョートル1世（在位1721年 - 1725年）は後任の選出を許さず、1721年に正式に総主教座を廃止し、ロシア正教会を統括する最高機関としての宗務院（Святейший Правительствующий Синод：聖宗務院、聖務会院、シノドとも訳される）を設立させた。基本法は「教会の政治に於いては君主の独裁権は宗務院を媒介として行動すべきものである」と規定している。
宗務院の職務は第一に教義の正統解釈と聖職者の監督そして宗教出版物の検閲、第二に宗教教育機関および1885年に設置された教区小学校の管理、第三は行政もしくは司法の全ての教会事務の最高法廷そして婚姻に関する事務の採決である。
宗務院のメンバーは皇帝の代理人である俗人の宗務院総監とモスクワ、サンクトペテルブルク、キエフの3府主教、グルジアのエクザルフそして幾人かの主教が交替で務めた。

### 元老院
1711年にピョートル1世（在位1721年 - 1725年）は出征中に内政を預かる元老院（セナート：сенат）を設けて9人の議員を任命した。当初は臨時の措置であったが、これが常設化して行政・司法の執行に関する監督と立法を司る国政の中心機関となった。エカチェリーナ1世（在位1725年 - 1727年）とピョートル2世（在位1727年 - 1730年）の時代には最高枢密院が権力を握り元老院はこれに従属させられたが、アンナ（在位1730年 - 1740年）は即位直後に最高枢密院を廃止している。エリザヴェータ（在位1741年 - 1761年）の時代に元老院は権力を回復した。その後、アレクサンドル1世（在位1801年 - 1825年）の大臣委員会創設によって権限が減少して、主に最高司法機関として機能するものとなった。
帝政末期の元老院は複数の部から構成され、法律の布告および解釈、地方行政官職の監督、行政裁判、商業裁判所そして刑事および民事の破棄院（最高裁判所）としての広範な権限を有していた。元老院は帝国の行政に関わる全ての紛争に対する最高管轄権を有しており、とりわけ、中央政府の代理人と地方自治機関との間の係争を取り扱っていた。また、元老院は新法の登記と布告を審査する役割を持ち、基本法に反するものを拒否する権限があった。

### 参議会と省庁

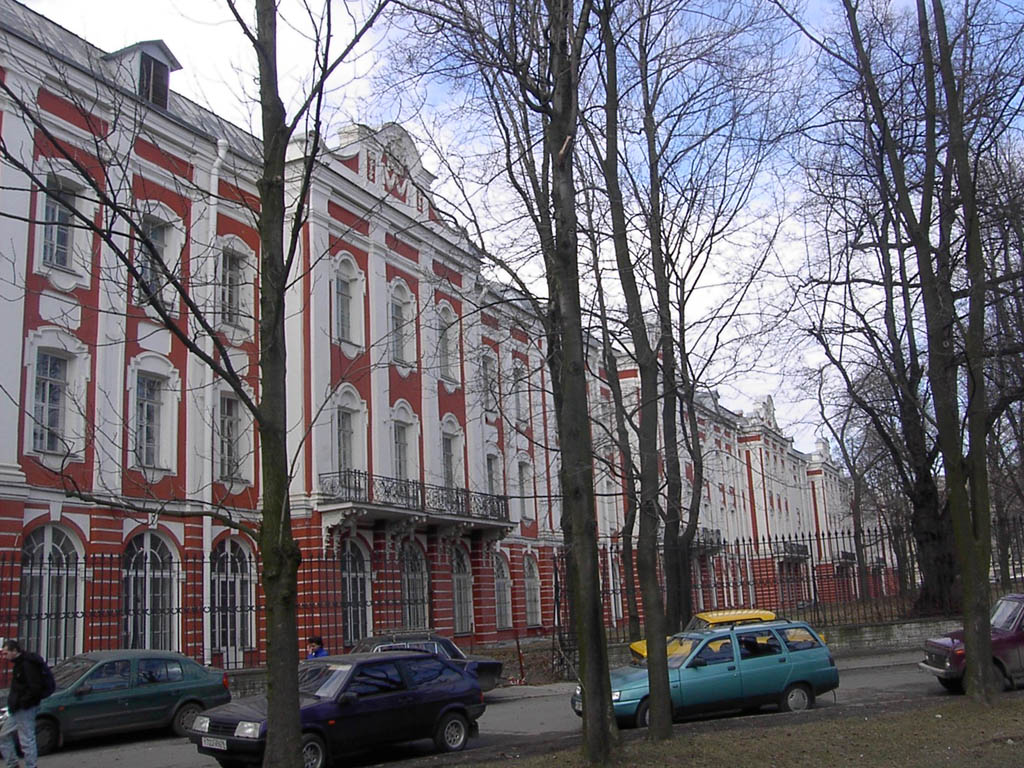
参議会があったДвeнaдцaть Коллегий（12コレギア館）。1722年から1744年建築。
サンクトペテルブルク大学敷地内。

ピョートル1世（在位1721年 - 1725年）の行政改革の一環として、管轄範囲が明確でないイヴァン4世（在位1533年 - 1584年）以来の官署が廃止されて、新たに北欧諸国の制度に倣った合議制で運営される参議会（コレギア：Коллегии）が設置された。外務、陸軍、海軍を「主要」とし、都市、所領、司法、歳出、監査、商業、工業、鉱業といった参議会が設けられている。
その後、参議会は責任の所在が曖昧で非効率になり、パーヴェル1世（在位1796年 - 1801年）の時代に改革が試みられ、合議制から専決制に代えられた。彼の暗殺後に即位したアレクサンドル1世（在位1801年 - 1825年）が参議会を廃止して、陸軍、海軍、外務、司法、内務、大蔵、通商、文部の8部の大臣を任命し、省庁制を発足させた。
帝政末期の20世紀初頭の時点では以下の省庁が存在した。
- 宮内省（英語版）
- 外務省（ロシア語版）
- 軍事省
- 海軍省
- 大蔵省（英語版）
- 商工省（1905年創設）
- 内務省（英語版）（警察、保健、検閲と報道、逓信、外国宗教、統計を含む）
- 国家資産省（国有財産省、国家資産の管理、国有地農民、農政を担当）
- 逓信省
- 司法省（ロシア語版）
- 国民教育省（英語版）

### 官等表
ピョートル1世（在位1721年 - 1725年）の時代、1722年に14の官等からなる官吏および軍人の位階が定められた（官等表）。中等教育修了者は官吏になることができ、昇格は勤務年数で決められており、九等官で一代貴族、四等官で世襲貴族になれた。
露国政府 編、民友社 訳『露国事情』民友社、1899年、115-116頁。による官等は以下の通り（第11等と第13等は廃止）。
| 等級     | 文官                                                                                              | 陸軍武官                                      | 海軍武官                    | 宮内官吏                                        | 等級に附随したる尊称 |
| -------- | ------------------------------------------------------------------------------------------------- | --------------------------------------------- | --------------------------- | ----------------------------------------------- | -------------------- |
| 第一等   | 尚書（大臣） (Канцлер) 若しくは 実権ある一等枢密議官 (Действительный тайный советник 1-го класса) | 陸軍元帥 (Генерал-фельдмаршал )               | 海軍総督 (Генерал-адмирал)  | -                                               | 高位閣下             |
| 第二等   | 実権ある（現任）枢密議官 (Действительный тайный советник)                                         | 歩兵大将 騎兵大将 砲兵大将 工兵大将 (Генерал) | 提督 (Адмирал)              | 侍従長 近衛都督 御猟総官 式部卿 御厩長官 式務卿 | 高位閣下             |
| 第三等   | 枢密議官 (Тайный советник)                                                                        | 中将 (Генерал-лейтенант)                      | 副提督 (Вице-адмирал)       | 膳部総官 御猟官 式部官 御厩官 大彫刻官          | 閣下                 |
| 第四等   | 実権ある（現任）発事官 (Действительный статский советник)                                         | 少将 (Генерал-майор)                          | 小提督 (Контр-адмирал)      | 侍従                                            | 閣下                 |
| 第五等   | 発事官 (Статский советник)                                                                        | 参謀官 (Военный советник)                     | -                           | 膳部官                                          | 執事                 |
| 第六等   | 集議官 (Коллежский советник)                                                                      | 大佐 (Полковник)                              | 艦長 (Капитан 1-го ранга)   | 接待官                                          | 貴下                 |
| 第七等   | 参事官 (Надворный советник)                                                                       | 中佐 (Подполковник)                           | 副艦長 (Капитан 2-го ранга) | -                                               | 貴下                 |
| 第八等   | 参事官補 (Коллежский асессор)                                                                     | -                                             | -                           | -                                               | 殿                   |
| 第九等   | 非役（名義）参事官 (Титулярный советник)                                                          | 大尉 (капитан)                                | 大尉 (Лейтенант)            | -                                               | 殿                   |
| 第十等   | 書記官 (Коллежский секретарь)                                                                     | 中尉 (Поручик)                                | -                           | -                                               | 殿                   |
| 第十一等 | 廃止                                                                                              | -                                             | -                           | -                                               | 殿                   |
| 第十二等 | 地方書記官 (Губернский секретарь)                                                                 | 少尉 (Подпоручик)                             | 士官試補（候補） (ми́чман)   | -                                               | 殿                   |
| 第十三等 | 廃止                                                                                              | -                                             | -                           | -                                               | 殿                   |
| 第十四等 | 録事 (Коллежский регистратор)                                                                     | 少尉試補旗頭（少尉補） (Фе́ндрик)              | -                           | -                                               | 殿                   |

## 司法制度
ピョートル1世（在位1721年 - 1725年）は当時の西欧で主流であった糾問主義手続きの司法制度を導入した。民事および刑事の裁判は非公開手続きであった。全ての裁判は書面審理で行われ、判事は判決時にのみ当事者および傍聴人と対面した。この非公開性と判事の報酬が僅かであったことが組み合わさり、贈賄と汚職が蔓延することとなった。法廷の調査は複数回あったが（5、6回またはそれ以上）、悪行の回数を増やすだけであった。証拠書類は法廷から法廷へと積み上げられたが、その書類を書いた事務官だけがその要旨を語ることができる類のものであり、費用がかさんだ。これに加えて、大量の勅令、法令そして慣習法（これらはしばしば矛盾した）により、法廷の運営はよりいっそう遅滞し、混乱した。さらに、司法と行政の線引きはなかった。判事は専門家ではなく、彼らは官吏に過ぎず、偏見と悪徳が蔓延していた。
帝政終焉まで続くロシア帝国の司法制度は「解放皇帝」アレクサンドル2世（在位1855年 - 1881年）の1864年勅令によって成立した。英仏の制度を部分的に取り入れた司法制度は司法と行政の分離、判事と法廷の独立、公開裁判と口頭審理、法の前での全ての身分の平等といった幾つかの大まかな原則によって成立している。その上、弁護士制と陪審制の採用によって民主主義的要素も取り入れられた。これらの諸原則による司法制度の確立は司法を行政の範囲の外に置くことにより、専制に終わらせ、ロシア国家の概念に大きな変化をもたらした。しかしながら、1866年のアレクサンドル2世暗殺未遂事件以降には幾らかの反動が見られるようになった。
1864年勅令によって成立した制度は英仏形式の二つの完全に分けられた法廷から成り、おのおのが独自の上訴裁判所を有し、最高裁判所の役割を果たす元老院にのみ連携する。イギリス形式のものは選挙で選ばれた治安判事の法廷で民事刑事の軽微な事件を管轄し、郡治安判事会議に上訴できる。もう一つのフランス形式の任命された判事による普通裁判所は重要事件を扱い、陪審員の置かれた地方裁判所、控訴院そして最高裁判所に当たる元老院の三審制である。また、農民の軽犯罪・民事は農村共同体の郷裁判所において旧来の慣習法で裁かれる。
これらとは別に聖職者の規律や離婚を扱う宗教裁判所、そして軍人に対する軍法会議があり、政治犯は軍法会議で裁かれる。

## 地方行政

### 行政区分

1914年時点のロシア帝国の行政区分。

1914年時点のロシアは81県（グベールニヤ）、20州（オーブラスチ）そして1行政庁（okrug）の行政単位に分かたれていた。ロシア帝国は中央アジアのブハラ・ハン国とヒヴァ・ハン国を保護国としており、1914年にはトゥヴァが加えられている。
11県、17州そしてサハリン行政庁がアジア・ロシアに属している。8県がフィンランド、10県がポーランドである。残りはヨーロッパ・ロシアで59県と1州（ドン軍管州）となる。ドン軍管州は軍事省の管轄下にあり、その他の諸県州には知事と副知事（行政評議会議長）が置かれていた。これに加えて、複数の県を管轄し、駐留軍の指揮権を含む広範な権限を有する総督が置かれている。1906年時点でフィンランド、ワルシャワ、イルクーツク、キエフ、モスクワ、アムール、トルキスタン、ステップそしてカフカースに総督府が存在していた。
サンクトペテルブルク、モスクワ、オデッサ、セヴァストポリ、ケルチ、ニコラエフ、ロストフといった大都市は県知事から独立した独自の行政制度があり、警察署長が長官の役割を果たした。

### 地方自治機関
中央政府の地方組織とともに、ロシアには行政の役割を果たす3つの公選による自治機関が存在する。
1. 農村共同体を基礎とした村団と郷。
2. ヨーロッパ・ロシア34県に置かれたゼムストヴォ。
3. 都市ドゥーマ。

#### ミールとヴォロースチ

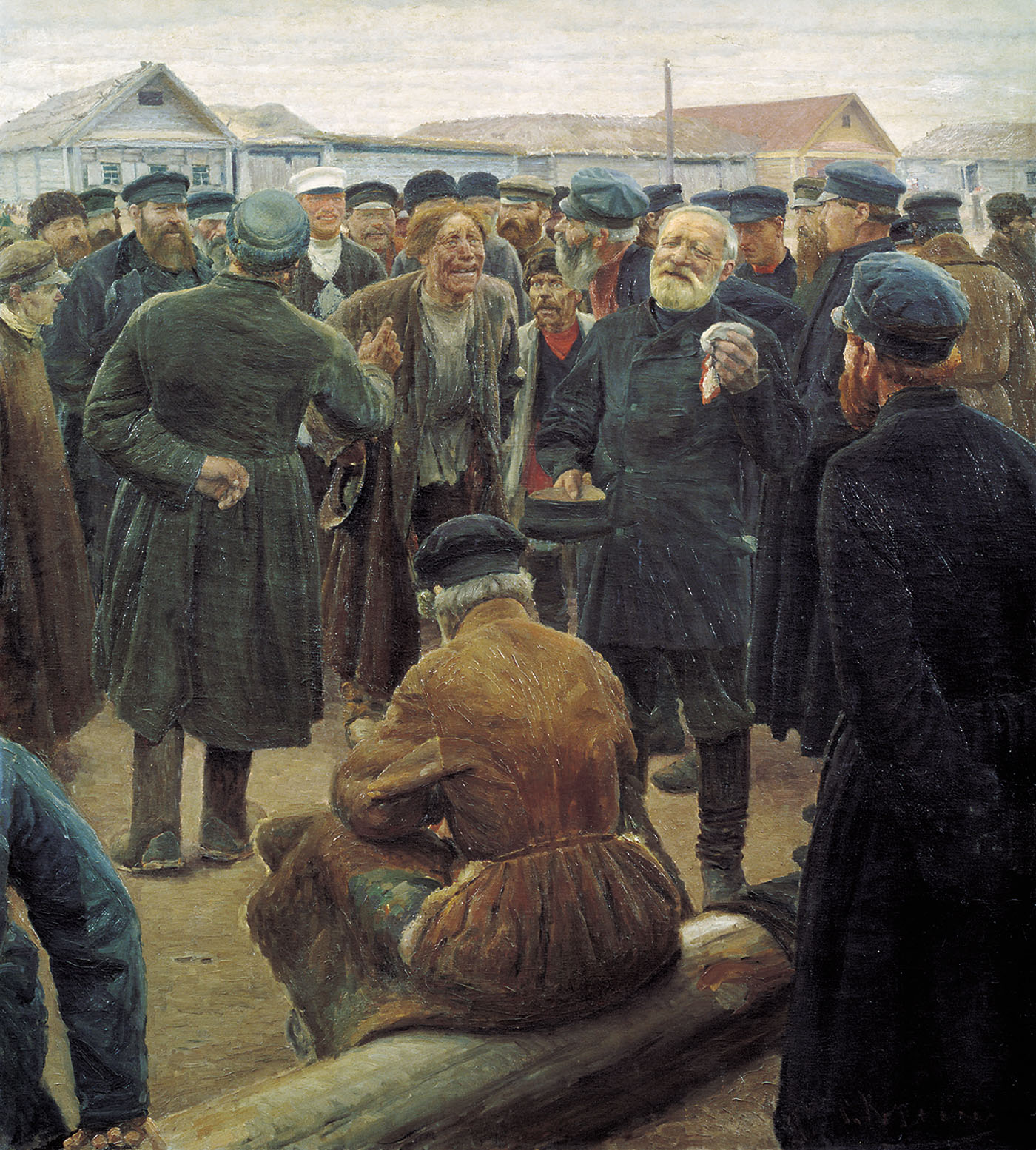
ミール（農村共同体）の集会。
セルゲイ・コロヴィン画。1893年。

その起源が定かではない農村共同体（ミール (農村共同体)：Мирまたはオプシチナ：Община）は、村ごとの農民の自治組織である。ミールは村長と各世帯の家長たちからなる村会を持ち、村の行政と司法そして耕地の割替を行っていた。耕地や森林、牧草地は農民個人のものではなくミールの共同所有とされ、政府はミールを利用して徴税や賦役を課しており、農奴解放後も土地の共同所有は変わらず、却ってミールの役割が強化されることとなった。アレクサンドル2世（在位1855年 - 1881年）の行政改革で、農村共同体を基礎に地方行政の末端機関としての村団（セーリスコエ・オブシチェストヴォ：Cельское общество）が組織された。
幾つかの村団が集まって郷（ヴォロースチ：волость）を構成しており、村団の代表者による集会を持っていた。この集会で郷長が選ばれており、また郷裁判所が持たれ、ここでは軽犯罪や民事訴訟などを取り扱っていた。

#### ゼムストヴォ

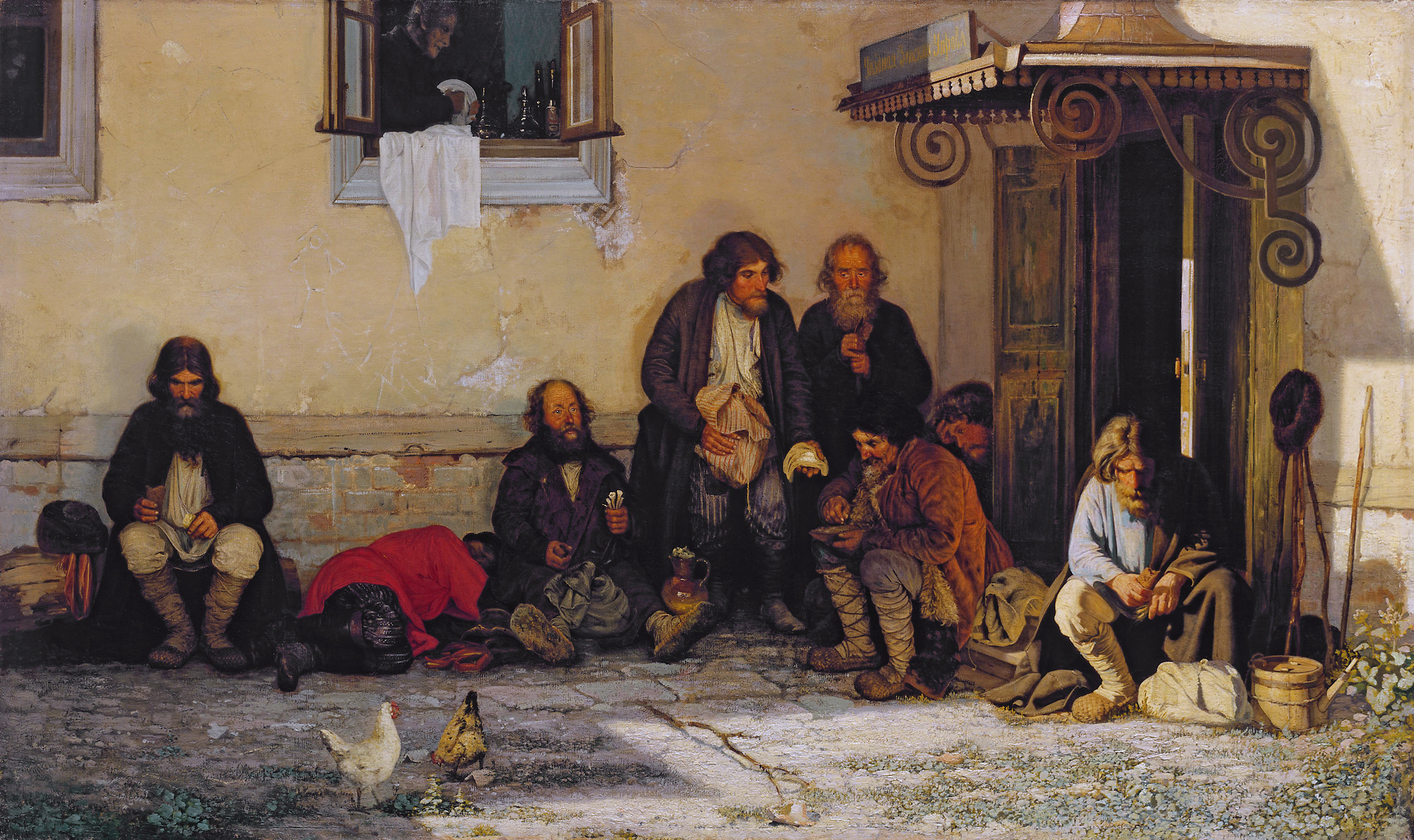
『ゼムストヴォの昼食』
グレゴリー・ミャソエドフ画。1872年。
貴族議員が食堂で食事をし、農民議員は屋外で食べている。

アレクサンドル2世（在位1855年 - 1881年）の行政改革の一環として、1864年に34県とドン軍管州およびこれに属する郡に地方自治機関であるゼムストヴォ（Земство）が設置された。郡ゼムストヴォには住民によって選挙された郡会とこれに指名されたメンバーによる執行機関の郡参事会があった。県ゼムストヴォの県会および参事会は郡会の代表者によって構成される。ゼムストヴォは地主、都市居住民そして郷（ヴォロースチ）が別々に代議員を選挙していた。参事会は次の五つの階級から選出された。（1）590エーカー以上を有する大地主は1議席（2）中小地主および聖職者の代表（3）裕福な都市住民の代表（4）都市中産階級の代表（5）ヴォロースチから選出された農民の代表である。
創設当初のゼムストヴォには地域の課税、教育、保健、道路整備などといった広範な権限が与えられていたが、アレクサンドル3世（在位1881年 - 1894年）の時代に厳しい制限を加えられている。この結果、郡ゼムストヴォは県知事、県ゼムストヴォは内務省に従属することとなり、ゼムストヴォの決議すべてに県知事・内務省の同意が必要とされ、県知事と内務省は議員たちを統制する強力な権限を有するようになった。
ゼムストヴォの選挙人資格には財産規定があり、このため郡会、県会ともに代議員は貴族・地主が常に優勢であったが、1870年代以降、ゼムストヴォは立憲制を求める自由主義者たちの拠点と化しており、1906年に開設された国会の自由主義政党（立憲民主党や十月党）の母体となった。

#### 都市ドゥーマ
1870年の新都市法の発布以降、ヨーロッパ・ロシアの市当局はゼムストヴォと同様の代議制都市自治機関（都市ドゥーマ）を持つようになった。家主、納税している商人・職人・労働者は資産量の順番にリストに記載されていた。財産所有評価によって三つのグループに分かたれ、当然各グループの人数は大きく異なるのだが、各々が同人数の都市ドゥーマ議員を選出する。行政部は選挙された市長や都市ドゥーマから選ばれたメンバーによる都市参事会が執り行った。しかしながら、アレクサンドル3世（在位1881年 - 1894年）の治世にゼムストヴォと同じく、都市ドゥーマは県知事や警察に従属させられた。1894年と1895年にシベリアとカフカースの幾つかの都市に（より一層制限されたものではあるが）都市ドゥーマが設けられている。

## 軍事

### 陸軍

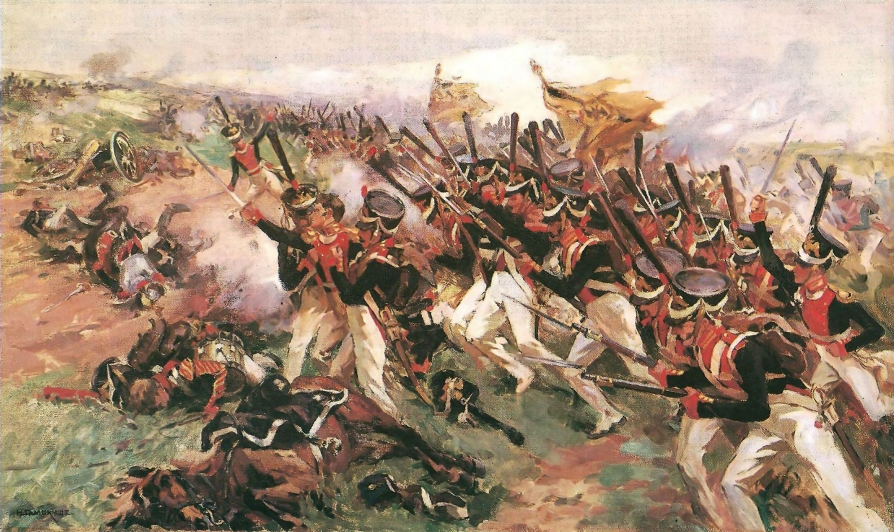
1812年のボロジノの戦いでのロシア兵。

17世紀末時点のピョートル1世（在位1682年 - 1725年）のロシア帝国軍は約16万の兵力を有しており、この規模は他のヨーロッパ諸国の軍隊と比べて遜色ないものであった。だが、大北方戦争（1700年 - 1721年）緒戦のナルヴァの戦い（1700年）でロシア軍はカール12世のスウェーデン軍に惨敗を喫してしまう。この後、カール12世がポーランド＝リトアニア＝ザクセン制圧に転戦したため、ピョートル1世は軍隊を再建する余裕を得ることができた。ピョートル1世は教会の鐘を鋳つぶして大砲を製作するとともに都市民や農民を対象とした本格的な徴兵を開始した。これ以前にも臨時の徴兵は行われていたが、租税民である農民を対象とした恒常的な徴兵制度ははじめてであった。「20世帯につき1人」の兵士供出が各村に命じられたが、兵役は25年であり、事実上生涯に渡って村から切り離されることを意味しており、苛酷で死亡率の高い軍隊勤務は貧農に押しつけられる傾向が強かった。「兵士の滞納」は後を絶たなかったが、それでもピョートル1世はこの徴兵制によって年間2万人以上の新兵を得ることができた。貴族の国家勤務査閲を強化して将校の養成を行い、不足は外国人を雇用していたが、1721年の段階でほぼロシア人将校で充足することができるようになっている。陸軍参議会、海軍参議会、砲兵官庁、兵站部そして参謀本部が設けられ軍事行政も整備された。これら軍制改革で強化されたロシア軍はポルタヴァの戦い（1709年）でロシアに侵攻したスウェーデン軍を壊滅させ、大北方戦争を勝利に導いた。
18世紀のロシア軍は数次にわたるオスマン帝国やペルシアとの戦争に勝利して領土を拡大させ、七年戦争ではプロイセン王フリードリヒ2世を破滅寸前に追い込んでいる。19世紀のナポレオン戦争ではロシア軍はアウステルリッツの戦い（1805年）やフリートラントの戦い（1807年）でナポレオンに敗北したものの、ロシア遠征に向かったナポレオンに壊滅的な打撃を与え、最終的な勝利者となったアレクサンドル1世（在位1801年 - 1825年）は「ヨーロッパの救済者」と呼ばれた。「ヨーロッパの憲兵」と呼ばれたニコライ1世（在位1825年 - 1855年）は欧州政治に積極的に介入し、軍事力を持ってポーランドやハンガリーの革命運動を粉砕している。
しかしながら、指揮官の大部分を占める貴族出身の将校で有能な者は一部であり、兵士出身の将校・下士官は教養が低かった。ピョートル1世以来の徴兵制度は25年の兵役を課して社会から切り離すものであり、農民にとっては刑罰同然のものと考えられ、兵士の待遇は劣悪であり貴族の将校は兵士を農奴同様に扱い、軍隊内での体罰や病気での死亡率も高かった。
クリミア戦争（1853年 - 1856年）が勃発した時点のロシア軍は将校27,745人、下士官兵112万人で、ヨーロッパ最大の規模であった。だが、装備は旧式で砲弾も不足しており、加えて国内の鉄道網が未整備で軍隊の急速な展開が不可能な状態にあった。ロシア軍はセヴァストポリ攻囲戦（1854年 - 1855年）で英仏軍に敗れて黒海の非軍事化を含む屈辱的な内容のパリ講和条約を結ばされ、「ヨーロッパ最強国」の自尊心は打ち砕かれた。

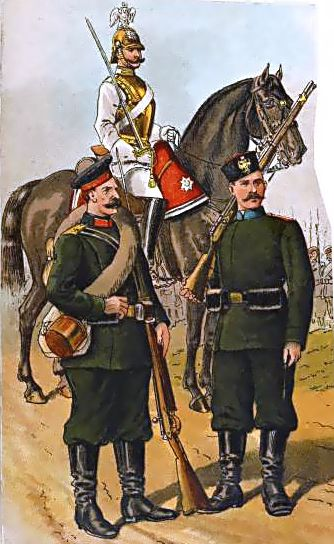
19世紀半ばアレクサンドル2世時代の騎兵と歩兵。

敗戦後、アレクサンドル2世（在位1855年 - 1881年）は大改革と呼ばれる農奴解放を含んだ行政改革を実施しており、軍制改革もこれに含まれる。この当時、ドイツやフランスの軍隊は国民男子全員に兵役を課して軍隊経験を積ませる国民皆兵であるのに対し、ごく一部の国民に長期の兵役を課す農奴制・身分制的なロシアの軍制は幅広い予備兵力層を欠いており、時代遅れなものになっていた。軍事大臣ミリューチンは軍制の近代化に着手し始め、まず、軍隊内での体罰は禁止された。1861年に兵役は16年に短縮され、1874年には国民皆兵制が施行されて陸軍は兵役6年予備役9年、海軍は兵役7年予備役3年となった。もっとも、家族状況による兵役免除もあって実際の召集率は対象者の25-30%程度に留まっており、また学校教育を受けた者は兵役期間を軽減される規定により裕福な特権階級層は事実上兵役を免れている。初等兵学校、中等兵学校そして士官学校といった教育機関が整備され、貴族以外からの将校への道も広げられた。軍事行政は総合参謀本部と七つの軍事最高機関が設けられ、各部門の長による軍事評議会が組織された。
露土戦争（1877年 - 1878年）でロシア軍はバルカン半島とザカフカースでオスマン軍と戦い、苦戦の末にプレヴェン要塞を陥落させてイスタンブールに迫った。オスマン帝国はサン・ステファノ条約によってバルカン半島の大部分の喪失を余儀なくされ、ベルリン会議を経てモンテネグロ、ルーマニアそしてセルビアが独立、ブルガリア公国が成立している。
アレクサンドル3世（在位1881年 - 1894年）の時代には総動員に必要とする日数の短縮、戦時における騎兵の即応性および下馬歩兵戦闘への適応（軽騎兵や槍騎兵が竜騎兵に置き換えられた）、国境地帯の要塞および鉄道網の強化そして砲兵および輜重隊の強化が図られている。

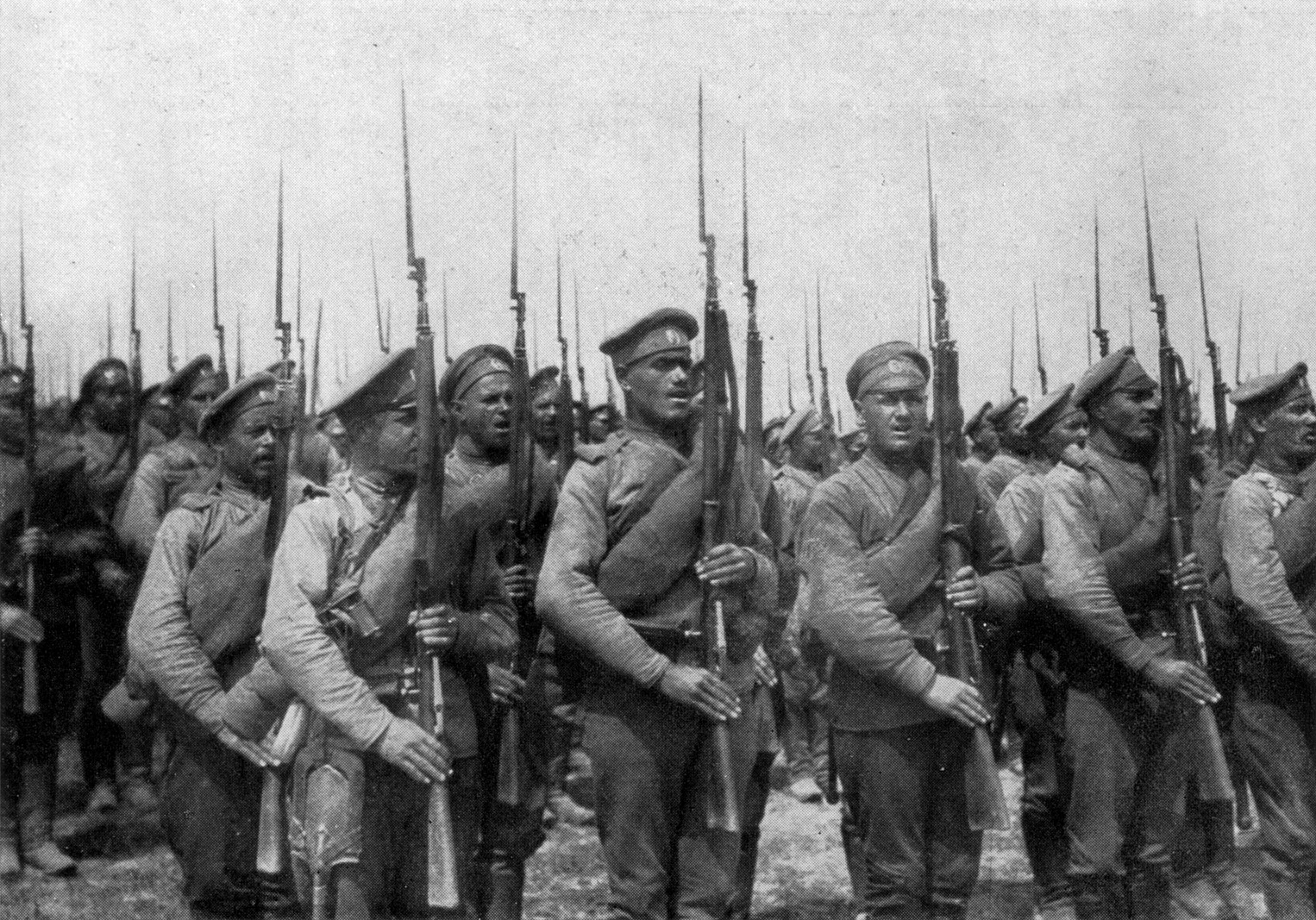
着剣捧げ銃の敬礼を行う第一次世界大戦開戦時のロシア軍歩兵。

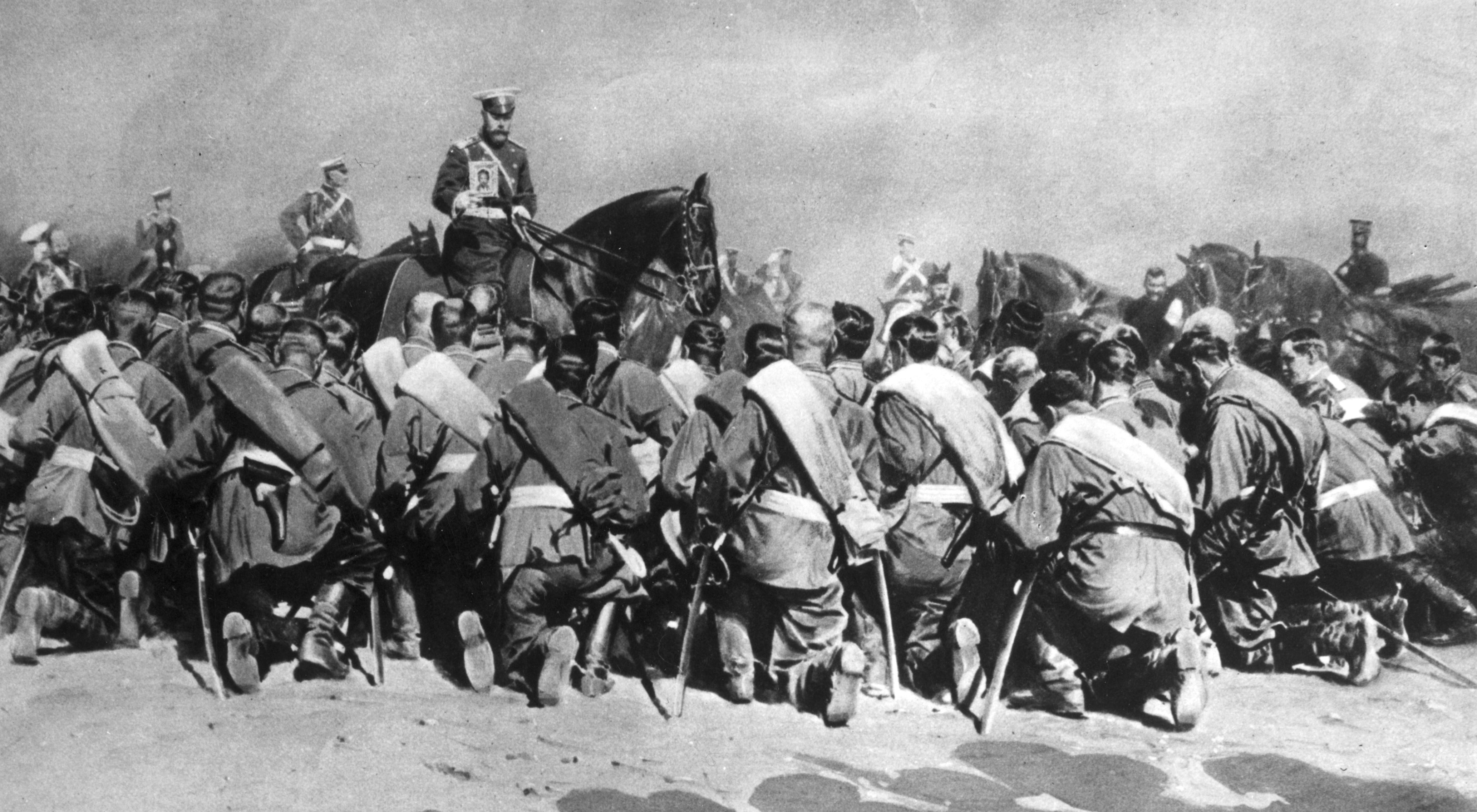
皇帝がかざしたイコンに礼拝する将兵たち。大戦中、ニコライ2世は最高司令官を務めていた。1914年から1917年撮影。

ニコライ2世（在位1894年 - 1917年）の時代にはアジア方面の戦力と即応性が強化され、民兵も再編された。日露戦争（1904年 - 1905年）開戦時、シベリア鉄道はバイカル湖迂回区間が未開通であったためヨーロッパロシアからの兵員輸送に時間を要し、糧食の一部は現地調達に頼らざるを得なかった。戦術思想は銃剣突撃に固執して銃剣を固定した小銃を用いた結果、射撃精度が低下しており、運用もナポレオン戦争と大差ない密集隊形による一斉射撃だった。機関銃は配備されていたがその価値が認められるまでには時間を要した。兵士は困苦欠乏に慣れ、皇帝を素朴に崇拝しており、困難な状況でも頑強に戦ったが、戦争目的を理解していなかった。将校の質は義和団事件（1900年）の際にイギリス軍士官から「（ロシア軍は）ロバに率いられたライオン」と酷評されたもので、一部を除けば無気力で能力も低かった。ロシア陸軍は日本陸軍の攻勢を前に後退を繰り返すことになり、旅順要塞を失陥し、奉天会戦でも敗れた。この敗北が1905年革命を引き起こすことになった。
この時期のロシア軍は正規兵、カザーク（コサック）そして民兵におおまかに区分される。1911年時点の平時戦力は将校42,000、兵110万人（うち戦闘員は95万人）であり、戦時戦力は将校75,000人、兵450万人になっていた。この兵力にほぼ無尽蔵な人的資源を加味すると第一次世界大戦（1914年 - 1918年）開戦時のロシア軍の規模はヨーロッパ最大であったが、鉄道網の慢性的な不効率はロシアの潜在的戦力を大きく減じていた。高級司令部と兵站部は汚職と不効率によってひどく弱められており、工場生産の不備から武器弾薬が不足していた。将校の質的な弱点は改善されない上に数が不足していた。近代装備についても通信システムが未整備で師団司令部が平文で無線連絡を交わし合う有り様であり、軍の自動車は700台に満たなかった。
第一次世界大戦が開戦するとロシア軍はドイツ軍の予想よりも早く動員を終えて主力が不在の東プロイセンに攻め込んだが、タンネンベルクの戦いで包囲殲滅され大損害を出してしまう。ロシア軍はドイツ軍の攻勢に敗走を余儀なくされ、ポーランド、リトアニアそしてベラルーシ西部を占領された。大戦はドイツ軍、オーストリア・ハンガリー軍そしてオスマン軍を相手の総力戦となり、ロシア軍は1400万人もの動員を行ったが2年間の戦闘で530万人の犠牲者を出している。軍の士気は低下して厭戦気分が広まった。1917年に首都ペトログラードで二月革命が起こると兵士たちは皇帝の命令に従うことを拒否して蜂起した労働者の側に付き、労兵ソビエトを組織して帝政打倒を訴え、ロシア帝国を崩壊に追い込むことになる。

### 海軍
ロシア海軍はピョートル1世（在位1682年 - 1725年）によってつくられた。1695年にオスマン帝国の属国クリミア・ハン国領のアゾフ要塞攻略に失敗したピョートル1世はモスクワ近郊の町やヴォロネジで平底川船1300艘、ガレー船22艘、火船4艘の艦隊を建造し、1696年にこの艦隊を用いて海上補給路を断ち、3か月の包囲戦の末に要塞を陥れて念願の海への出口を手に入れた。スウェーデンとの大北方戦争（1700年 - 1721年）では占領したイングリアやバルト地方にクロンシュタットをはじめとする造船所をつくり、バルチック艦隊を建造した。バルチック艦隊はガングートの海戦（1714年）やグレンガム島沖の海戦（1720年）でスウェーデン艦隊に勝利してバルト海の制海権を確保し、戦争の勝利に貢献した。
エカチェリーナ2世（在位1762年 - 1796年）の時代の第一次露土戦争（1768年 - 1774年）ではクロンシュタットを発したオルロフ提督率いるバルチック艦隊がジブラルタル海峡を経て地中海に入り、オスマン艦隊を撃破してロシアの海軍力を誇示している。戦争に勝利してクリミア・ハン国を併合したエカチェリーナ2世はポチョムキンを新領土総督に任命してクリミア経営にあたらせた。ポチョムキンはセヴァストポリを根拠地とする黒海艦隊を創設する。その後に発生した第二次露土戦争（1787年 - 1792年）やアレクサンドル1世（在位1801年 - 1825年）の時の第三次露土戦争（1806年 - 1812年）でもロシア艦隊とオスマン艦隊は戦火を交えている。
ニコライ1世（在位1825年 - 1855年）の時代に入るとギリシャ独立戦争（1821年 - 1832年）に介入したロシアは地中海に艦隊を派遣して英仏と連合艦隊を組み、ナヴァリノの海戦（1827年）でオスマン・エジプト連合艦隊を撃滅しており、この勝利によりギリシャを独立へと導いている。
1853年にロシアとオスマン帝国は再び開戦した（クリミア戦争：1853年 - 1856年）。開戦早々にナヒモフ提督の黒海艦隊がスィノプ港に停泊していたオスマン艦隊に奇襲をかけて全滅させ、港湾機能を破壊した（シノープの海戦）。海戦には勝利したが、英仏の新聞が「スィノプの虐殺」と報道したことにより反ロシア的世論を煽る結果となってしまう。参戦した英仏連合艦隊が黒海に入り、黒海艦隊はセヴァストポリに籠城する作戦をとったが、1年以上の包囲戦の末にセヴァストポリは陥落し、黒海艦隊は降伏前に自沈した。パリ講和条約の条項により、黒海の艦艇保有数に厳しい制限がかけられ、艦隊を配備することは禁じられた。

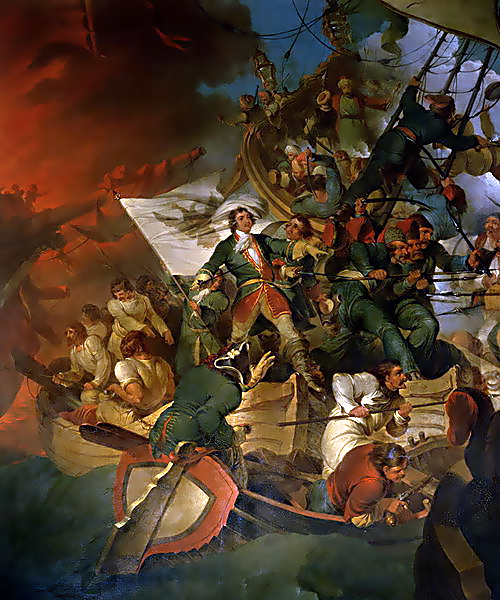
アゾフ攻略（1696年） ロバート・カー・ポーター画。1842年以前。
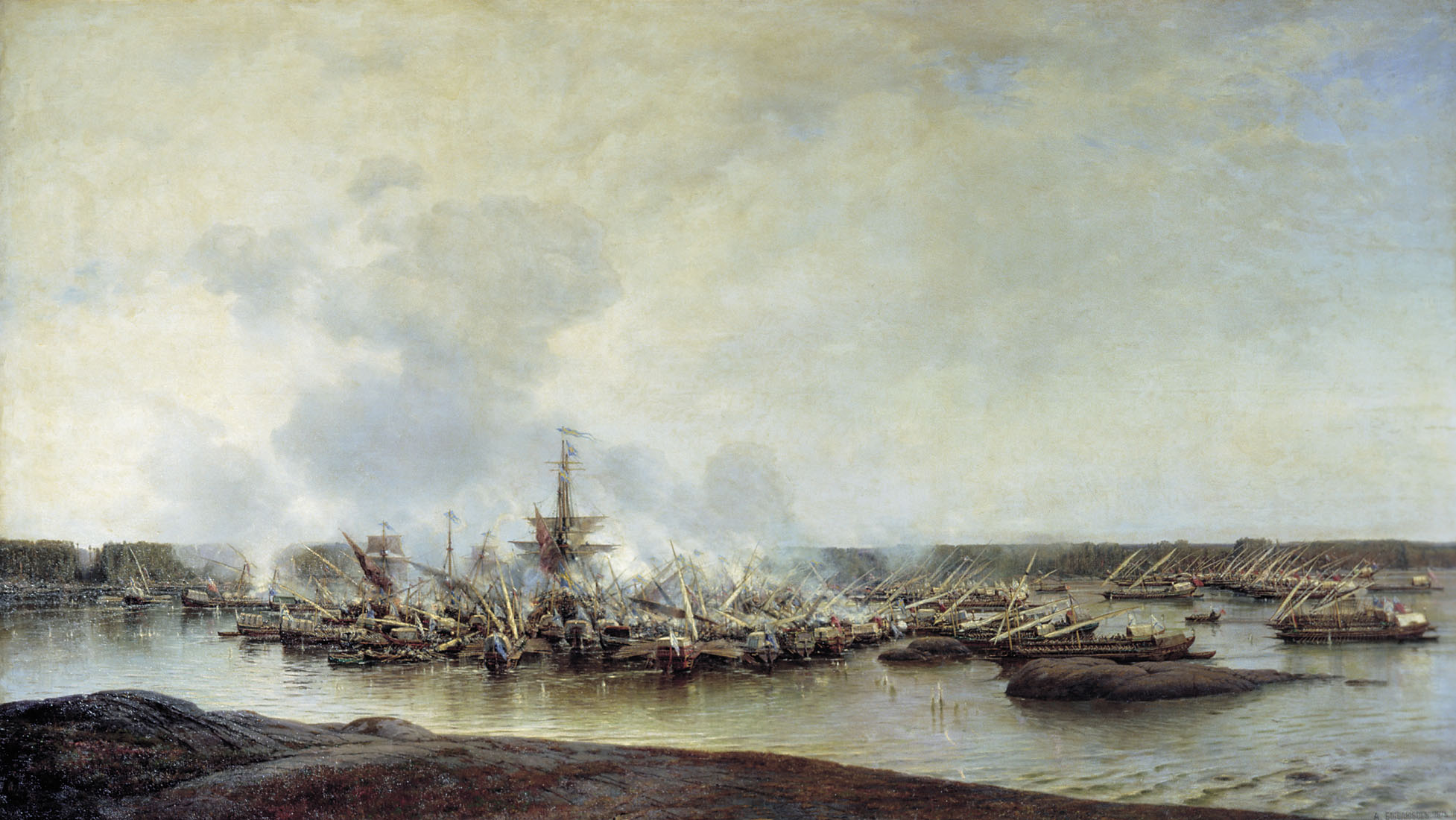
ガングートの海戦（1714年） Алексей БОГОЛЮБОВ画。1877年。
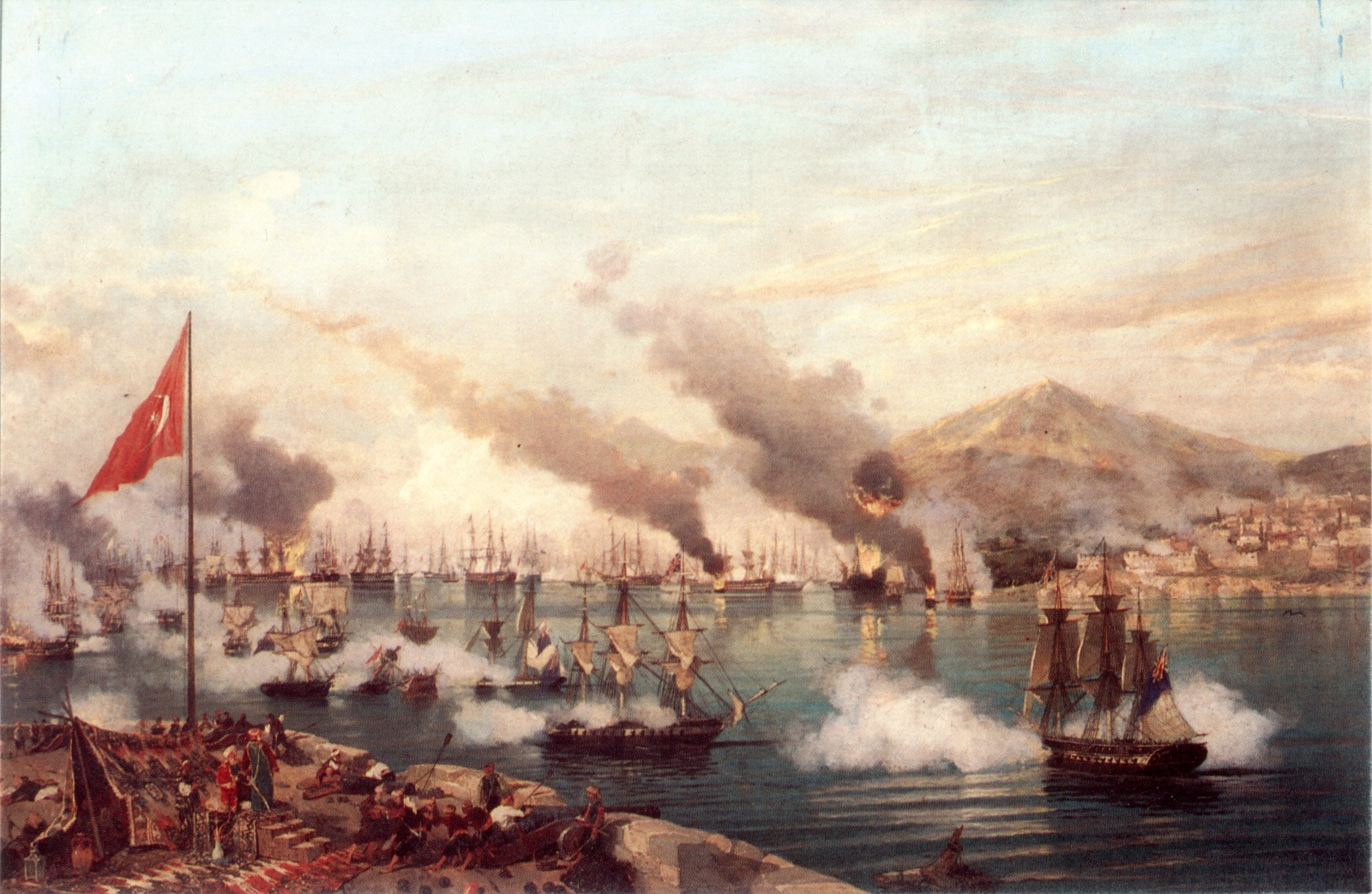
ナヴァリノの海戦（1827年） Ambroise-Louis Garneray画。1830年頃。
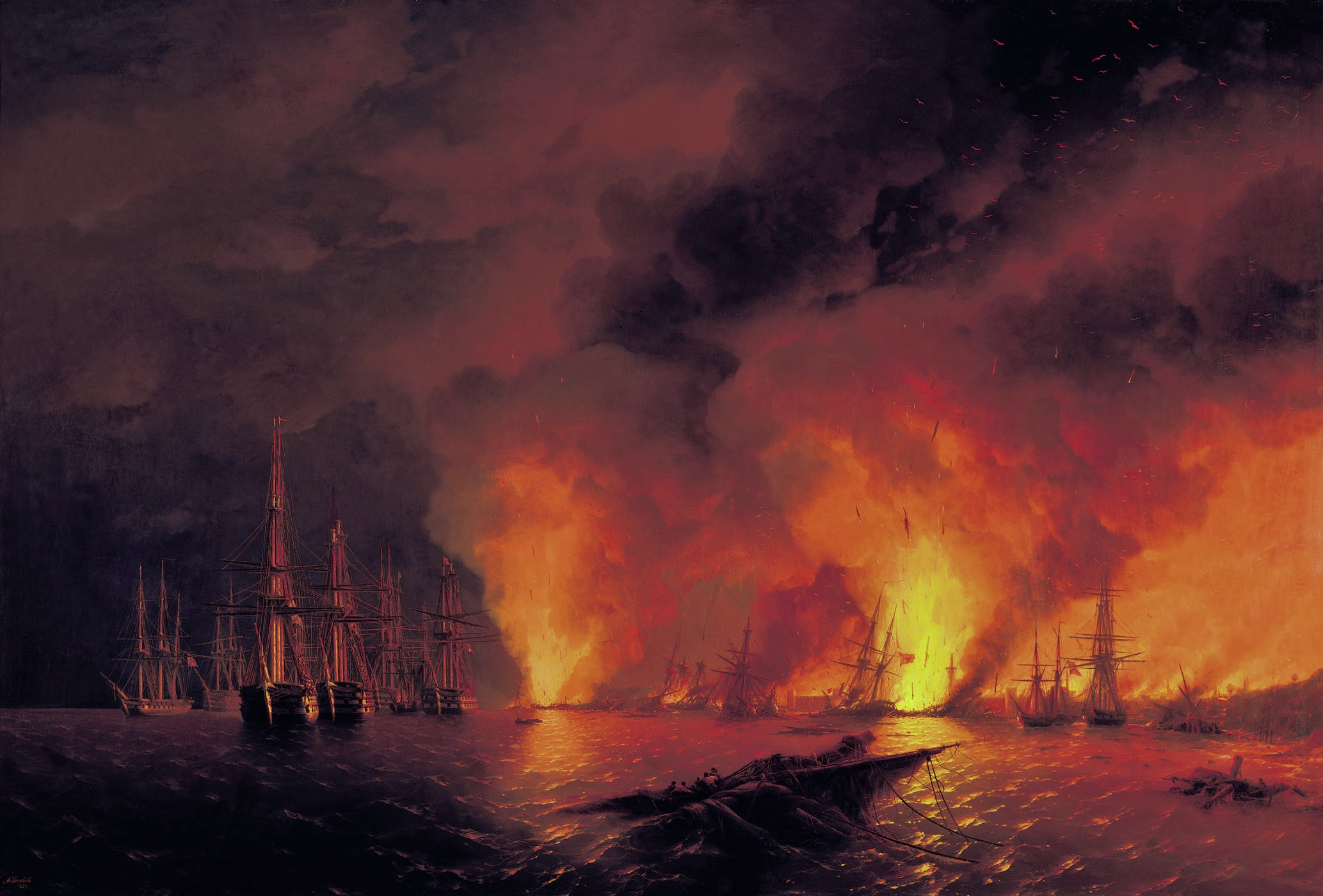
シノープの海戦（1853年） イヴァン・アイヴァゾフスキー画。1853年。

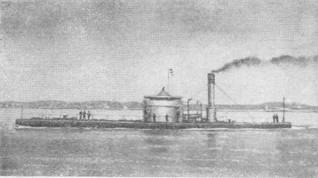
ロシア軍のモニター艦（砲塔装甲艦）。
1863年 - 1914年。

クリミア戦争の敗戦後、アレクサンドル2世（在位1855-1881）の弟コンスタンチン大公が艦隊の再編と近代化を指揮した。1860年代に帆走軍艦は姿を消し、蒸気軍艦が主体となった。南北戦争でのハンプトン・ローズ海戦（1862年）に関心を持ったロシア海軍はさっそく木造軍艦2隻を装甲艦に改装させ、さらにアメリカの装甲艦モニター号に類した沿岸防衛用のモニター艦を17隻建造している。普仏戦争（1870年 - 1871年）にフランスが敗れて第二帝政が倒れるとロシアはパリ条約を破棄して黒海艦隊を再建した。露土戦争（1877年 - 1878年）では発明されて間もない魚雷を用いてオスマン海軍の船を撃沈することに成功している。
1860年の北京条約で清国から沿海地方を割譲されており、この地に建設されたウラジオストクが太平洋艦隊の根拠地となる。1898年に清国から大連・旅順地域を租借したロシアは旅順要塞を築いて太平洋艦隊の根拠地となし、日本に備えた。

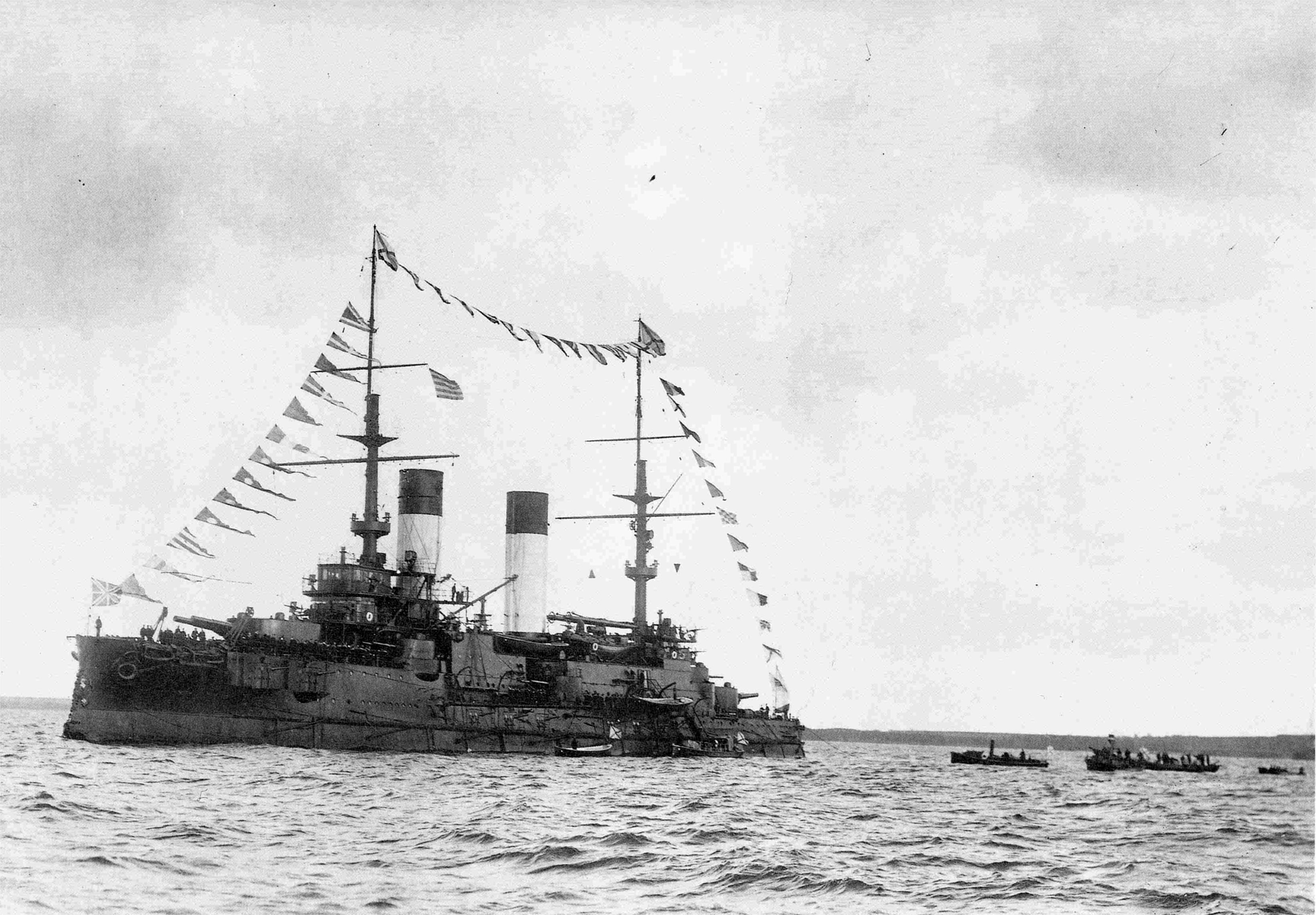
バルチック艦隊旗艦クニャージ・スヴォーロフ。

20世紀はじめのロシア海軍はバルチック艦隊、黒海艦隊、太平洋艦隊そしてカスピ海艦隊から成っていた。日露戦争（1904年 - 1905年）開戦時の戦力は戦艦21隻（5隻建造中）、海防戦艦3隻、旧式装甲巡洋艦4隻、装甲巡洋艦8隻、巡洋艦13隻（5隻建造中）、軽巡洋艦8隻、駆逐艦49隻（11隻建造中）の主要艦艇からなり、イギリス、ドイツに次ぐ世界第三位の海軍大国であった。
日本の連合艦隊と対することになった太平洋艦隊の主力（旅順艦隊）は旅順港に封じ込められた。艦隊はウラジオストクへの脱出を図るが黄海海戦で大損害を受けて阻止され、旅順陥落で全滅した。ヨーロッパロシアから長距離の航海を経て極東にたどり着いたバルチック艦隊（第二・第三太平洋艦隊）は日本海海戦（ツシマ海戦）でほぼ全滅する。陸海での敗戦に国内は動揺し、黒海艦隊では戦艦ポチョムキンの反乱が起こっている。この戦争でロシア海軍は戦艦14隻、海防戦艦3隻、装甲巡洋艦5隻、巡洋艦6隻、駆逐艦21隻を失った。

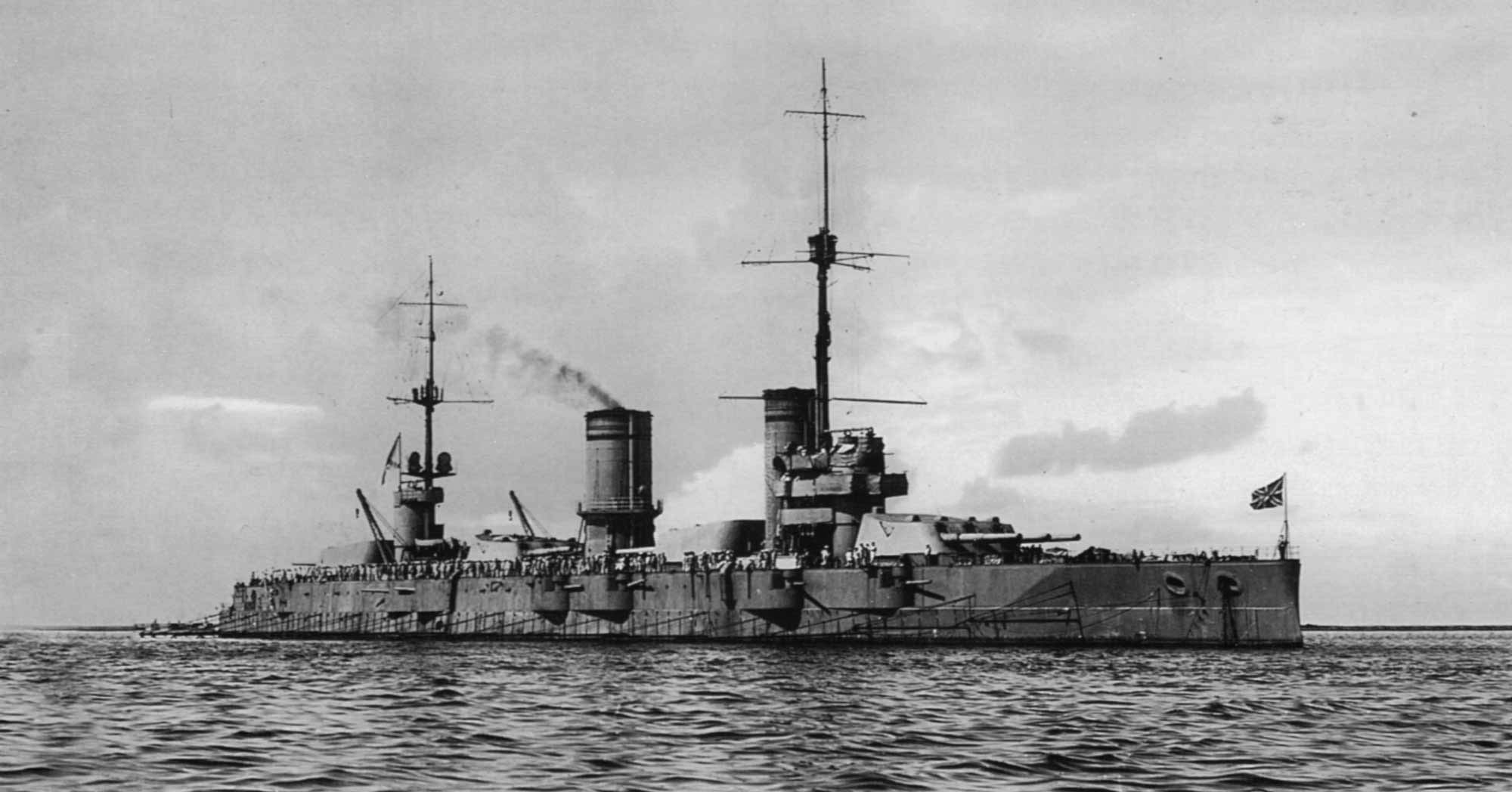
弩級戦艦ガングート。1915年

1907年、海軍省は戦艦32隻、巡洋戦艦16隻、巡洋艦36隻、駆逐艦156隻からなる野心的な建艦計画を提出するが、ドゥーマ（国会）の猛反対にあい、縮小した計画も承認を得られず、1909年のドイツとの関係悪化でようやくバルチック艦隊向け弩級戦艦4隻の予算が承認された。日本との関係が緩和する一方で独墺とは険悪化すると1911年に黒海艦隊向けの弩級戦艦3隻その他の予算が承認される。1911年のモロッコ危機で対独関係がさらに悪化すると海軍省は「大建艦計画」と呼ばれる野心的な海軍法をドゥーマに承認させた。これは1927年までに総計戦艦27隻、巡洋戦艦12隻を建造しようとするものであったが、実現することはなかった。
艦隊再建の途上でロシア海軍は第一次世界大戦（1914年 - 1918年）を迎える。このためバルチック艦隊と黒海艦隊の作戦は機雷戦を中心とした防御的なものになった。ロシア海軍は開戦早々の1914年8月に触雷沈没したドイツの軽巡洋艦マクデブルクから暗号表を回収してイギリスへ送り、連合国の戦争努力への大きな貢献を果たしている。戦前に起工された戦艦のうちバルチック艦隊向けのガングート級戦艦4隻と黒海艦隊向けのインペラトリッツァ・マリーヤ級戦艦3隻が大戦中に竣工したが、インペラトリッツァ・マリーヤ級は戦争と内戦の混乱で全て失われた。
1917年の二月革命で帝政が瓦解し、さらに十月革命ではバルチック艦隊の水兵がボリシェヴィキに与し、巡洋艦アヴローラが冬宮を砲撃した。続く内戦の混乱によって海軍の組織は崩壊し、レーニンをはじめとするボリシェヴィキの指導者は海軍の必要性を理解せず、その結果、艦艇の多くが失われるか行動不能になり、建造中の艦は放置されることになる。

### 航空隊

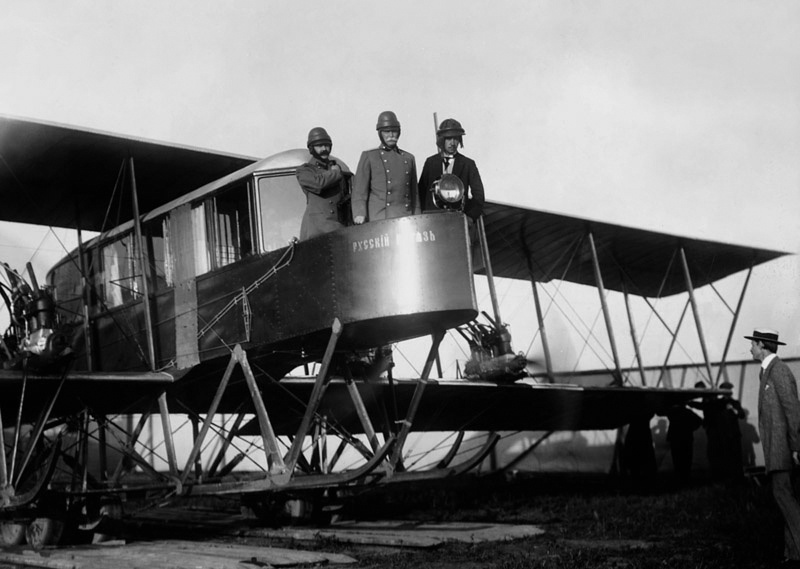
世界初の4発爆撃機イリヤー・ムーロメツ

西ヨーロッパ諸国やアメリカ合衆国と同じくロシアでも19世紀後半から動力飛行機の試みがなされており、ソ連時代には世界初の動力飛行はライト兄弟よりも20年近く早い、1884年のモジャイスキーによるものであると主張されていた。19世紀末にツィオルコフスキーが先進的なロケット技術の諸論文を発表しており、今日では「宇宙ロケットの父」と呼ばれている。1909年には「ロシア航空の父」と呼ばれるジューコフスキーがロシア初の航空団体を設立した。そして、1914年にシコールスキイが世界初の4発飛行機イリヤー・ムーロメツを完成させた。
第一次世界大戦（1914年 - 1918年）開戦時、陸軍は約250機、海軍は約50機の航空機を保有していた。国産軍用機も存在していたが少数生産に留まっており、ロシア軍は輸入機やライセンス生産機主体で戦った。イリヤー・ムーロメツの爆撃型が製造され、シコールスキイ自身が率いる爆撃隊の活躍があったもの、ロシア軍航空隊は用兵と運用の拙劣さもあってドイツ帝国軍航空隊を相手に劣勢を強いられている。

## 宗教
1897年の国勢調査に基づく1905年の報告書によれば、ロシア帝国内の各宗教宗派の概算信者数は右表のとおりである。1905年の「信教の自由に関する勅令」により公的には全ての信仰が認められるようになった。

### 正教会
ロシア帝国の国教は正教会（ギリシャ正教、東方正教会）である。独立教会ロシア正教会の首長は「教会の最高守護者」の称号を有する皇帝であった。皇帝は人事権を有していたが、教義や説教に関する問題を決定することは無かった。

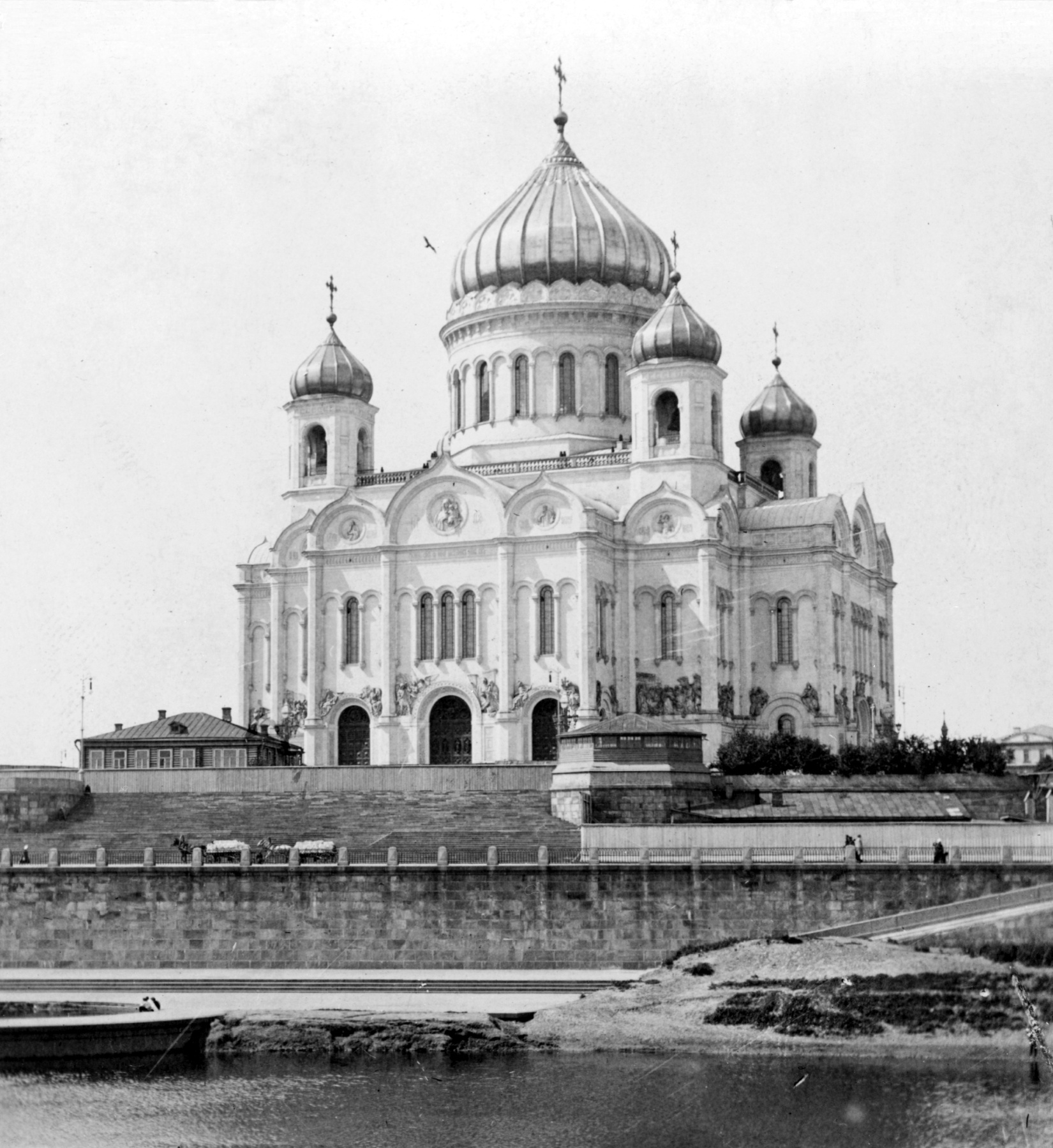
モスクワの救世主ハリストス大聖堂。1903年撮影。
この聖堂は1931年にスターリンの指令によって爆破されている。

ロシア帝国の多数を占める東スラヴ系のロシア人、小ロシア人（ウクライナ人）、白ロシア人（ベラルーシ人）は正教もしくは無数にあるその分派を信仰している。東スラヴ系以外ではルーマニア人（モルドバ人）、グルジア人も正教である。フィンランドのカレリア地方の正教徒はロシア革命後の1917年に自治教会フィンランド正教会を創設している。ウラル・ヴォルガ地方ではモルドヴィン人のほとんどが正教であり、ウドムルト人、ヴォグル人、チェレミス人（マリ人） とチュヴァシ人も同様であるがキリスト教やイスラム教の影響を受けたシャーマニズムとの混合であった。シベリアではヤクート人が18世紀後半頃に正教に改宗しているが、これもシャーマニズムの要素を残している。

#### ロシア正教会
ロシアのキリスト教受容は10世紀頃のことである。以降、コンスタンディヌーポリ総主教庁の管轄下に置かれ、ほとんどの府主教がギリシャ人であったが、東ローマ帝国が衰退してバーゼル・フェラーラ・フィレンツェ公会議で東西教会の合同が宣言されたことを受け、1448年にモスクワ府主教座がコンスタンディヌーポリ総主教庁から事実上独立した。東ローマ帝国の滅亡に伴って、モスクワはローマ帝国のローマ、東ローマ帝国のコンスタンティノープル（古期ロシア語ではツァリグラードと呼ばれた）に次ぐ「第三のローマ」であるという言説が見られるようになった。1589年にロシア正教会はコンスタンディヌーポリ総主教イェレミアス2世より、独立教会の祝福を正式に受け、モスクワ総主教座が成立した。
ピョートル1世（在位1721年 - 1725年）以前の正教会の修道院・教会は農民の4分の1を支配し、世俗権力から独立した勢力を持っていた。ピョートル1世はロシア正教会をプロテスタント諸国の国教会的な組織に改編すべく、教会改革を断行した。1700年にモスクワ総主教アドリアンが死去するとピョートル1世は後任の選出を許さず、皇帝に忠実なフェオファン大主教を起用して1721年に「聖務規則」を作成させ、総主教位を廃止して合議制の宗務院を設け、教会を国家権力の統制下に置かせた。皇帝の代理人である俗人の総監に指導される宗務院は聖務に対する広範な権限を有するようになり、教会は国家の一機関と化した。聖界領地は国家管理とされ（エカチェリーナ2世の時代に国有地化）、独自の収入を断たれた聖職者たちは国家からの給与に依存することになり、従属の度を深めた。
ロシアの東方拡大とともにロシア正教会も東方へと進出し、ウラル・ヴォルガ地方の諸民族そしてシベリア先住民の正教への改宗が進められた。ウドムルト人、チェレミス人、ヤクート人といった民間信仰の民族に対しては正教への改宗は順調だったが、ムスリムに対しては概して上手くゆかなかった。タタール人の上級階級の正教受容は一定の成功を収め、彼らはロシア貴族化したが、民衆はごく一部が改宗したのみで、それも表面的に洗礼を受けただけの者が多く、後に棄教者が続出する事態が起こっている。バシキール人は改宗に強く抵抗して反乱を繰り返し、19世紀後半にロシアの版図に入った中央アジアのトルキスタン総督府では正教会による宣教自体が禁止されていた。このような動きに危機感を持った正教会では、19世紀後半にイリミンスキーが洗礼タタール人に対する現地語、習慣を尊重した教育活動を行い、この方式が政府に採用されてイリミンスキー・システムと呼ばれるキリスト教化した異族人全般に対する教育制度が構築されることになる。
帝政時代のロシア正教会の伝道活動は国外にも及んでおり、聖インノケンティ・ヴェニアミノフはロシア領アラスカ初の主教となり、先住民への伝道を行った。1868年にアラスカが売却されるとロシア正教会はアメリカ合衆国へと進出して1872年にサンフランシスコ、1905年にはニューヨークに主教座が設けられている。日本へは、1861年に宣教師ニコライが来日して、後の日本ハリストス正教会の基礎を築いている。

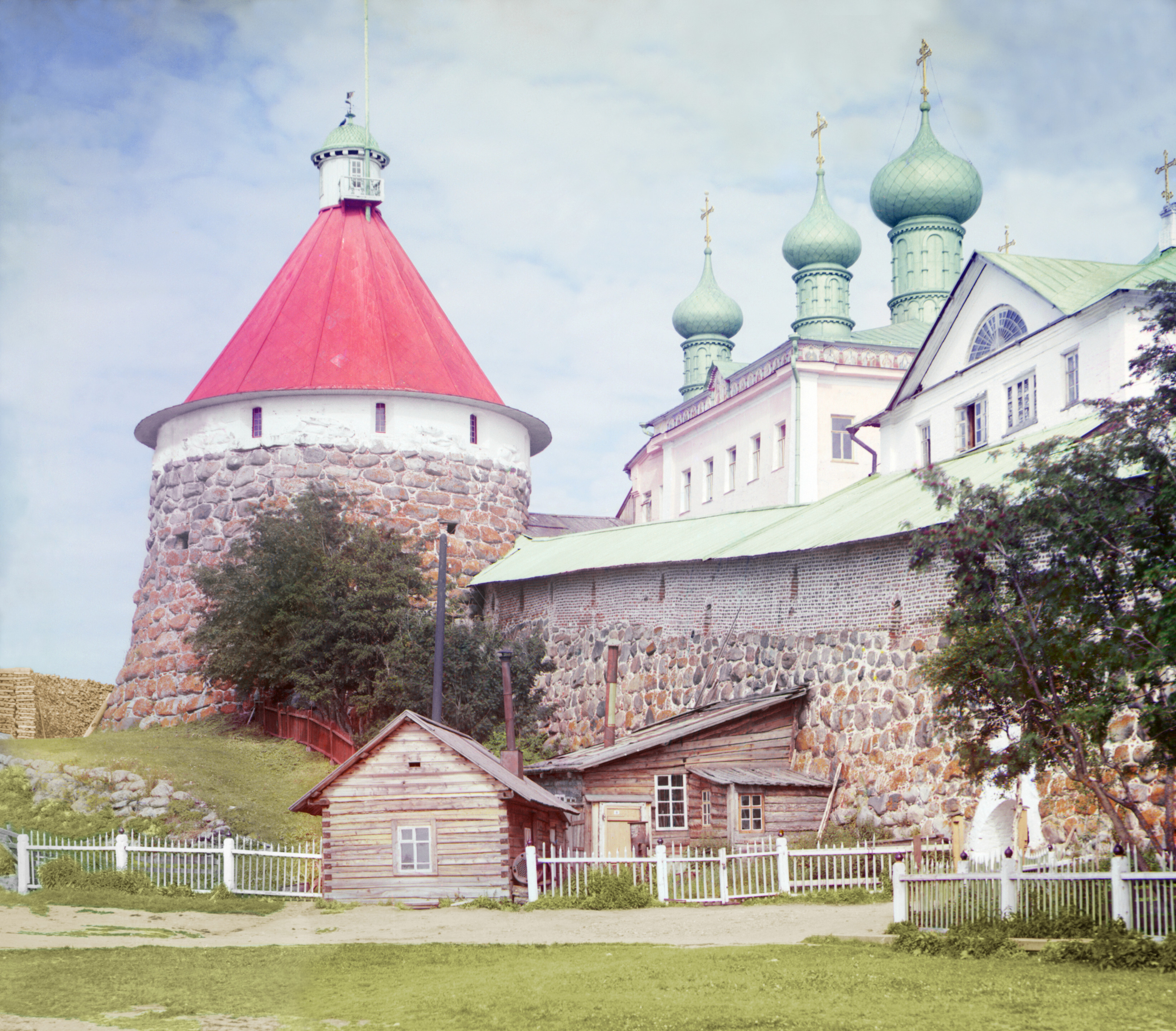
ソロヴェツキー修道院。
古儀式派の拠点となり、1668年から1676年まで抵抗を続けた。
セルゲイ・プロクジン＝ゴルスキー撮影の最初期のカラー写真。1915年。

ロシア帝国は征服した土地の異宗派信徒や異教徒の改宗自体はさほど重視していなかったが、ロシア語と正教を強制するロシア化政策が強化された19世紀後半のアレクサンドル3世（在位1881年 - 1894年）の時代にはポベドノスツェフ宗務院総監の指導のもとで、カトリック・プロテスタント・アルメニア教会への規制強化と正教への改宗が促され、中央アジアのタタール人に対しては半ば強制的な正教への改宗が行われた。1905年革命によって信教の自由が認められると多数の人々がカトリック、プロテスタントそしてイスラム教に改宗・復帰している。
帝政下のロシア正教会では綱紀の紊乱や村司祭の貧困といった問題が深刻化しており、19世紀後半になるとこれら諸問題を解決するための教会改革を求める運動が起こり、この動きが1905年革命の際の地方公会（1681年に廃止）再開と総主教制復活の要求に結びついた。二月革命で帝政が倒れた直後の1917年8月に地方公会が開催されてティーホンが総主教に選出されるが、この後、ロシア正教会は無神論のソビエト政権下で厳しい迫害と宗教活動の制約を受けることになる。
20世紀はじめ頃のロシア正教会の上座には3人の府主教（サンクトペテルブルク、モスクワ、キエフ）、14人の大主教、50人の主教がいた。1912年時点の数値によるとロシア国内には正教会の教会と礼拝堂が60,000、公認された修道院298、女子修道院400があり、司祭45,000人、長司祭2,400人、輔祭15,000人、修道士・修練士17,583人、修道女・見習い修道女52,927人の聖職者がいた。

#### ロシア正教会以外
17世紀の総主教ニーコンの典礼改革を巡ってロシアの正教会では分裂が生じ、ツァーリ・アレクセイ（在位1645年 - 1676年）と対立したニーコンは失脚したが、同時に改革反対派も正教会から破門を受けた。ロシア伝統の典礼を護持する彼らは古儀式派（スタロオブリャージェストヴォ：Старообрядчество）と呼ばれた。古儀式派は激しい迫害を受けるが、ピョートル1世の教会改革によってロシア正教会に対する統制が強められると勢力を伸ばすようになり、国民の3分の1から5分の1が古儀式派に属するようになった。
古儀式派はロシア正教会から分離した際に主教を欠いていたため司祭の叙階が困難になり、17世紀末頃に司祭の存在を前提とする司祭派と無用とする無司祭派とに分裂した。無司祭派は狂信の度を深めて無数に分裂を繰り返し、勢力を弱めている。18世紀後半のエカチェリーナ2世（在位1762年 - 1796年）の時代には古儀式派に対する弾圧が緩められたが、ニコライ1世（在位1825年 - 1855年）の時代に再び弾圧を受けるようになり、アレクサンドル3世（在位1881年 - 1894年）の時代にはポベドノスツェフ宗務総監の指導のもとで迫害が行われた。司祭派はこれらの迫害を耐えて1881年に政府の公認を受けている。1897年の国勢調査によると総人口の15%にあたる1750万人が古儀式派であった。
グルジアには5世紀以来の独立教会グルジア正教会が存在していたが、19世紀にグルジアが併合されるとグルジア正教会の独立が否定されて総主教も廃止されている。ロシア人の大主教が派遣され、礼拝でのグルジア語の使用も制限されており、これに反発した民衆蜂起への報復としてさらなるロシア化が強制されている。グルジア正教会が独立を回復するのは1917年の二月革命後であり、ロシア正教会が正式にこれを認めたのは第二次世界大戦中の1943年のことであった。

### 正教会以外のキリスト教

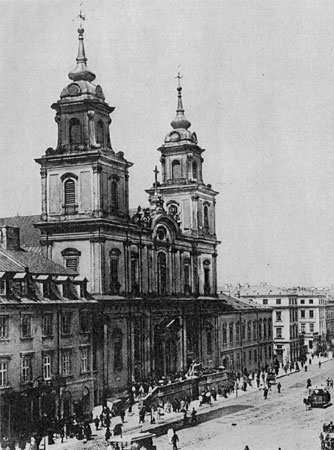
ワルシャワの聖十字架教会。1890年代撮影

ポーランド人とほとんどのリトアニア人はローマ・カトリックである。ウクライナ人、ベラルーシ人の一部は東方典礼カトリック教会、アルメニア人の一部はアルメニア典礼カトリック教会に属していた。エストニア人を含む全ての西部フィン人、ドイツ人そしてスウェーデン人はプロテスタントであり、ルター派はバルト地方、イングリアそしてフィンランド大公国での支配的宗派であった。アルメニアには独自のアルメニア使徒教会が存在する。
1721年のニスタット条約でロシアに編入されたバルト地方のルター派教会は存続を保障され、1809年にロシアの属国となったフィンランド大公国の教会も同様の措置が取られた。
18世紀末のポーランド分割で併合されたウクライナおよびベラルーシの合同派教会（ウクライナ東方カトリック教会）に対しては正教会への復帰が強制されており、強い抵抗とこれに対する迫害が繰り返されることになる。1861年にワルシャワにおいて総督府の兵士と民衆との衝突が発生した際にカトリック教会、プロテスタント教会そしてユダヤ教寺院が合同で教会を閉鎖する抗議行動を起こして総督を辞任に追い込んでいる。1863年から1864年にかけてポーランド・リトアニアで起こった大規模な武装蜂起（一月蜂起）が鎮圧されると、ロシア政府は蜂起にカトリック教会の聖職者が関与していたとして規制が強化されて修道院の大半が閉鎖され、弾圧に抗議する司祭が追放されたためポーランド王国内で実質的に活動する教区が僅か1つとなる事態になっている。1882年にアレクサンドル3世（在位1881年 - 1894年）と教皇庁との間で政教条約（コンコルダート）が結ばれたものの、ポベドノスツェフ宗務総監の宗教政策により、この合意は無効同然にされた。アレクサンドル3世の時代には、それまで寛容であったバルト地方のルター派教会に対しても規制が強められている。
19世紀にロシアの統治下に入ったアルメニアは4世紀以来の長い歴史を持つ独自のアルメニア使徒教会が存在しており、正教会に併合されることなく存続を許されていた。アレクサンドル3世の時代にはアルメニア使徒教会も迫害を受け、ロシア化政策により1885年に教区学校が閉鎖された。ニコライ2世（在位1894年 - 1917年）治世には、1896年に図書館・友愛団体も閉鎖され、1903年には教会財産が没収される「アルメニア教会の危機」と呼ばれる事態になっている。
帝政時代のロシアでは霊的キリスト教系のさまざまな諸派（主流派正教会の観点からは異端、分離派あるいはセクト）が生じており、有力なものにはドゥホボール派や信者が100万人に達したモロカン派がある。またこの時代に誕生し極端なセクトと呼ばれていた教派の事例としてはフルイスト派（鞭身派）やスコプツィ派（去勢派）が知られる。これらのセクトは反社会分子として迫害を受けた。だが、現在も存続している。

### 非キリスト教
ヴォルガ・ウラル地方のタタール人とバシキール人そしてアゼルバイジャン人を含むカフカース諸民族の一部、中央アジア諸民族はムスリム（イスラム教徒）であり、この内キルギス人は土俗のシャーマニズムをイスラムの信仰と合わせ持っている。ムスリム以外の非キリスト教徒にはラマ教徒のカルムイク人や、シャーマニズムのサモエード人をはじめとするシベリア諸民族がいた。

#### イスラム教

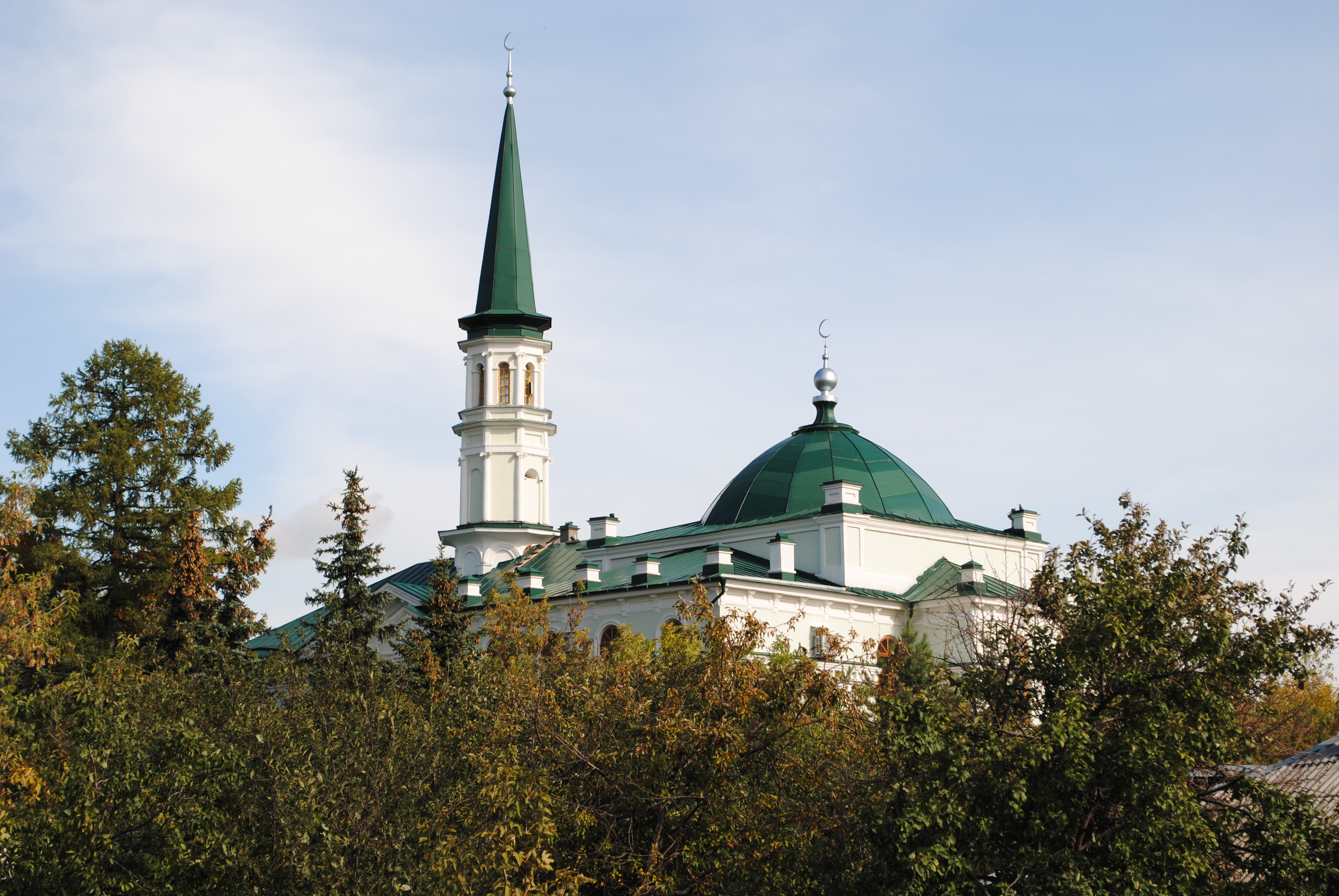
ムスリム宗務協議会によって1830年に建設されたウファのモスク。

16世紀中頃、イヴァン4世（在位1533年 - 1584年）のカザン・ハン国、アストラハン・ハン国の併合以降、ロシアはムスリム社会を内包するようになった。イヴァン4世は征服地にカザン大主教座を置き、強制的な改宗が試みられたが、すぐに撤回している。正教に改宗したタタール人は僅かであり、彼らはクリャシェンと呼ばれた。ピョートル1世はタタール人の司祭をつくるべく神学校を開設させたが失敗した。18世紀に入ると新規改宗者取扱局が置かれてクリャシェンの監督とムスリムに対する抑圧が行われ、カザンでは536あったモスクのうち418が取り壊されている。
エカチェリーナ2世（在位1762年 - 1796年）の時代にクリミア・ハン国が併合されて多くのクリミア・タタール人がロシアの支配に入った。エカチェリーナ2世は宗教寛容政策を採り、それまでの抑圧策を廃止してムスリムを統治体制に組み込む方針に転換させた。1789年にムスリム宗務協議会がウファに設立され、この行政組織を通じてウラマー（イスラム法学者）の統制やシャリーア （イスラム法）の執行、モスクの管理が行われるようになった。1831年にクリミア地方を管轄するウヴリーダ・ムスリム宗務理事会、1872年にザカフカース・ムスリム宗務理事会がそれぞれ開設されている。
18世紀末から19世紀前半にかけてカフカースが征服され、北カフカースの山岳民族やザカフカースのアゼルバイジャン人といったムスリムがロシアの支配に組み込まれた。アゼルバイジャン人に対する改宗の試みは成果なく、同化政策に対する反発を引き起こしている。北カフカースの山岳民族は長期にわたってロシア人の支配に抵抗した（カフカース戦争）。

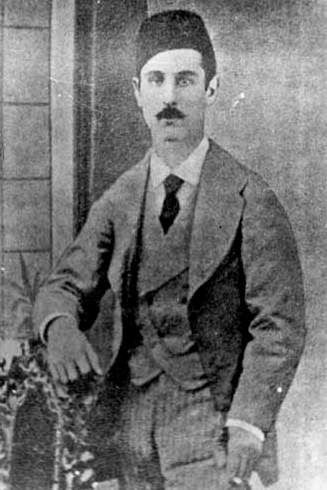
ガスプリンスキー
1872年撮影。

早くにロシアの支配に入ったヴォルガ・タタール人の商人や企業家は言語・宗教の同質を利用してイスラム諸国との貿易に活躍して財を蓄え、ロシアにおけるムスリム社会の経済発展そしてイスラム文化復興に貢献している。ロシアのウラマーの多くは中央アジアに留学しており、ブハラ・ハン国で中心的だったスーフィズムがロシアでも盛んになった。19世紀に入ると中央アジア礼賛に批判的なウトゥズ・イマニーや法源を主体的に解釈するイジュティハードを主張するクルサヴィーによるイスラム改革運動が生まれている。この一方で、裕福なタタール商人をはじめとするムスリムの知識階層も形成され、ロシア式教育が行われるようなり、彼らは飲酒をはじめとするロシア文化を受容しており、厳格なスーフィズム教団やウラマーの改革運動とは距離があった。
19世紀後半になるとカフカース戦争の激化とともに政府のムスリムへの警戒が強まり、アラビア文字、トルコ語出版物への規制が行われた。この時期にメルジャーニーやチュクリー、ナースィリーがロシア文化受容を唱え、ウラマーの改革運動とムスリム知識人を取り結ぶ動きが起こっている。そして、ガスプリンスキーがマドラサの伝統教育に代わる近代的な新方式学校の設立と共通トルコ語使用の運動を起こし、これが19世紀末から20世紀のムスリム社会の近代化を目指したジャディード運動に結びついた。
1860年代から1880年代にかけて中央アジアがロシアの版図に組み入れられ、これらの地域のムスリムもロシア帝国の臣民となった。ロシア帝国は彼らを異族人と規定して、ムスリム社会の風俗慣習に基本的に立ち入らない政策を採っている。
1905年革命が起こるとムスリムの政治運動も活発化し、ロシア・ムスリム大会が開催され、ロシア・ムスリム連盟が発足した。ロシア・ムスリム連盟は立憲民主党と共同歩調をとり、ドゥーマ（国会）に議員団を送り込んでいる。

#### ユダヤ教
13世紀のカリシュ法以降、ユダヤ人に寛容だったポーランド・リトアニアの領土が、18世紀末のポーランド分割でロシアに併合されたことにより、ロシア帝国は世界有数のユダヤ人人口を抱える国となった。ユダヤ人はウクライナ、ベラルーシそしてリトアニアに集中しており、1897年の国勢調査では521万人になっている。エカチェリーナ2世（在位1762年 - 1796年）は「ジード」の卑称を用いず「エブレイ」（ヘブライ人）と呼び、ユダヤ人に権利と自由を保証したが、都市行政から排除し、1791年には移動制限を課している。1835年に定住地制度が定められ、ユダヤ人は指定された定住区域に居住することを義務づけられた。ユダヤ人の中には貴族に取り立てられる者や企業活動・芸術分野で活躍する者もいたが国政に参画することは許されなかった。
アレクサンドル2世（在位1855年 - 1881年）の大改革の際にはユダヤ人に対する規制が緩和されたが、1881年の皇帝暗殺事件の犯人の中にユダヤ人女性が加わっていたことが明らかになるとポーランドやウクライナでユダヤ人を襲撃するポグロムが巻き起こった。ロシア政府はこの事態を黙認する態度をとり、「ユダヤ人＝搾取者説」が流布されて虐殺が助長された。事件後にユダヤ人臨時条例が制定されて農村移住・不動産取得が禁止された。19世紀末には中・高等教育機関のユダヤ人の数に制限がかけられ、ゼムストヴォ（地方自治機関）からも排除されている。
1903年から1906年にかけて再び大規模なポグロムがあり、ベッサラビアでのユダヤ人襲撃を契機にウクライナ・ロシア西部に広まった。これには極右団体だけでなく警察や軍隊まで関与している。これらの迫害によって150万人のユダヤ人がロシアを去って北米・西欧へ移住しており、やがてイスラエルの地に祖国の再建を目指すシオニズム運動へとつながることになる。彼らの移住はフランク・ゴールドスミスなどが支援した。また、数多くのユダヤ人が革命運動に参加しており、その中にはカーメネフ、スヴェルドロフそしてトロツキーといったボリシェヴィキの指導者たちもいた。

## 文化
ロシア帝国の時代には、ロシア固有の文化と西欧の文化が融合した独自の文化が発達した。それらの多くは現代でもロシアの文化を代表するものとして親しまれている。

### 文学

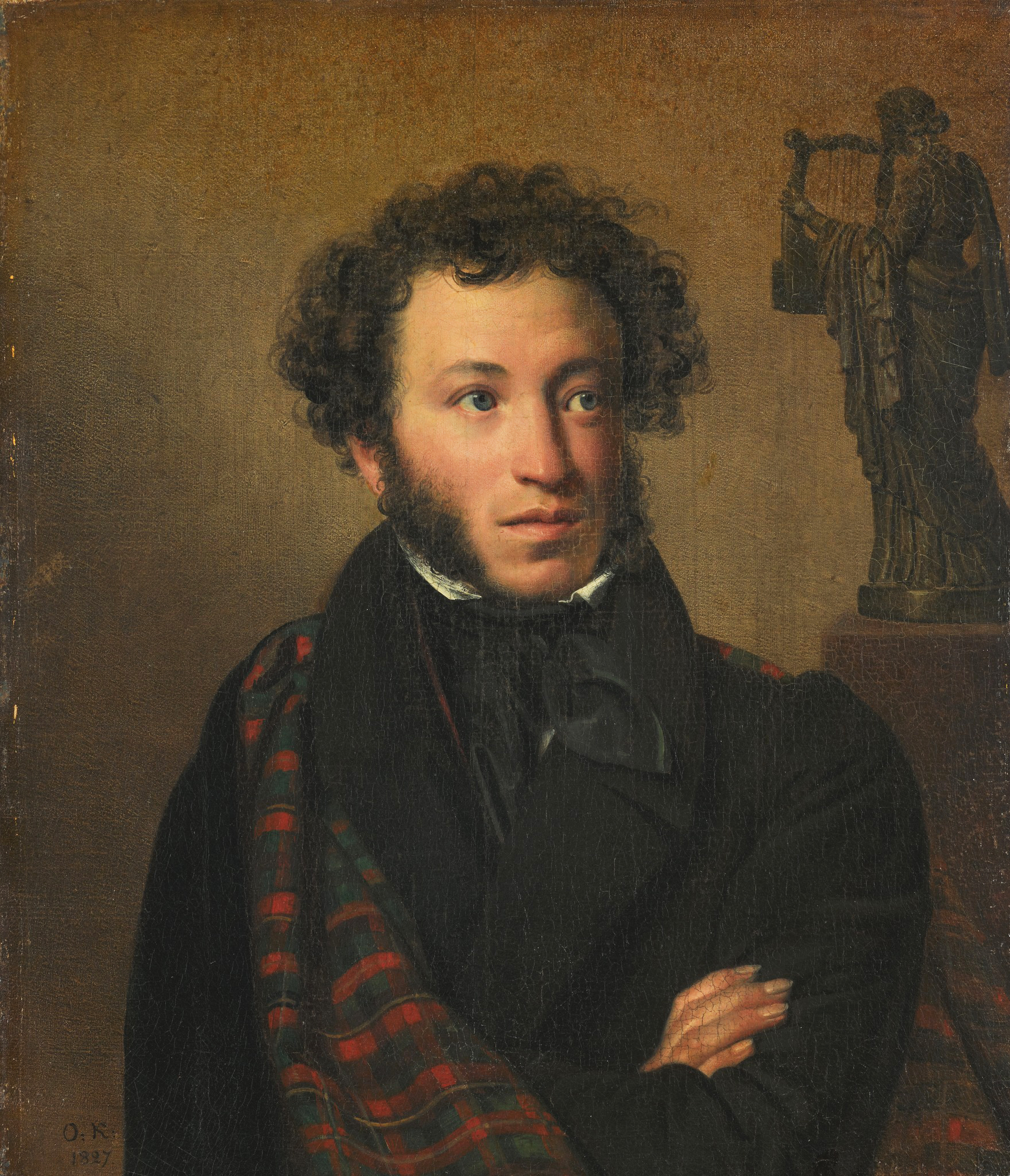
アレクサンドル・プーシキン（オレスト・キプレンスキー画）

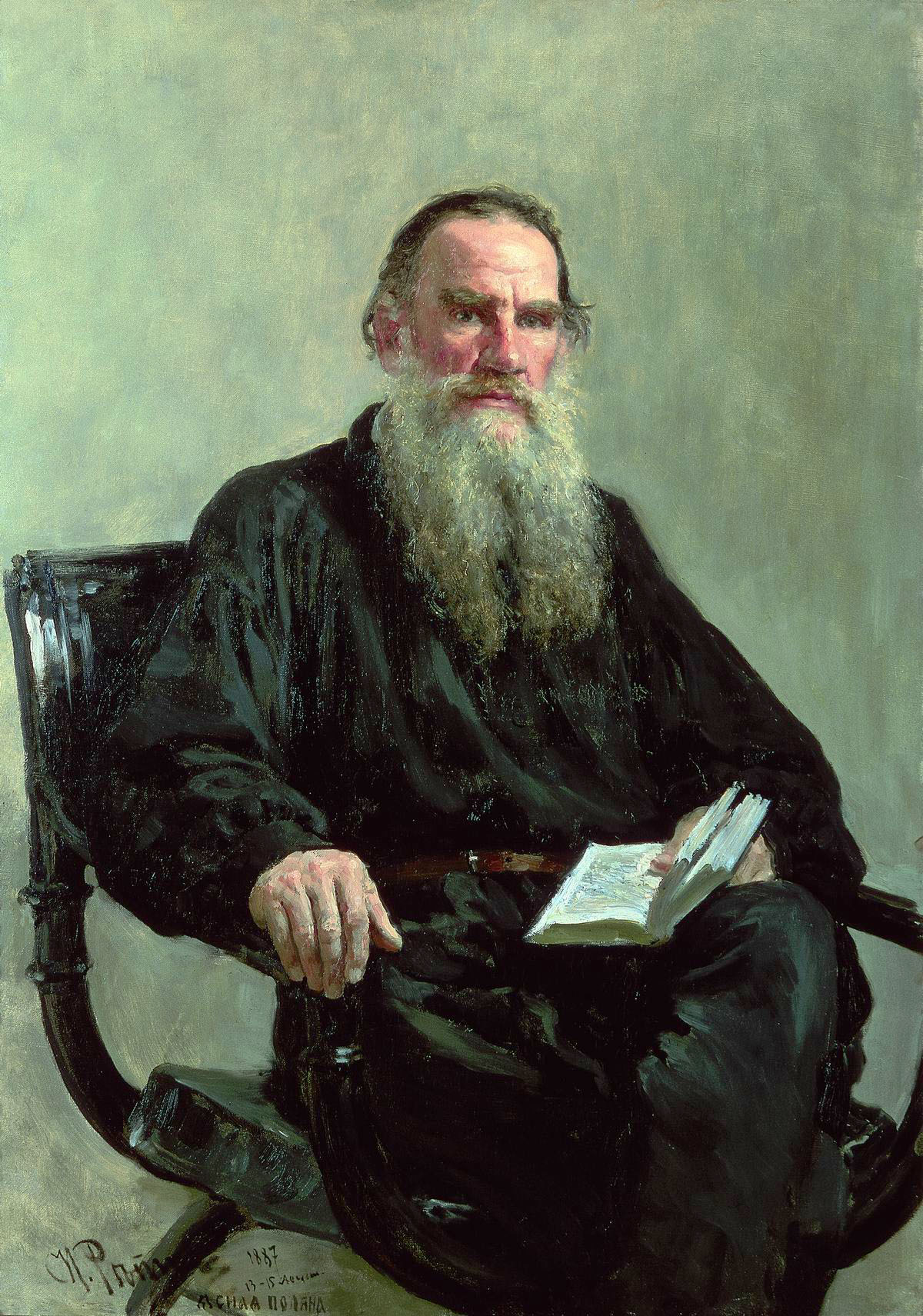
レフ・トルストイ（イリヤ・レーピン画）

ロシア帝国の宮廷では教養言語としてフランス語が用いられたが、一方でロシア語での文学活動も活発となっていった。ピョートル1世（大帝）は、キリル文字の改革に取り組み、幾度も改訂を重ねたのち、1710年1月に「新しいアルファベット」を制定した。伝統的なキリル文字の使用は教会関係に限定され、以後、あらゆる機会を通じて「市民的な字体」が普及していくこととなった。
ロシアにおける近代文学の嚆矢とされるのがアレクサンドル・プーシキンである。『ルスラーンとリュドミーラ』や『バフチサライの泉』、ピョートル大帝を描いた『青銅の騎士』などロマン主義的な詩を書き、小説では『スペードの女王』やプガチョフの乱に題材をとった『大尉の娘』をのこした。彼は首都を追放されキシナウを経てオデッサで暮らしたが、皇帝ニコライ1世が彼をサンクトペテルブルクに召喚して「デカブリストの乱のとき帝都にいたらどうしたか」を尋ねたのに対し、「反乱の仲間に加わっていただろう」と答えた逸話で知られる。プーシキンは流刑を解かれたが、『大尉の娘』ではプガチョフを好意的に描き、また、『プガチョフ反乱史』を執筆した。彼は、美しい妻ナターリアをめぐるフランス亡命士官ジョルジュ・ダンテスとの決闘によって1837年に亡くなるまで数々の古典的名作をのこし、文章語としてのロシア語の完成に寄与した。プーシキンはそのため、しばしば「ロシア国民文学の父」と評される。

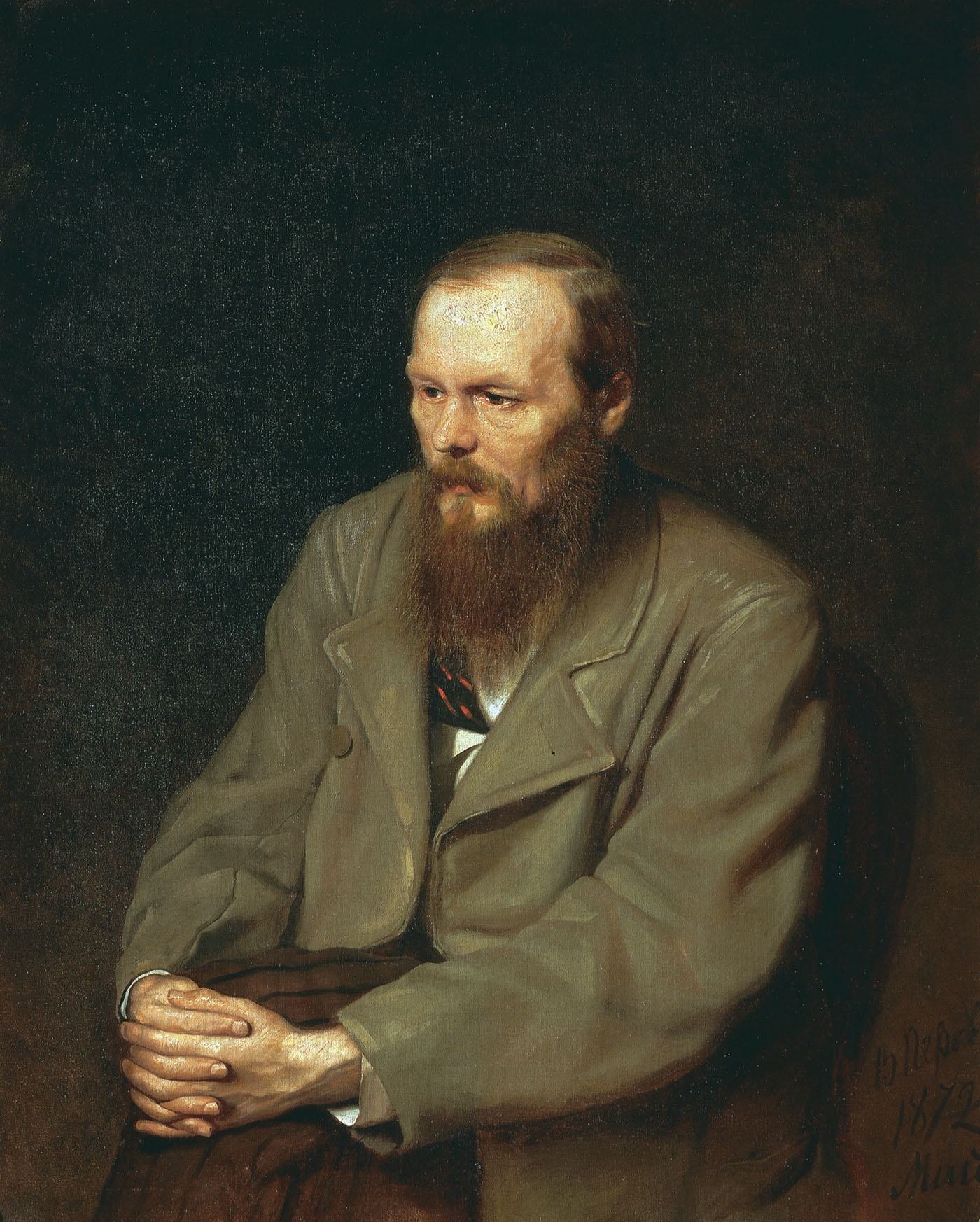
フョードル・ドストエフスキー（ヴァシリー・ペロフ画）

専制権力との緊張関係を通して文学がその力を得ていき、プーシキンが切り開いた道からは多数の詩人や作家があらわれた。ロマン主義的傾向の強いプーシキンに対し、写実主義の影響を強く受けたのがフョードル・ドストエフスキーとニコライ・ゴーゴリであった。ドストエフスキーは『貧しき人びと』『罪と罰』『カラマーゾフの兄弟』などの作品で知られる。ペトロパヴロフスク要塞の監獄やオムスクの監獄に収監されたドストエフスキーは、検閲と戦いながら次々と大作を発表した。ゴーゴリは、『鼻』・『検察官』・『死せる魂』などの作品をのこした。ロシア・リアリズム文学の祖といわれるゴーゴリの作品は、その幻想性や細部の誇張、また、グロテスクな描写などでは20世紀文学にあたえた影響も大きい。イワン・トゥルゲーネフもまたリアリズムに立った文学者で、ロシアの農奴制がもつ矛盾や苦悩するインテリゲンツィアの姿を多くの作品で描いた。とくに1852年の『猟人日記』は、皇太子アレクサンドル（のちのアレクサンドル2世）に農奴解放令を決心させた作品といわれ、日本では二葉亭四迷の翻訳『あひゞき』としても知られる。
自然主義の影響を強く受けたレフ・トルストイは、クリミア戦争では将校として従軍し、このときの経験がのちの非暴力主義に影響をあたえたといわれる。『戦争と平和』、『アンナ・カレーニナ』、『復活』などの作品は、世界中に愛読者をもち、何度も演劇化や映画化のされてきた傑作である。トルストイは、1901年、ロシア正教会から破門されたが、作家としての名声は衰えず、読者からの支持はかわらなかった。1909年から1910年にかけてはインドのガンディー（マハトマ・ガンディー）と文通しており、日本の文筆家では徳富蘇峰や徳富蘆花などと面会している。
社会主義リアリズムの手法をはじめたマクシム・ゴーリキーは放浪者や浮浪人など社会の底辺で生きる人びとの人間としての誇りを主題とする多くの作品をのこした。ゴーリキーの作品としては戯曲『どん底』が有名で、日本語にも翻訳されて明治・大正期にかけて日本文学にも影響をあたえたといわれる。レオニド・アンドレーエフも日本文学に影響をあたえたひとりであり、『七死刑囚物語』は翻訳されて、その影響は夏目漱石や志賀直哉作品にもおよんだ。ロシアでは比較的無名なミハイル・アルツィバーシェフも大正期の日本文学に影響をあたえた。
戯曲では自然主義の影響を強く受けたアントン・チェーホフが著名であり、『桜の園』、『かもめ』、『ワーニャ伯父さん』、『三人姉妹』などの作品を残した。チェーホフは、1890年にはサハリンの流刑囚の生活を調査するためシベリア経由で現地に入り、カードを用いて徹底的に調べあげ、ルポルタージュ作品『サハリン島』を著している。

### 美術

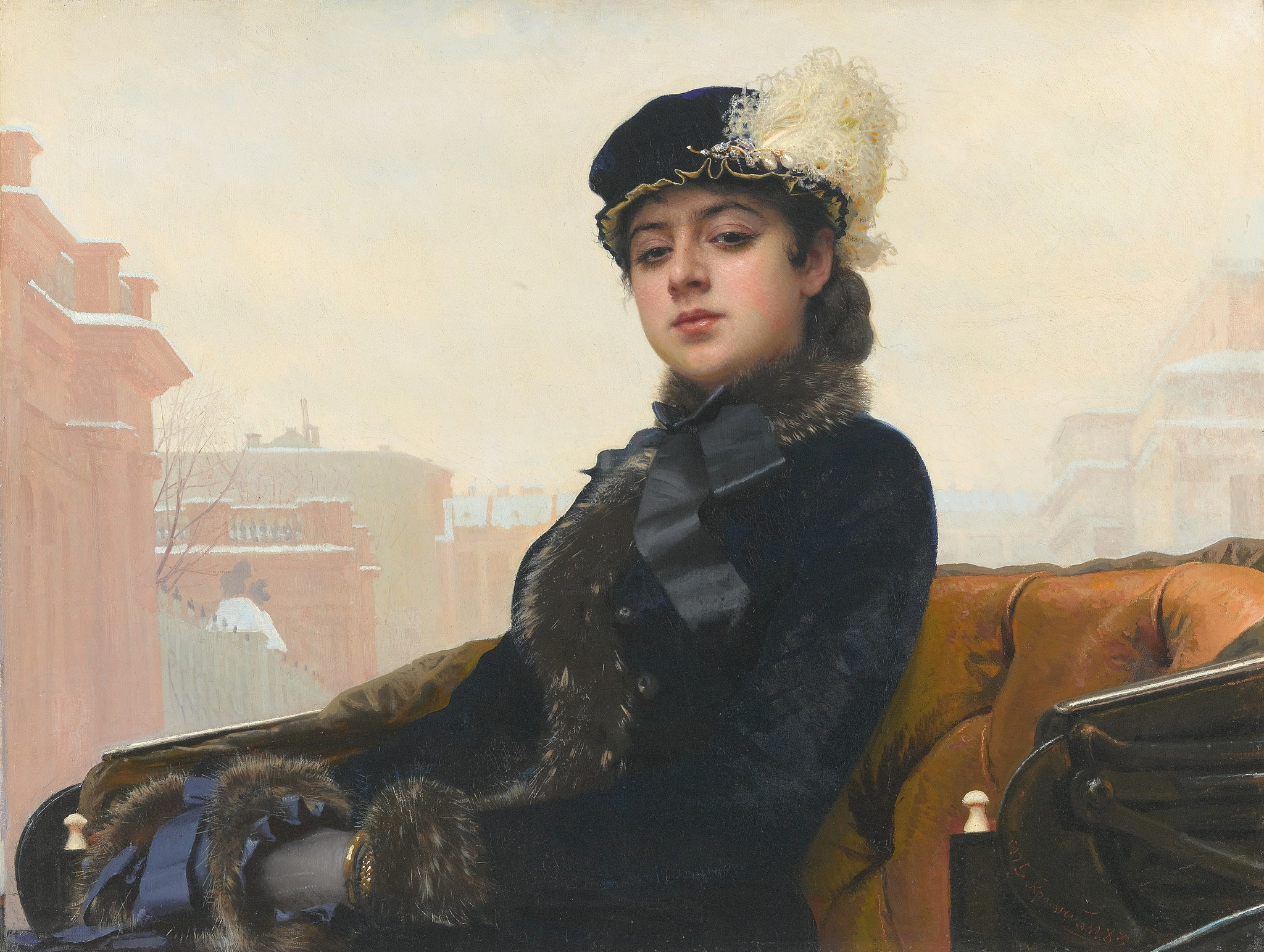
ロシアのモナリザといわれる「見知らぬ女」。移動派の巨匠イワン・クラムスコイ画。

ロシアでは中世を通じてイコンが描かれ、王侯貴族の肖像画や肖像彫刻さえその制作が禁忌とされてきたが、さかんに西欧化を進めてきたピョートル大帝のころから、世俗絵画が隆盛をみるようになってきた。また、現在のエルミタージュ美術館のコレクションにみられるように、歴代の皇帝や貴族はこぞって西欧の美術品の収集に努めた。

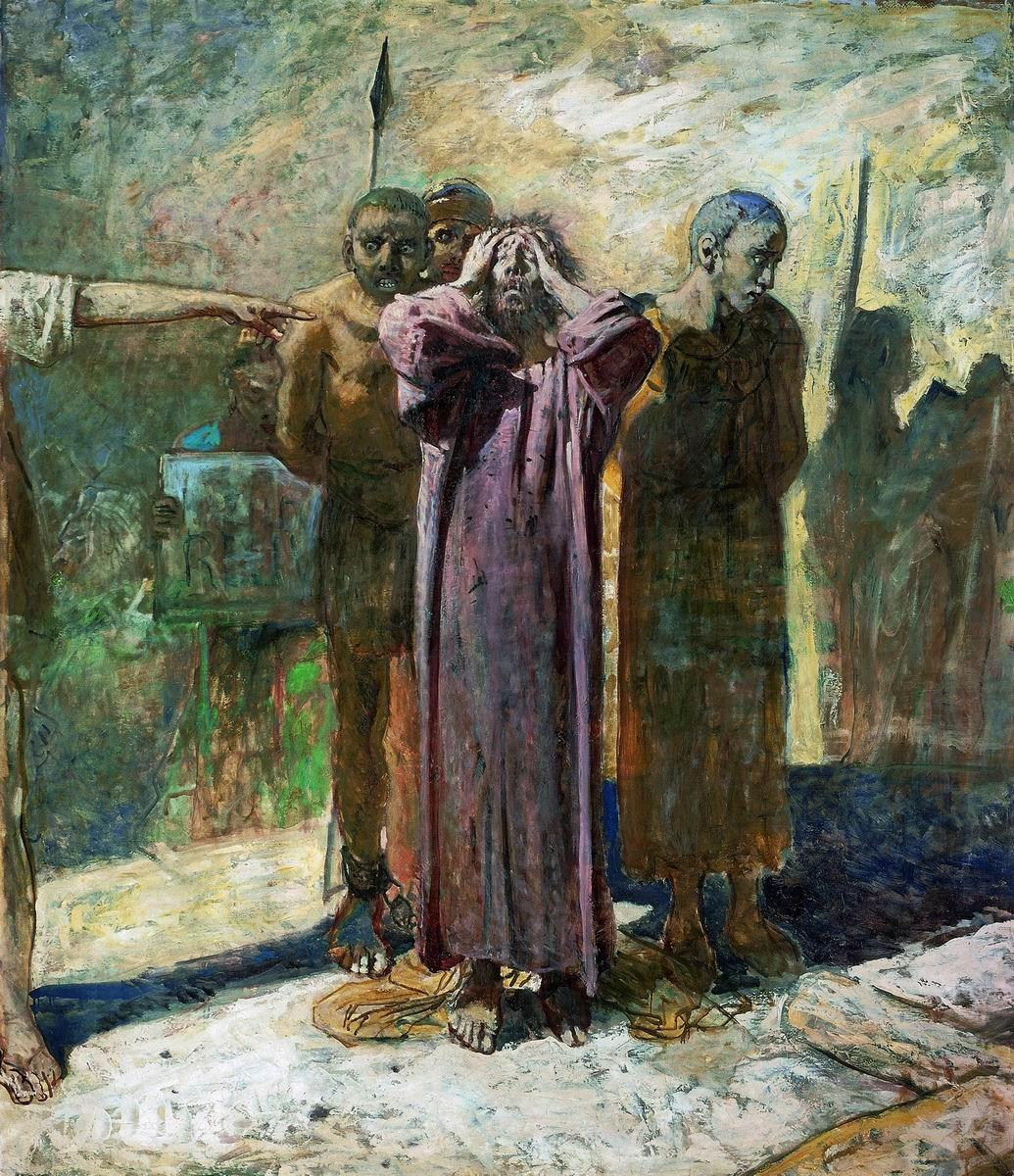
ニコライ・ゲー「ゴルゴタ」

エカチェリーナ2世統治下では、フランスのエティエンヌ・モーリス・ファルコネが啓蒙思想家ドゥニ・ディドロの紹介でロシアに招かれ、女帝の命でピョートル大帝騎馬像（「青銅の騎士」像）を制作した。18世紀ロシア美術は総じてフランスの影響が強かったといえる。
ロシア美術の殿堂としてサンクトペテルブルクに帝国芸術アカデミーが創設されたのは1757年、モスクワに美術・彫刻・建築専門学校が設立されたのは1832年のことであった。1860年代のアレクサンドル1世による「大改革」の時代には、ロシア各地よりさまざまな階層の美術青年が帝国アカデミーに集まったが、イタリアを至高の芸術対象とするアカデミーの教授法・芸術観とのあいだで軋轢が生じ、イワン・クラムスコイをはじめとする14人の画学生が作品の出品を一律なものではなく自由なテーマとするよう求め、それが叶わなければ揃って退学するという示威行動を起こし、結局のところ13人が退学した（「14人の反乱」）。クラムスコイは、美術家たちの同業者団体「美術家組合」の事務所とアトリエをペテルブルク郊外のヴァシリエフスキー島（Vasilyevsky Island）に構えて創作活動にいそしんだ。

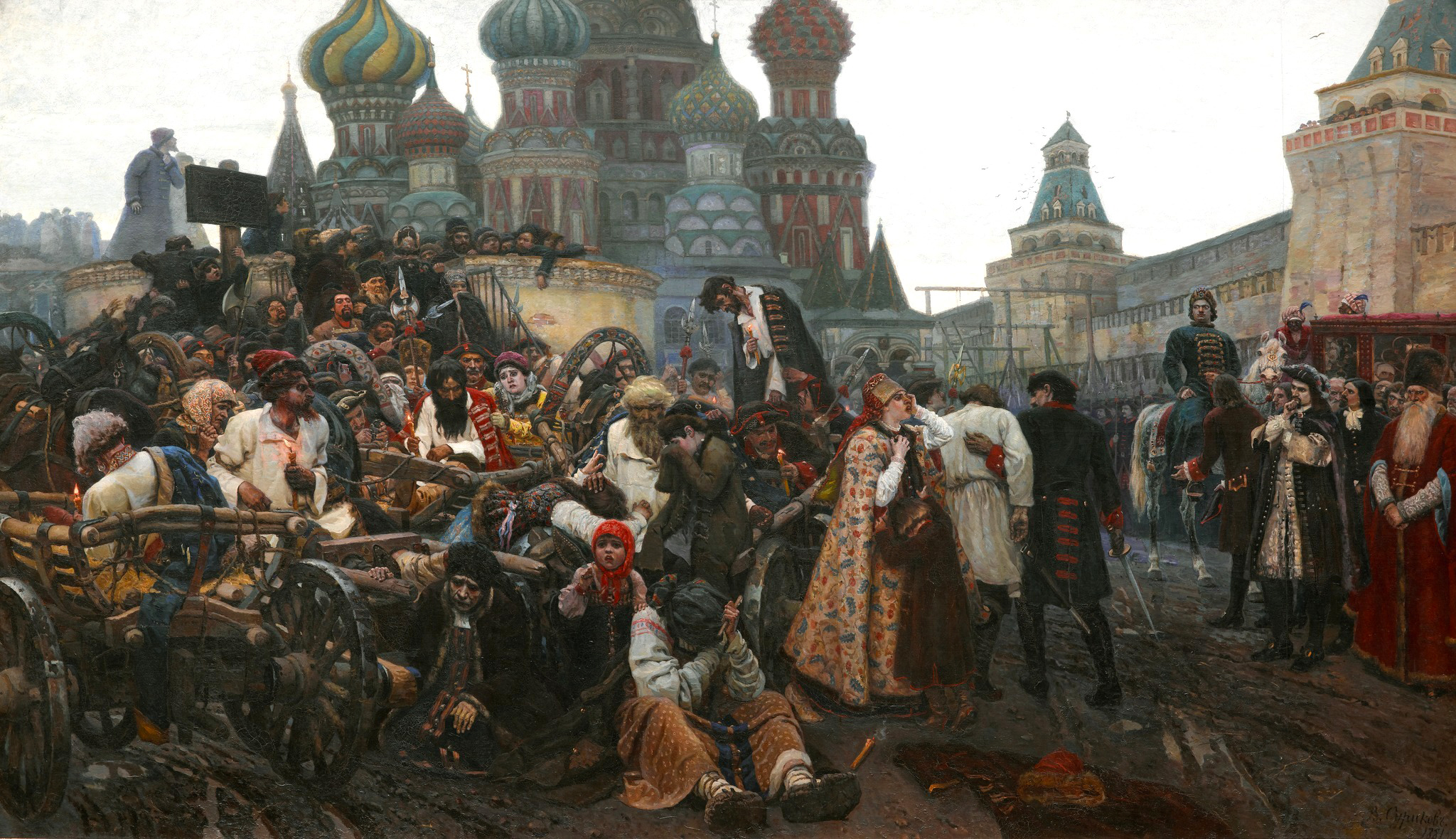
移動派のひとりワシーリー・スーリコフによる「銃兵処刑の朝」

クラムスコイをリーダーとする一群から、ロシアの歴史や民衆の生活を写実主義的な手法で表現し、社会悪を訴え、各地で移動展覧会をひらく画家グループが登場した。それが移動派である。移動展覧会の提案は、モスクワから「美術家組合」に参加したグリゴリー・ミャソエードフよりなされた。クラムスコイもこれに賛同し、1870年、「移動美術展覧会協会」が設立された。

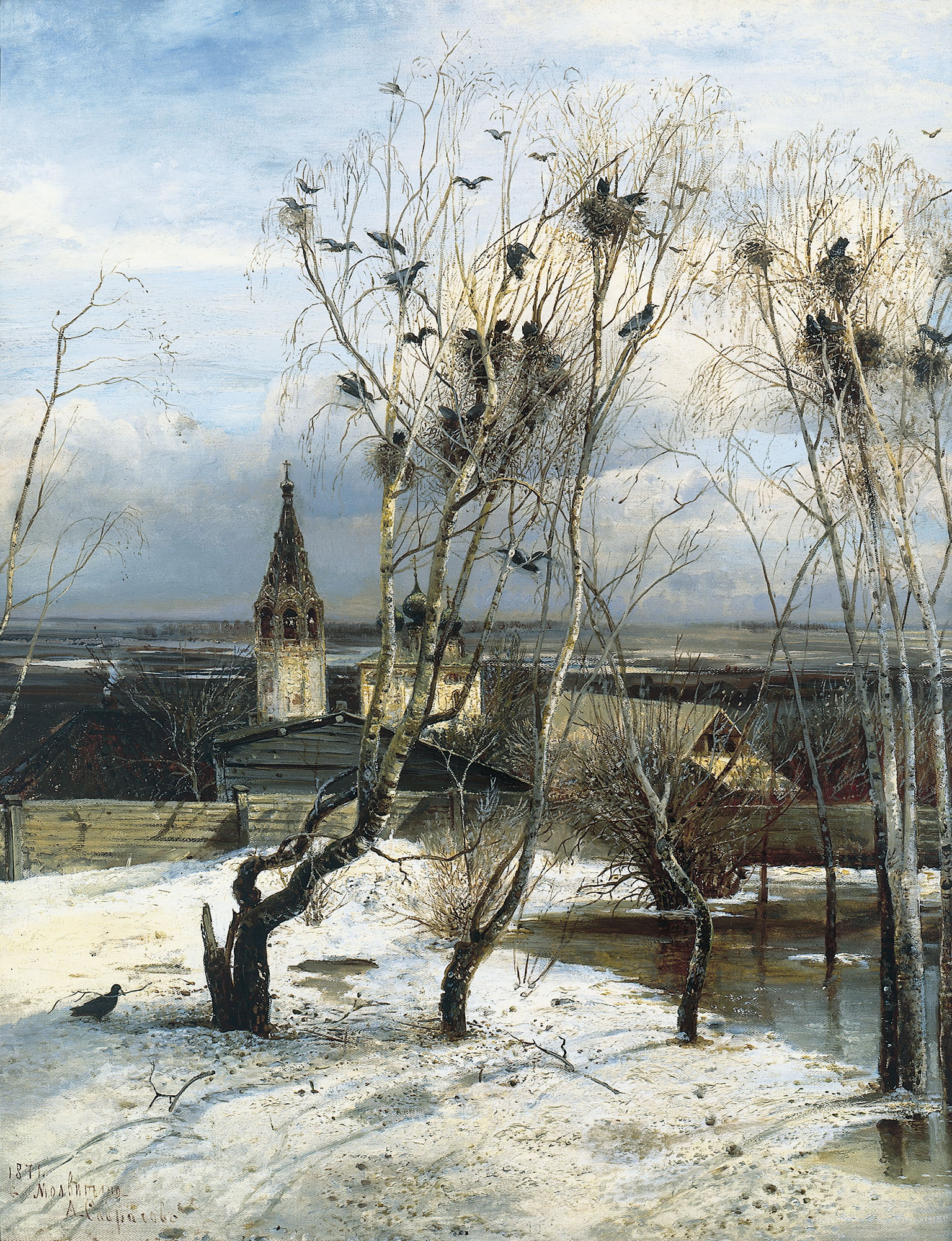
アレクセイ・サヴラソフ「ミヤマガラスの飛来」

移動派による移動展覧会は1871年から1923年にかけて48回ひらかれた。開催地もサンクトペテルブルクやモスクワだけではなくキエフやハリコフ、カザン、オリョール、リガ、オデッサなどの諸都市におよんでいる。第1回の展覧会には、ニコライ・ゲー、ミャソエードフ、クラムスコイ、イラリオン・プリャニシニコフ、アレクセイ・サヴラソフなどの作品が出品された。また、第2回の展覧会にはクラムスコイの代表作「荒野のイイスス・ハリストス」が出品されている。民衆の救済のために命を捧げたハリストス（イエス・キリスト）の像は、「ヴ・ナロード（人民のなかへ）」という運動の思潮にも合致していた。
移動派の同人はリアリズムに立つ芸術家として、その活動が世界的にも注目を浴びた。民衆の貧しさだけでなく美しさを、苦しみだけでなく忍耐や力強さを描いた作品は大きな共感をもってむかえられたのである。

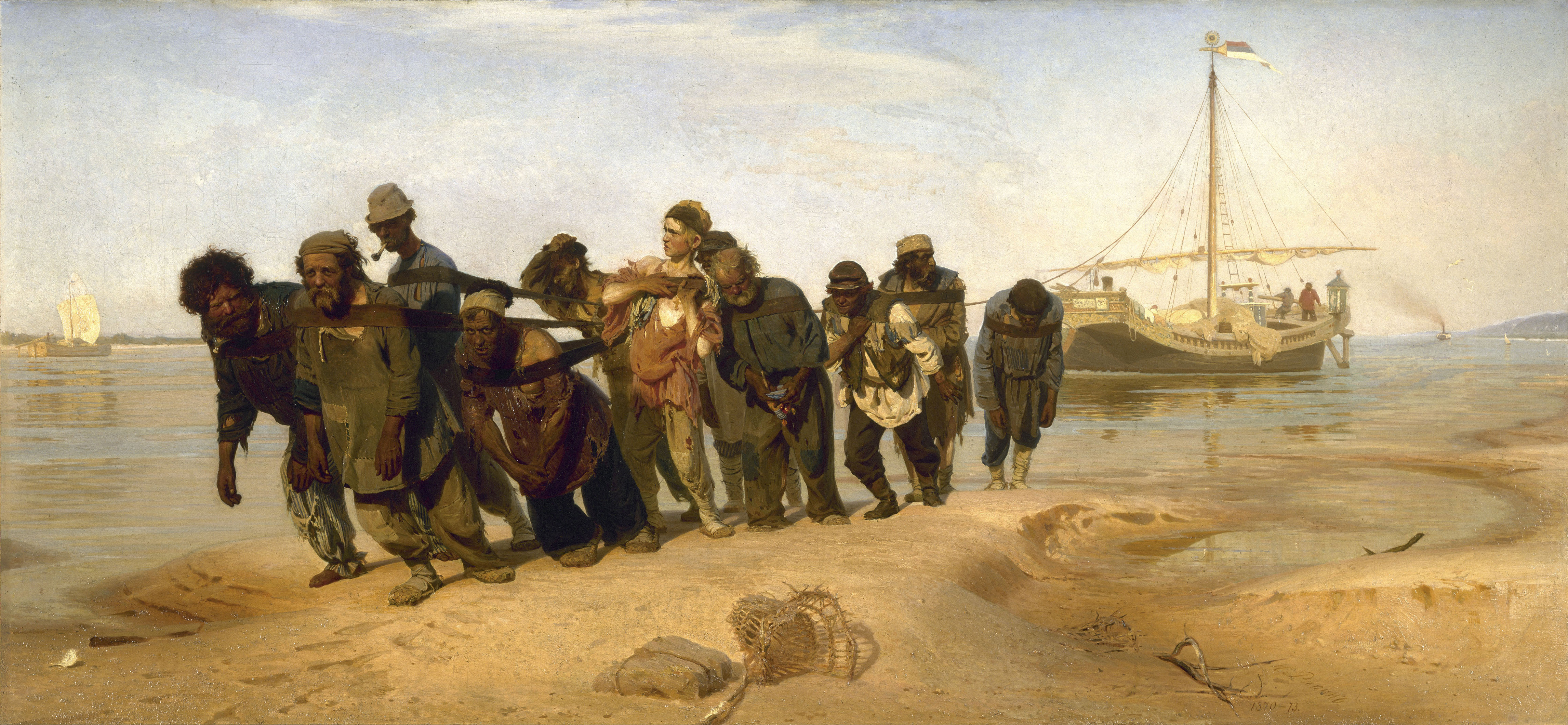
イリヤ・レーピンの代表作「ヴォルガの舟曳き」

移動派の画家のなかで欠くことのできない芸術家としてイリヤ・レーピンがいる。ウクライナのハリコフ県に生まれたレーピンはペテルブルクの美術学校でクラムスコイに才能を見いだされて激励を受け、また、「民族芸術の創造」というクラムスコイの思想にも共鳴して美術家組合にも参加した。1873年にはアカデミーの給費生としてヨーロッパに留学し、フランス印象派の影響も受けたが、それのみには飽きたらず、「ヴォルガの舟曳き」「クールスク県の十字架行進」「農作業をするトルストイ」「イワン雷帝と皇子イワン」「トルコのスルタンへ手紙を書くザポロージャ・コサック」など社会的な大作、また、歴史画や風俗画の数々を発表した。
移動派の中心となったクラムスコイ、レーピン、ゲー、スーリコフらを支援し、作品を購入しつづけたのが、モスクワ在住の豪商パーヴェル・トレチャコフとその兄セルゲイ・トレチャコフであった。兄のコレクションを相続したパーヴェルはのちに美術館をひらき、コレクションも含めてモスクワ市に寄贈した。これが、現在のトレチャコフ美術館である。

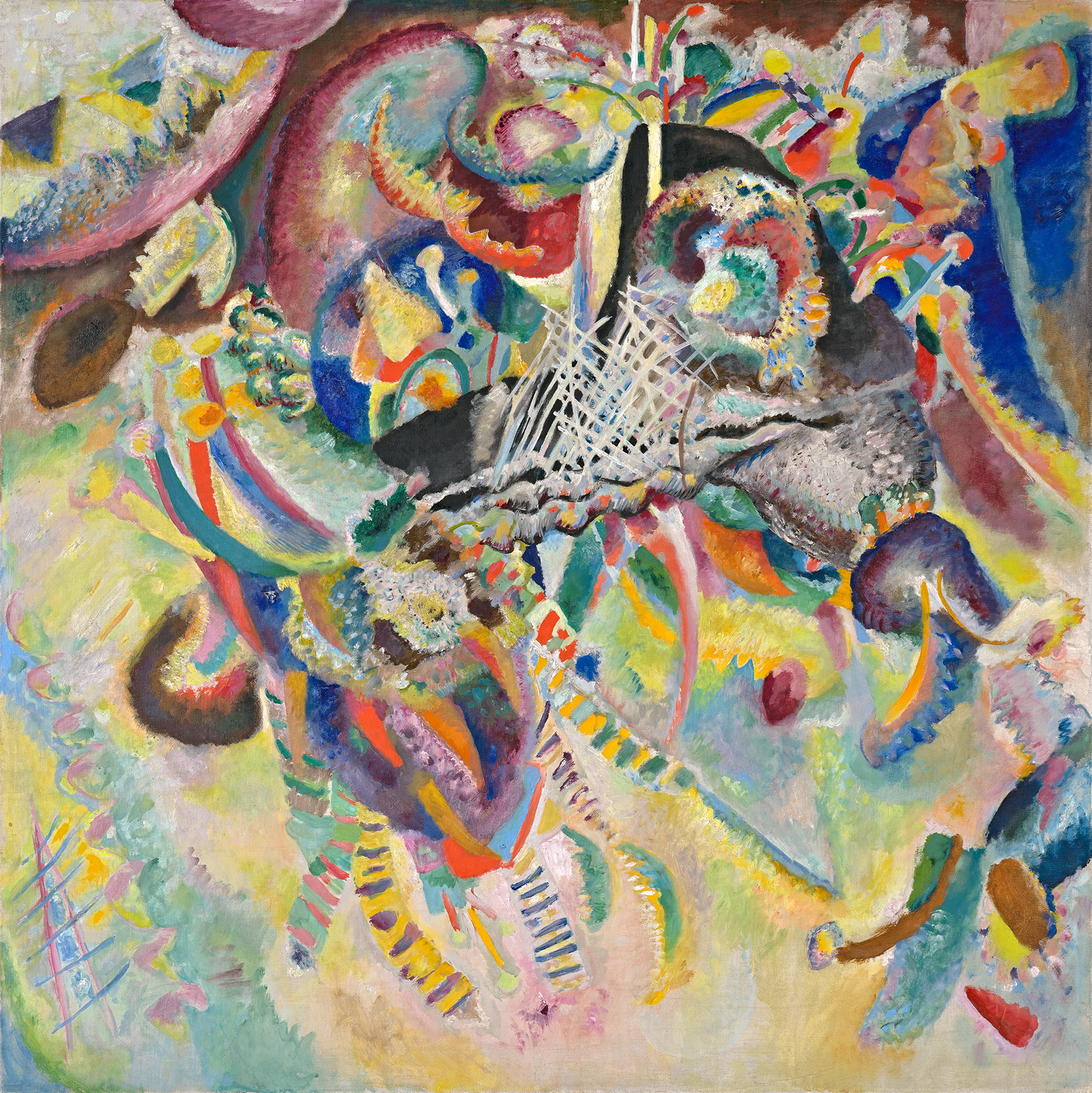
1914年に描かれたワシリー・カンディンスキー「フーガ」

同じころ、モスクワのアブラムツェヴォに所在する実業家サーヴァ・マモントフの屋敷では、「ロシアのメディチ」とも呼ばれたマモントフの庇護のもと、ロシアの伝統的な民族文化を保護し、復興させようという美術家集団「美術家連盟」が結成された。イリヤ・レーピンもこれに加わり、ヴァスネツォフ兄弟、ミハイル・ネステロフ、ヴィクトル・ハルトマンらが活動した。このグループは、陶器や工芸品など、その後の造形芸術の発展にも大きく寄与した。

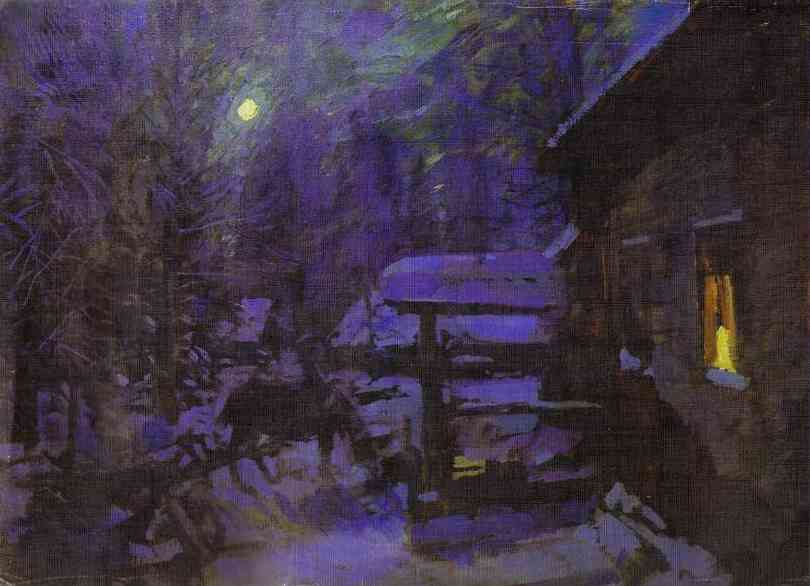
コンスタンチン・コローヴィン「冬の月夜」

19世紀後半から世紀末にかけてのロシア美術は、激動する社会の影響を受けて多様に展開した。ロシアの印象派を代表するのがコンスタンチン・コローヴィンであり、象徴主義を代表するのがミハイル・ヴルーベリである。1899年に、アレクサンドル・ベノワ、レオン・バクスト、セルゲイ・ディアギレフの3者によってペテルブルクで創刊された美術雑誌「芸術世界」は、移動派批判を展開し、アール・ヌーヴォーの装飾美術や舞台美術を創り出した。「芸術世界派」と呼ばれるアーティストにはコンスタンティン・ソモフ、ワレンチン・セーロフ、ボリス・クストーディエフ、イヴァン・ビリビン、イーゴリ・グラーバリ、セルゲイ・スデイキン、ニコライ・リョーリフらがいる。
19世紀末から20世紀初頭にかけて、世界ではパブロ・ピカソやアンリ・マティスらをはじめとして多様な抽象芸術が生まれたが、ロシアにおいてもワシリー・カンディンスキーがあらわれ、しばしば抽象絵画の祖といわれる。カンディンスキーは1912年には美術理論書『芸術における精神的なものについて』を刊行し、1914年には連作『コンポジション』を発表した。

### 音楽
帝政時代、ロシアの音楽は飛躍的な発展を遂げた。西欧の音楽技法を受容しつつも、伝統的な音楽の要素を生かし、独自の位置を占めた。
ロシア音楽は16世紀なかばに高名な聖歌の作曲家が輩出し、独特な記譜法を用いて聖歌集が編まれ、そこでは独自の多声法が用いられるなどロシア独自の発展を遂げていたが、17世紀中葉のモスクワ総主教ニーコンの改革などを通して従来の伝統が覆され、ポーランドやウクライナから西欧的な楽曲も流入し、帝政ロシア開始のころには単純な三和音の音楽が広がっていた。

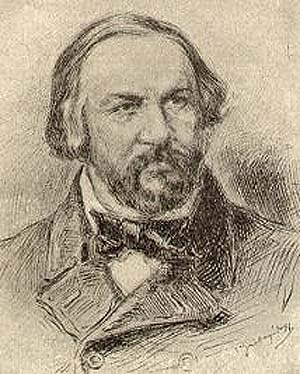
ミハイル・グリンカ

ピョートル1世は直接ヨーロッパ音楽を輸入し、そののち歴代の皇帝はパリやウィーンなどから音楽家や舞踊家を招いてロマノフ朝の宮廷にバレエやオペラを導入した。特に啓蒙専制君主エカチェリーナ2世の時代には、バルダッサーレ・ガルッピ、トンマーゾ・トラエッタ、ジョヴァンニ・パイジエッロ、ジュゼッペ・サルティ、ドメニコ・チマローザなど名だたるイタリア・オペラの作曲家が相次いで宮廷楽長として招かれ、サンクトペテルブルクに長く滞在してロシア人楽士を薫陶した。ロシア人音楽家のなかにはイタリア留学を命じられる者もあり、ウクライナ生まれのマクシム・ベレゾフスキーは1771年にボローニャのアカデミア・フィラルモニカ・ディ・ボローニャの正会員に認められた。楽聖ヴォルフガング・アマデウス・モーツァルトが同アカデミアの会員となった翌年のことであり、ベレゾフスキーに出された試験の課題はモーツァルトに出されたものと同じだったという。また、イタリアで研鑽を積み、ロシアで長年宮廷楽長を務めた人物にドミトリー・ボルトニャンスキーがいる。イタリア時代の彼は地元のオペラ劇場で実際に上演されるオペラの作曲をいくつも手がけるほどイタリア・オペラに精通していた。
19世紀、ロシアは音楽文化の面でも国際的な水準の作品を生み出すにいたるが、その最大の功労者がミハイル・グリンカである。グリンカは、ムツィオ・クレメンティとともにペテルブルクに来たアイルランド人ジョン・フィールドにピアノの手ほどきを受け、正規の音楽教育こそ受けなかったもののヴァイオリン、声楽、指揮、作曲などをひととおり学んでイタリアでも勉強してオペラ作曲家として名をあげるようになった。しかし、西欧音楽を吸収していく過程でロシア人音楽家としての自覚が高まり、ロシア的な作品をつくりたいという願いが高まったため、ベルリンで音楽理論家として知られたジークフリート・デーンに師事して音楽理論を大成させたうえで帰国した。しばしば「ロシア近代音楽の父」と称されるグリンカは、愛国的なオペラ「皇帝に捧げた命」に続いて民話に題材をとったオペラ「ルスランとリュドミラ」、さらに管弦楽曲「カマリンスカヤ」などの作曲をおこなった。「ルスランとリュドミラ」では、ロシア民謡のみならず、ロシア帝国内に多数居住するムスリムの諸民族の音楽を取り入れてロシア音楽における一大特徴ともいえるオリエンタリズムの基礎をつくった。
名門貴族の子息として育ったアレクサンドル・ダルゴムイシスキーは、当初サロン音楽の分野で有名であったが、帰国したグリンカと知り合い、その影響下でロシア語のイントネーションを音楽化する方法を研究し、「ルサルカ」「石の客」などのオペラにその成果を反映させた。ダルゴムイシスキーは、音楽史的にはしばしば、グリンカと「ロシア5人組」との橋渡しをした存在と目される。

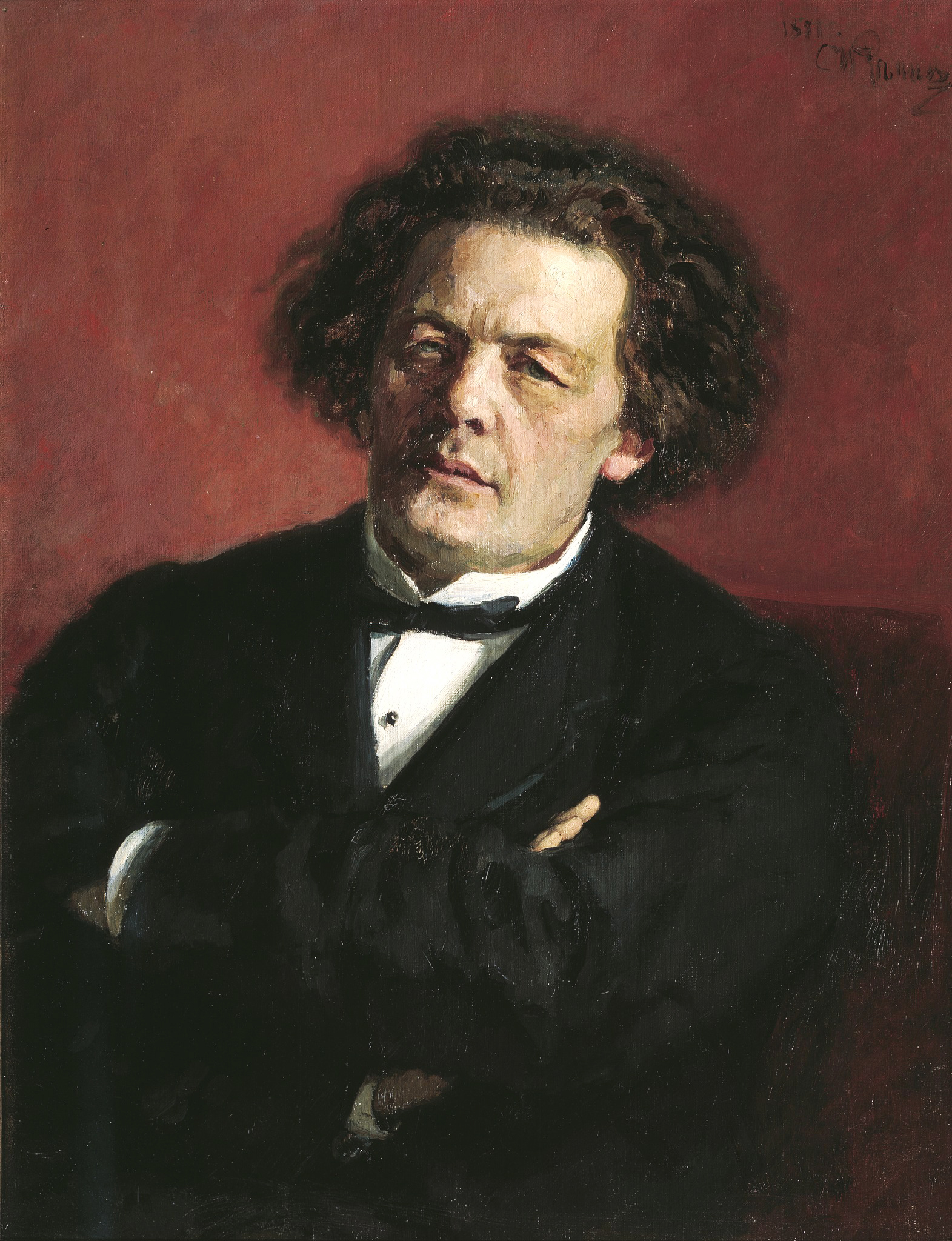
アントン・ルビンシテイン（イリヤ・レーピン画）

ユダヤ系の商人の家庭に生まれたアントン・ルビンシテインとニコライ・ルビンシテインの兄弟は、フィールドの弟子のヴィルアーンにピアノを習い、ヨーロッパでデビューしてロシアのピアニストとしてはじめて世界的名声を博した。とくにアントンは、「ピアノの魔術師」フランツ・リストと並び称される巨匠として扱われた。それに対し、弟ニコライはチャイコフキーの親友としても有名である。ライバル同士でもあった2人は、1859年から1860年にかけて、帝室の支援を受けてペテルブルクとモスクワにそれぞれロシア音楽協会を設立し、その附属施設としてペテルブルク音楽院を1862年、モスクワ音楽院を1866年に創設した。ペテルブルクはアントン、モスクワはニコライが主導し、これにより、両首都に定期的な演奏活動が定着し、音楽の職業教育が確立した。

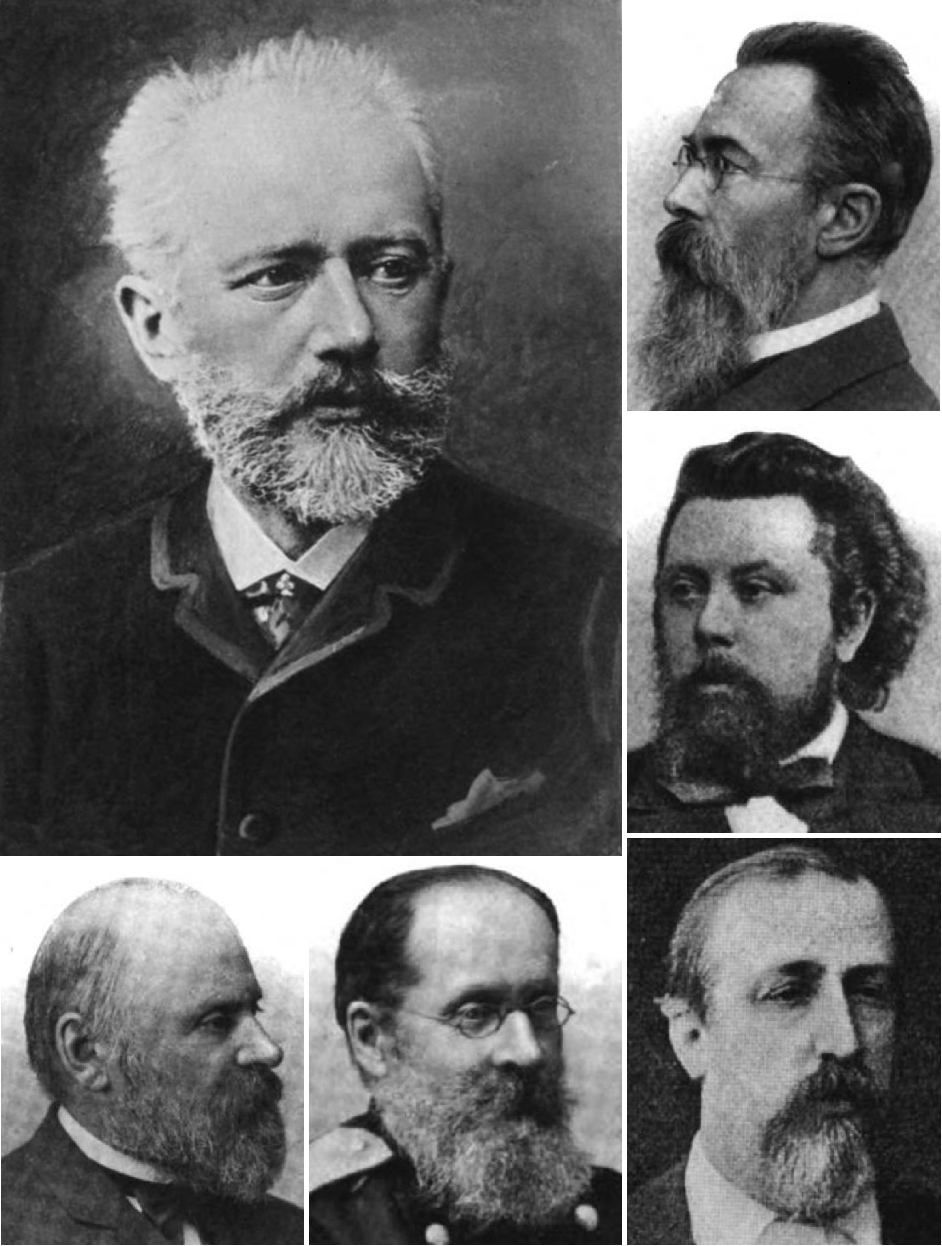
ピョートル・チャイコフスキー（上部左）とロシア5人組（下から逆時計回りに上へ）のバラキレフ、キュイ、ボロディン、ムソルグスキーおよびR=コルサコフ

数学を専攻していたカザン大学を退学後、ペテルブルクでグリンカに会い、音楽に進むことを決心したというミリイ・バラキレフは、芸術評論家ウラディーミル・スターソフと親交を結び、1856年に軍事技術アカデミーに勤務する貴族の音楽愛好家ツェーザリ・キュイと出会って積極的な音楽活動をはじめた。バラキレフは、1857年には若い陸軍士官モデスト・ムソルグスキーを弟子として受け入れ、1861年には海軍士官ニコライ・リムスキー＝コルサコフを、1862年には医学アカデミーの化学者アレクサンドル・ボロディンを迎え入れて、スターソフの理論的な支援を得て彼らを指導し、ルビンシテイン兄弟主導による官製のロシア音楽協会に対抗した。ペテルブルクに結成されたこの音楽家集団を、バラキレフも含めて「ロシア5人組」または「ロシア国民楽派」と呼んでいる。彼らはみずからを「新ロシア楽派」と称し、反西欧・反プロフェッショナリズム・反アカデミズムを標榜した。1862年にバラキレフとキュイが中心となって始められた無料音楽学校は、広く首都の市民を集めてアマチュアの音楽教育を普及させた。無料音楽学校の運動は財政的基盤に乏しく、経済的にしばしば危機に陥ったが、ロシア革命の起こる直前まで全ロシアで活動をつづけた。彼ら5人はまた、バラキレフをのぞいて、全員が音楽とは別にれっきとした職業をもち、音楽家としてはいわば素人あがりであり、いずれも大貴族の出身であった。ロシア5人組の作品としては、ムスルグスキーのオペラ「ボリス・ゴドゥノフ」とピアノ組曲「展覧会の絵」、ボロディンのオペラ「イーゴリ公」、R=コルサコフの交響組曲「シェヘラザード」などがとくに有名である。
ペテルブルク音楽院の最初の卒業生となったピョートル・チャイコフスキーは、卒業と同時にモスクワのニコライ・ルビンシテインに招かれ、モスクワ音楽院の教授となった。ロシアが生んだ世界的な作曲家であるチャイコフスキーの音楽は、当初民族主義的傾向の濃厚なものであったが、彼を特徴づけるのはむしろ主観的な叙情性であり、数々の管弦楽曲のほかに「眠れる森の美女」「くるみ割り人形」や「白鳥の湖」などのバレエ音楽で知られる。チャイコフスキーはしばしばロシア5人組と対比されるが、「5人組」がいずれも大貴族出身で音楽を生活を糧にする必要がなく、音楽をむしろ神聖な芸術と考えたのに対し、チャイコフスキーは資産のない官僚上がりの一代貴族の子息であり、商人出身のルビンシテイン兄弟同様、音楽に進んだ以上はそれで生計を立てていかなければならなかった。その意味でチャイコフスキーは、音楽上、職業主義を標榜せざるをえず、音楽に向かう姿勢もまた職人的であった。
アントン・ルビンシテインがペテルブルクを離れて欧米で華々しい演奏活動を開始したのは1867年のことであった。ロシア5人組では、ロシア音楽協会の音楽監督を後継したバラキレフが帝室との関係がうまくいかなくなり、1871年には音楽協会を離れて給与生活者となった。また、音楽院で作曲を担当したR=コルサコフは正規の音楽教育を受けたことがなかったため、しばらく音楽理論の修得に専念しなければならなかった。それに対し、1870年代に円熟期に入ったチャイコフスキーは80年代には世界的な音楽家として知られるようになった。R=コルサコフの作曲活動が円熟期をむかえるには1880年代後半を待たねばならず、それまではチャイコフスキーの作曲活動が目立っていたのである。1893年のチャイコフスキーの死去後、R=コルサコフのオペラ作曲家としての活躍が目立つようになり、その晩年には、毎年のように名作オペラを発表した。
19世紀末から20世紀初頭にかけては、モスクワからセルゲイ・ラフマニノフ、アレクサンドル・スクリャービン、そしてペテルブルクからはイーゴリ・ストラヴィンスキーとセルゲイ・プロコフィエフが登場した。また、世紀末には不世出の名歌手で「歌う俳優」との異名をとったフョードル・シャリアピンが現れている。
19世紀後半はロシアの伝統音楽でも革新のなされた時代であり、「バラライカの父」といわれるワシーリー・アンドレーエフはバラライカの改良に生涯を賭し、それにドムラとグースリの両弦楽器を加えて、1896年、最初のロシア民族楽器オーケストラを結成した。ロシア民謡も得意であった歌手シャリアピンはアンドレーエフと親交をもち、また、バラライカに対する造詣も深かった。

### バレエ
フランスの宮廷文化として発展してきたバレエは、フランスでは大衆化とともに低俗化して廃れたが、ロシアでは、フランスの宮廷バレエが伝わり、貴族のたしなみとしての社交ダンスの奨励と歴代皇帝の舞踊庇護を受けて発展した。

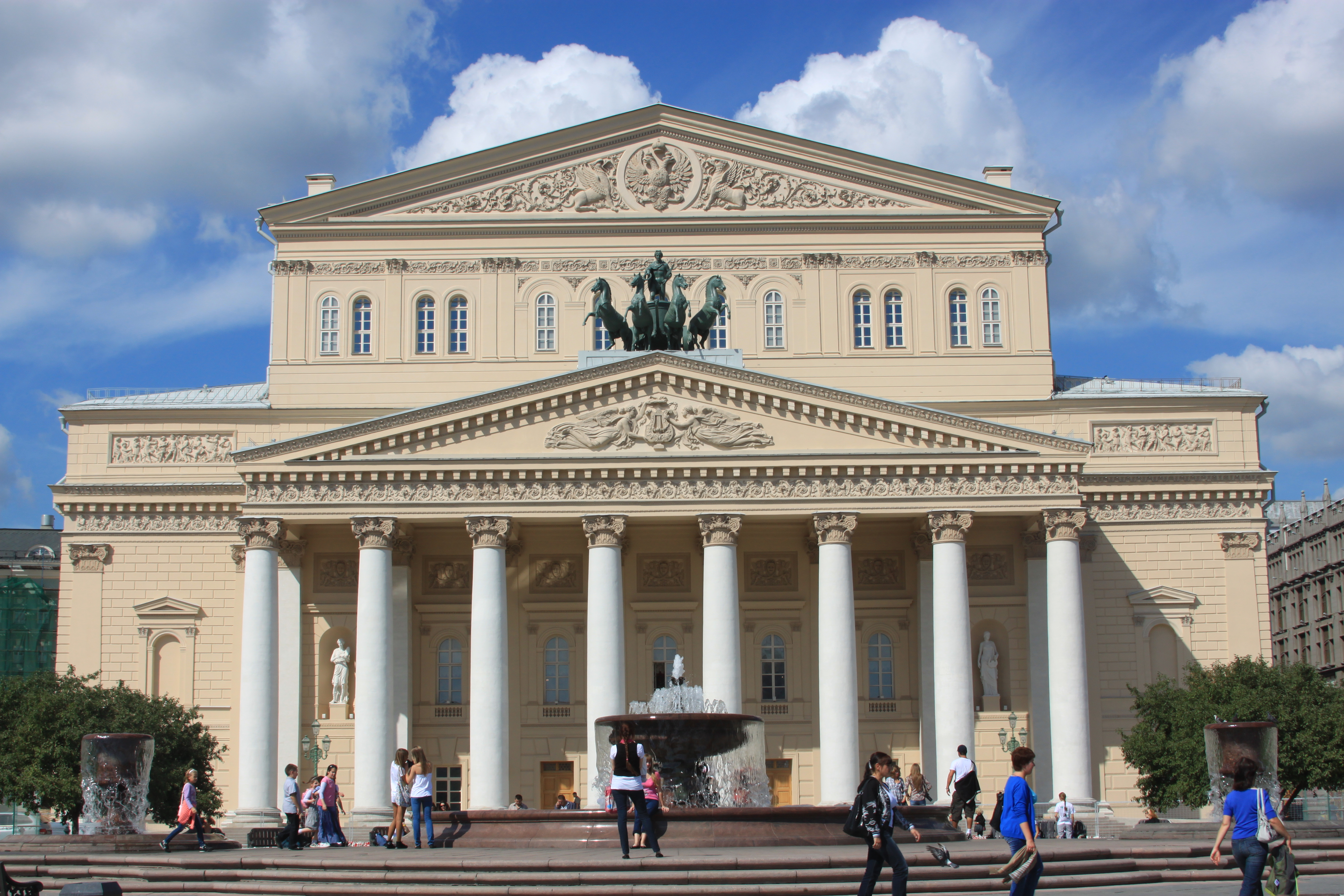
ロシアにおけるバレエの殿堂の一つ、モスクワのボリショイ劇場。新古典様式の外観とバロック・ロココの贅を尽くした内装はロシア帝国の建築の精華の一つである。

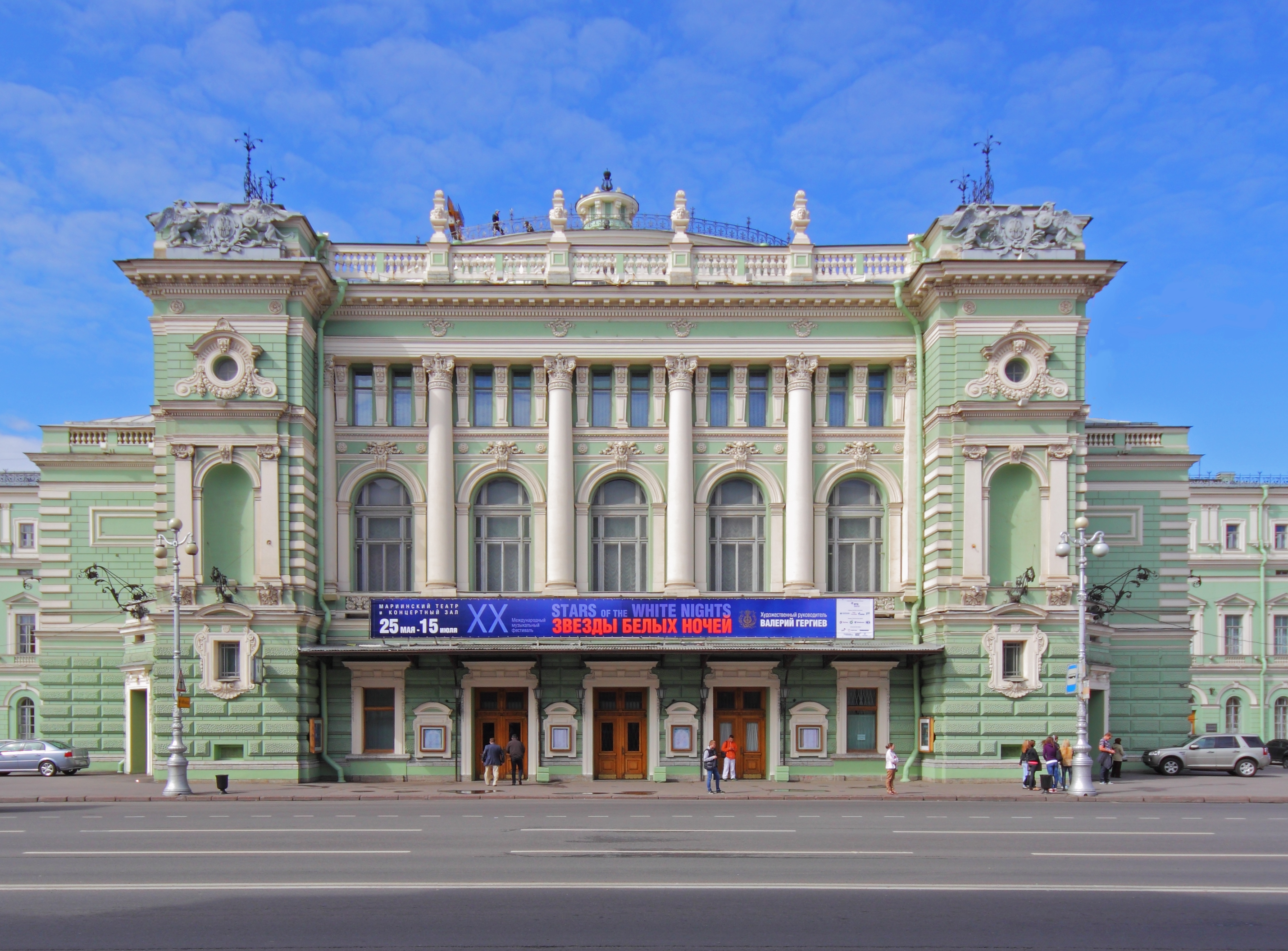
帝室劇場として建設されたロシア・バレエの殿堂、サンクトペテルブルクのマリインスキー劇場

1738年、フランス人ジャン・バティスト・ランデの主唱のもと、女帝アンナ・イワノヴナによってペテルブルクにロシア初のバレエ学校が設立された。それが帝室演劇舞踊学校（現在のロシア国立ワガノワ・バレエ・アカデミー）である。こののち、ロシアのバレエダンサーたちはオーストリア出身のF・ヒルフェルディングやイタリア人G・カンツィアーニなど外国人教師たちの指導のもとでバレエを学んだ。
1783年、エカチェリーナ2世の勅命によってペテルブルクにボリショイ・カーメンヌイ劇場がオペラ・バレエ専用の劇場として建造された。なお、ペテルブルクでは、1859年にマリインスキー劇場が建造され、ボリショイ・カーメンヌイ劇場が老朽化のため取り壊されたあと帝室劇場としての役割をにない、演劇舞踊学校によって育成されたバレエダンサーを中心に帝政ロシアのクラシック・バレエを主導した（マリインスキー・バレエ）。いっぽうのモスクワでも、18世紀中葉にはすでに貴族の邸宅で演劇や舞踊がおこなわれ、専用の劇場としてペトロフスキー劇場も設けられて、これらはペテルブルクの帝室劇場の管理下に置かれるようになった。これが現在のボリショイ劇場であり、その起源は1776年にさかのぼる。いわゆる「ボリショイ・バレエ」は、1773年に始まったモスクワでの孤児院の児童へのバレエ教育を起源としており、帝室劇場となったボリショイ劇場が1825年に現在地に建てられ開場したのと同時にその附属のバレエ団として発展した。
1801年、著名なフランス人振付家でダンサーでもあったシャルル・ディドロがペテルブルクを来訪し、ボリショイ・カーメンヌイ劇場を中心に活動し、帝室舞踏学校の指導を引き継いだ。ディドロはナポレオン戦争の際フランスに一時帰国するが、その後も20年以上死去するまでロシアにとどまり、ダンサーのレベルを格段に向上させた。また、振付の才をロシアの地で開花させ、現在「ペテルブルク派」といわれるドラマティックなバレエスタイルの基礎を築いた。ディドロが育てたバレリーナにアフドチア・イストミーナがおり、名花と謳われた。

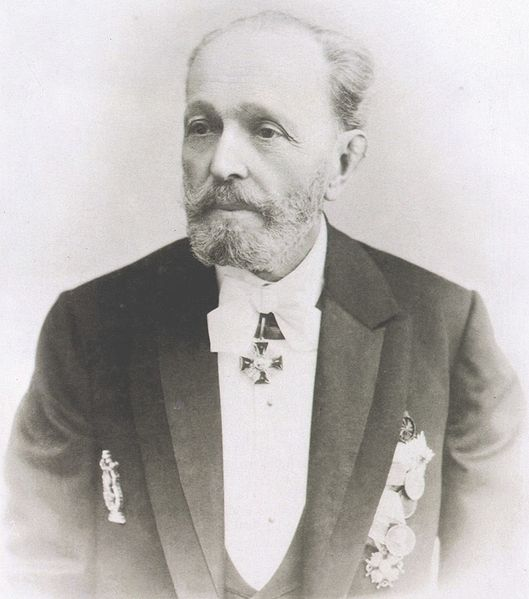
一時代をつくったフランス出身のバレエ振付師マリウス・プティパ（1898年）

1847年にペテルブルクを訪れたフランス人バレエ・マスターのマリウス・プティパは、19世紀後半をして「プティパの時代」と称するにふさわしい一時代を築いた。プティパは、マリインスキー劇場ではたらいた約60年のあいだに、チャイコフスキーやアレクサンドル・グラズノフ、チェーザレ・プーニ、レオン・ミンクスら多数の優れた音楽家たちの協力を得て『パキータ』『ジゼル』『ドン・キホーテ』『バヤデルカ』『眠れる森の美女』『白鳥の湖』『くるみ割り人形』『ライモンダ』など46におよぶバレエ作品と数多くのオペラのための踊りを創作した。この時代はまた、チャイコフスキーが音楽を担当したことで、従来、舞踊の伴奏にすぎなかったバレエ音楽の質を飛躍的に高めた時代でもあった。
プティパの演出のなかでも1890年の『眠れる森の美女』と1895年の『白鳥の湖』第1幕・第3幕はとくに傑作といわれるが、プティパのアシスタントで『白鳥の湖』第2幕を担当したレフ・イワノフによる詩情あふれる振付は今日でもしばしば完璧な演出と評される。

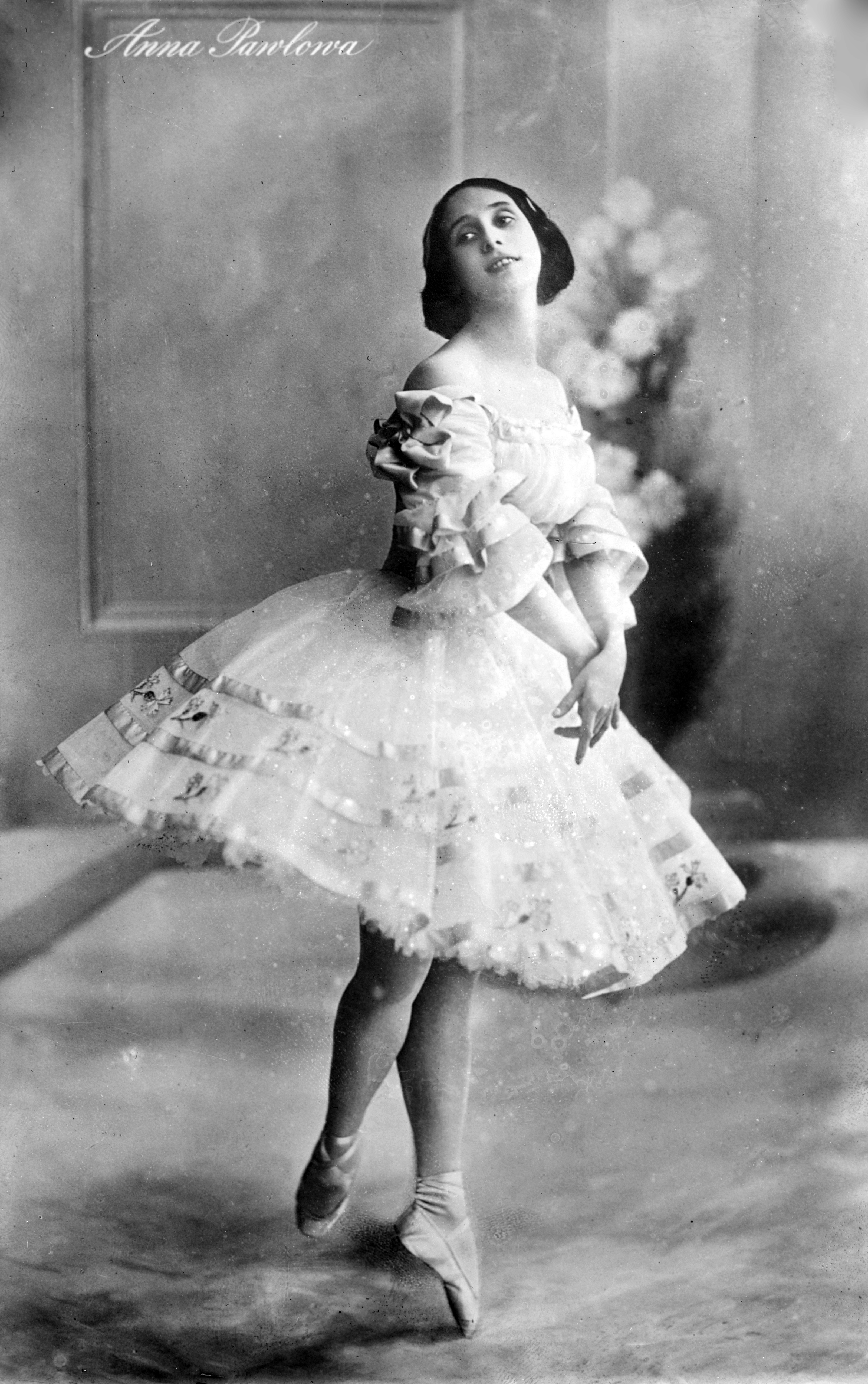
アンナ・パヴロワ

1898年にはミハイル・フォーキンが帝室バレエ学校を卒業し、1904年から1916年にかけて母校で舞踊の指導にあたった。フォーキンは、バレエのフォームにおける真の基礎は人間の自然な動きにあるという信念に則って革新的なバレエ教育を実践した。彼もまた、「ショパニアーナ（レ・シルフィード）」やアンナ・パブロワのために振付けた「瀕死の白鳥」などの名作を残している。この頃活躍したダンサーにはロシア・バレエ界の名花アンナ・パブロワのほか、ヴァーツラフ・ニジンスキーやタマーラ・カルサヴィナ、オリガ・スペシフツェワなどがいる。
20世紀初頭には、雑誌『芸術世界』の発刊者としても知られるイヴェント・メーカーのセルゲイ・ディアギレフによって、マリインスキー劇場のメンバーを中心とした「ロシア・バレエ団」（バレエ・リュス）がヨーロッパ各地で公演をおこなった。ロシア・バレエ団はしだいに西欧の芸術家たちをも巻き込みながら、その活動は大戦と革命をはさんだ20年におよび、芸術界に新風を送り込んだ。この活動は、バレエをオペラの一部としか考えてこなかった西欧人たちに衝撃をあたえ、その試みの斬新さやリヒャルト・シュトラウス、パブロ・ピカソ、ジョアン・ミロなどを含む当代一流の芸術家たちの参加によってヨーロッパの観客を熱狂させたのである。
「ロシア・バレエ団」のパリ公演は1909年に始まったが、そのときの目玉は不世出のバスとして知られた上述のシャリアピンが出演するロシア・オペラであり、当初、バレエは前面に出ていなかった。ただし、ニジンスキーとカルサヴァナが踊った「バラの精」「アルミードの館」はパリの観客にも好評で、ここに「バレエ団」の名が定着したものである。この公演にはアンナ・パブロワも参加したが、のちにディアギレフと不和になり、バレエ団から離脱した。パブロワは、1913年以降はロシアをも離れ、ヨーロッパや北米・南米、さらには日本・中国・インドを含むアジアを巡業してロシア・バレエの精華を各地に伝えると同時にインドや日本では地域伝統の舞踊を学んだ。ここに舞踊という身体表現の相互交流が世界的なスケールで展開されたのである。

#### 関連画像

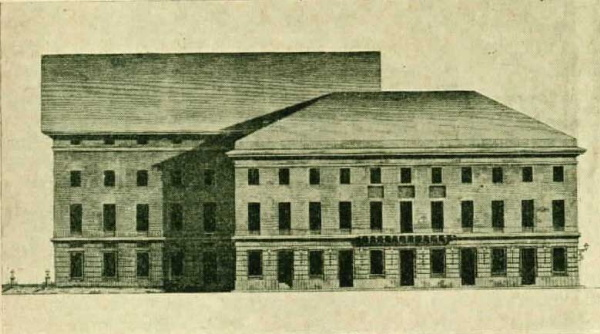
モスクワボリショイ劇場の前身ペトロフスキー劇場
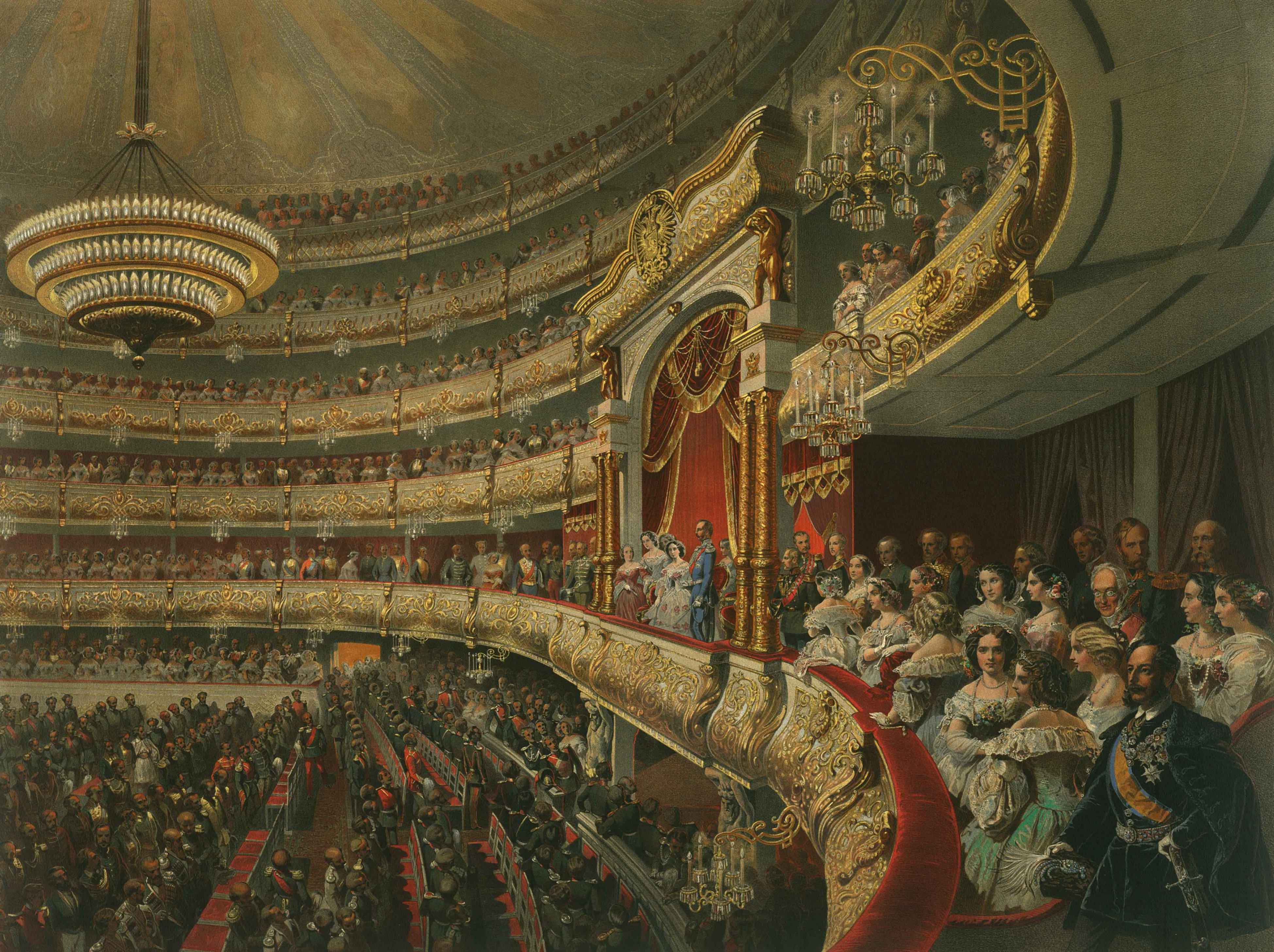
1856年のボリショイ劇場
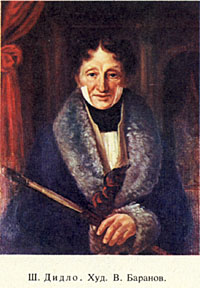
シャルル・ディドロの肖像画（1810年）
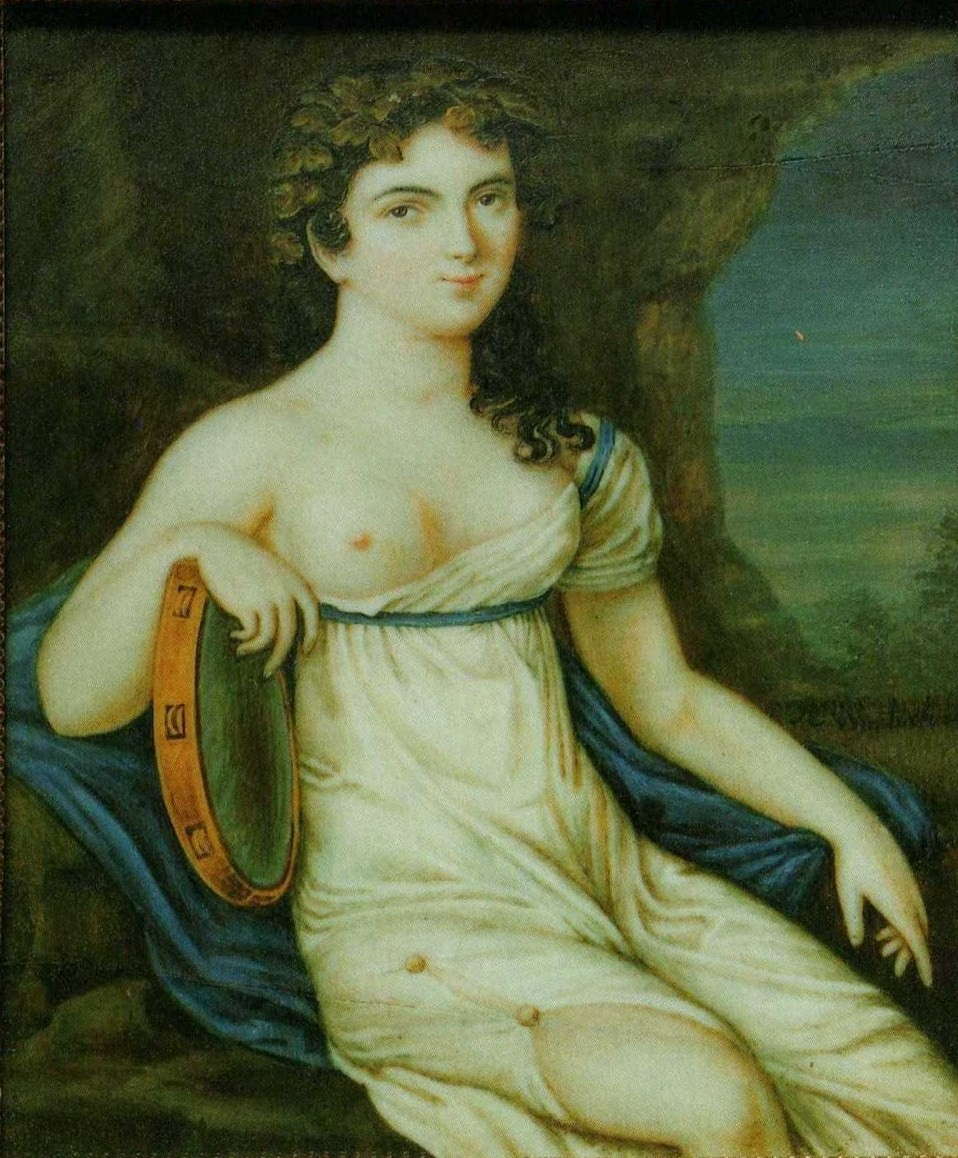
アフドチア・イストミーナの肖像画（1815-18年）
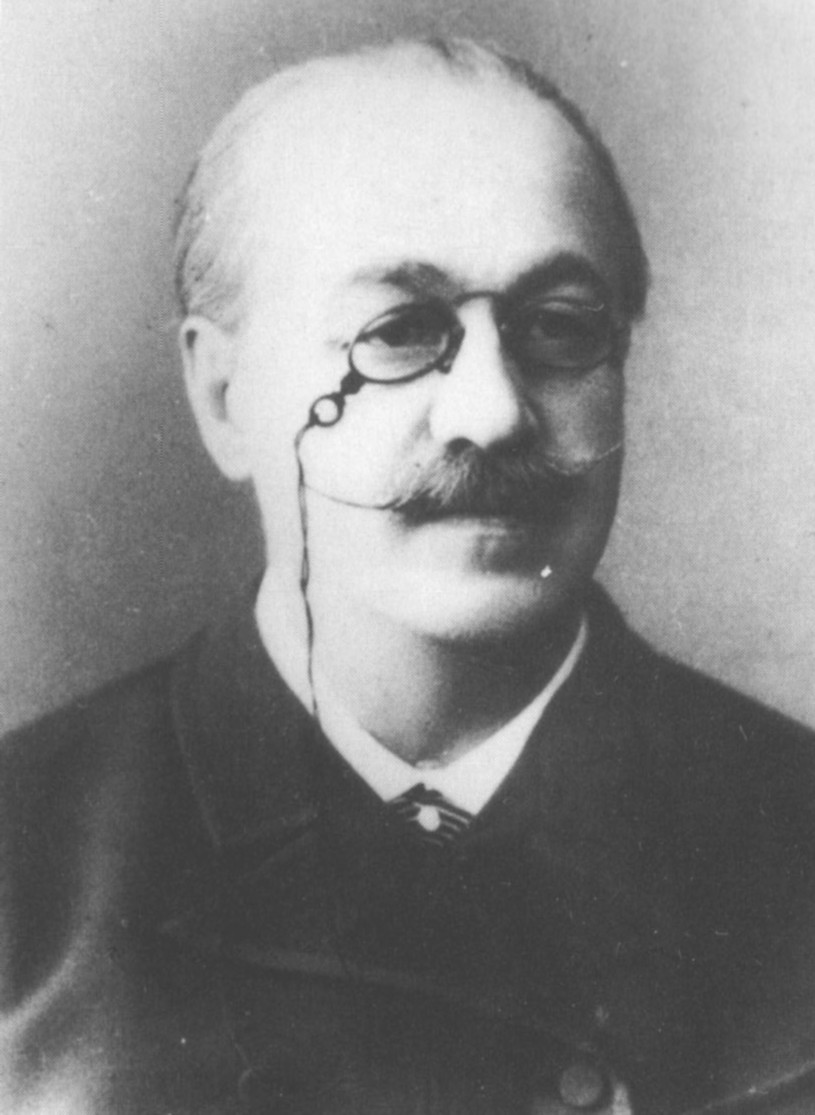
レフ・イワノフの肖像写真（1885年）
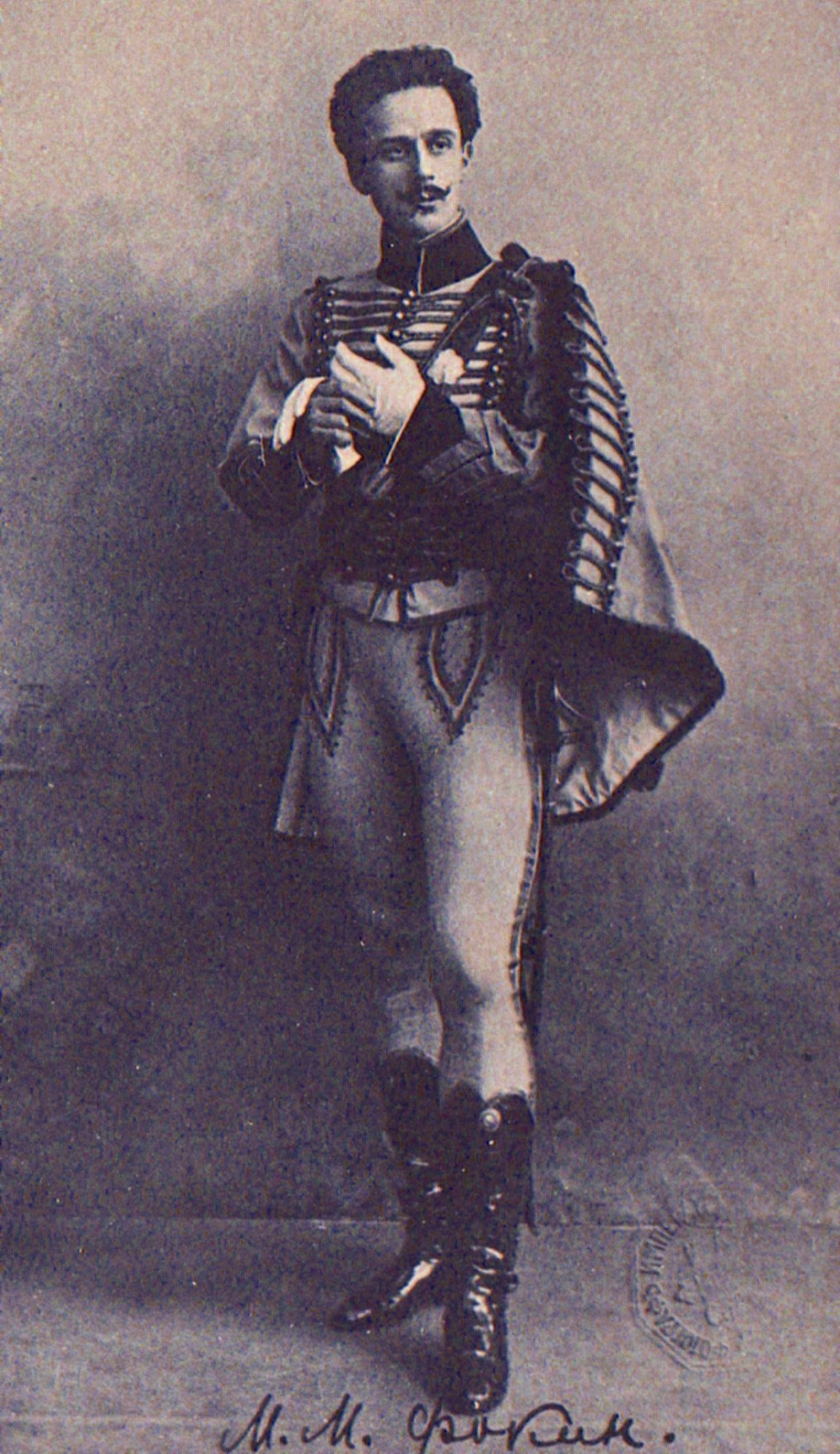
ミハイル・フォーキン『パキータ』（リュシアン役、1888年）
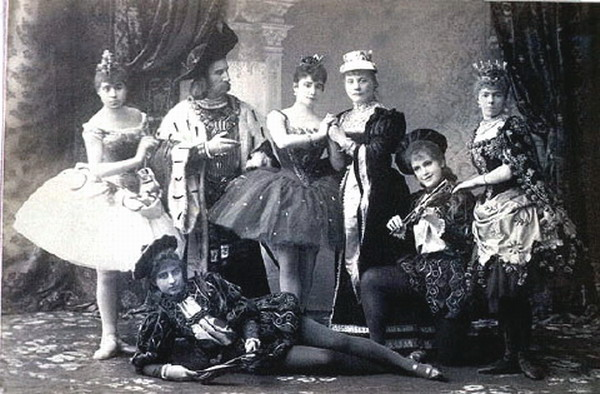
『眠れる森の美女』初演時のキャスト（1890年）
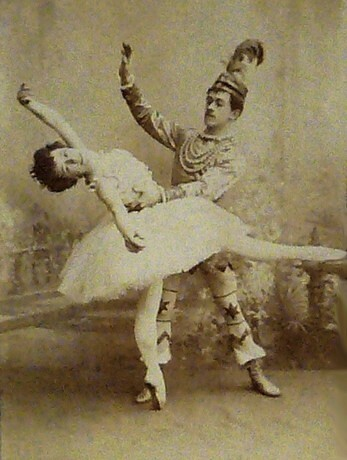
オリガ・プレオブラジェンスカヤ&パーヴェル・ゲルト『くるみ割り人形』（1900年）
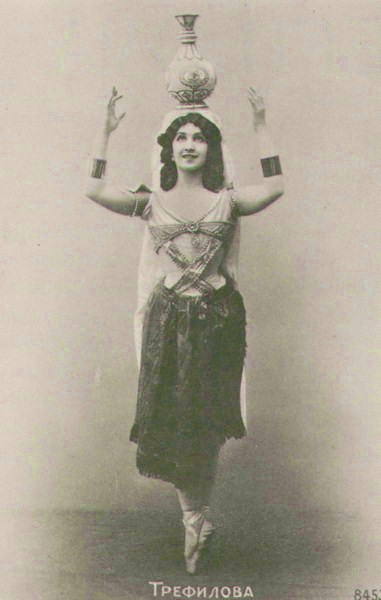
ヴェラ・トレフィーロワ『バヤデルカ』（1900年）
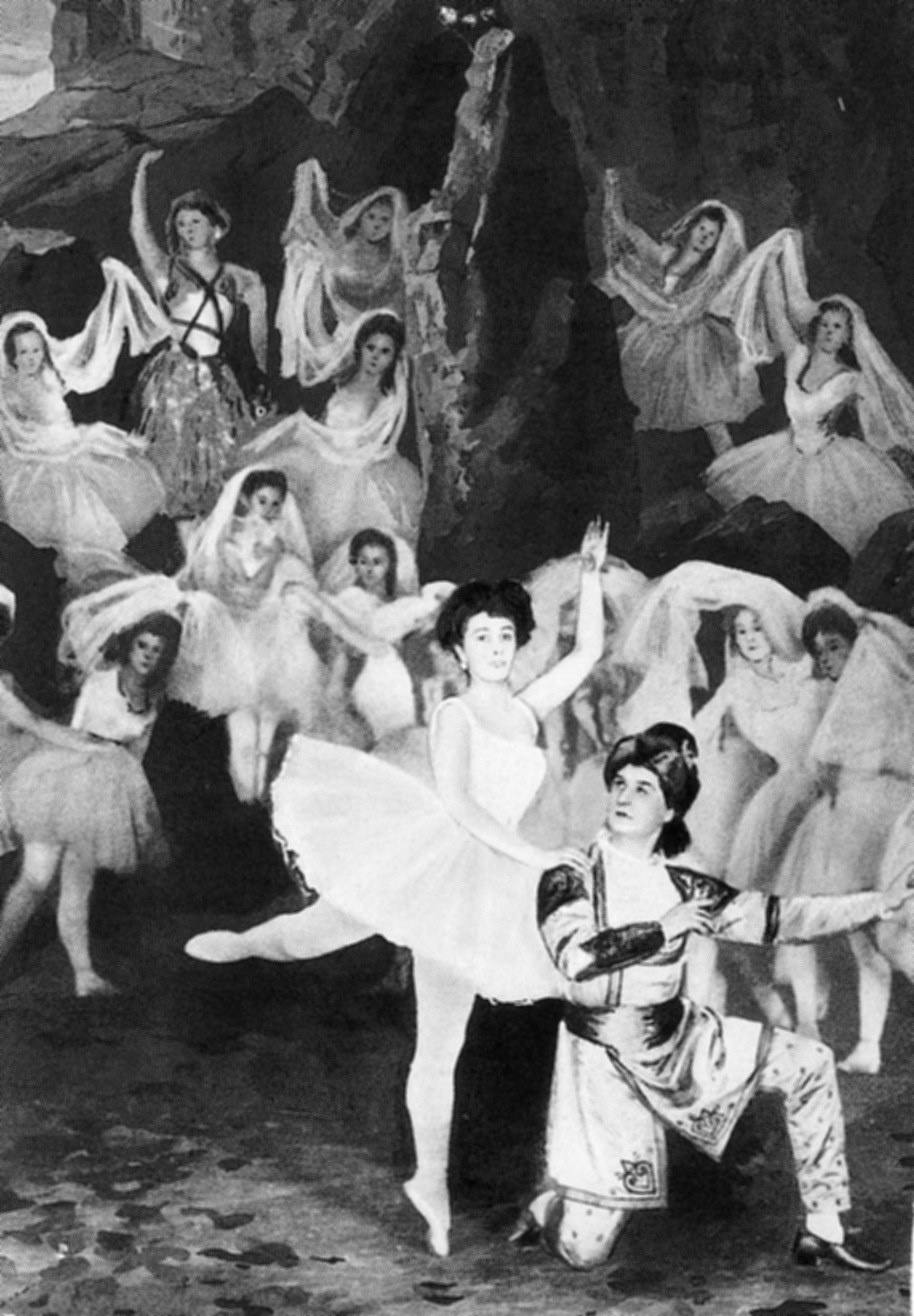
マチルダ・クシェシンスカヤ&パーヴェル・ゲルト『バヤデルカ』（1900年）
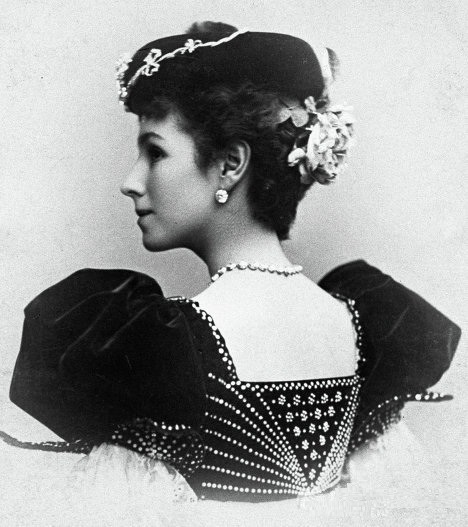
マチルダ・クシェシンスカヤの肖像写真（1900年）
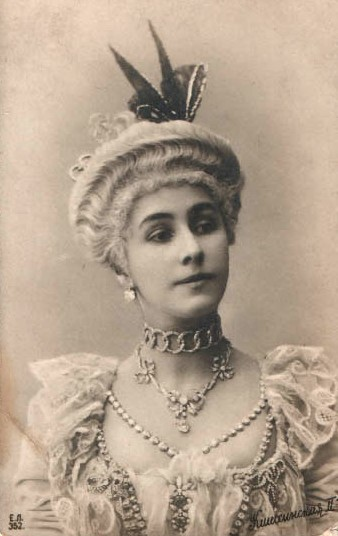
マチルダ・クシェシンスカヤ『カマルゴ』（1902年）
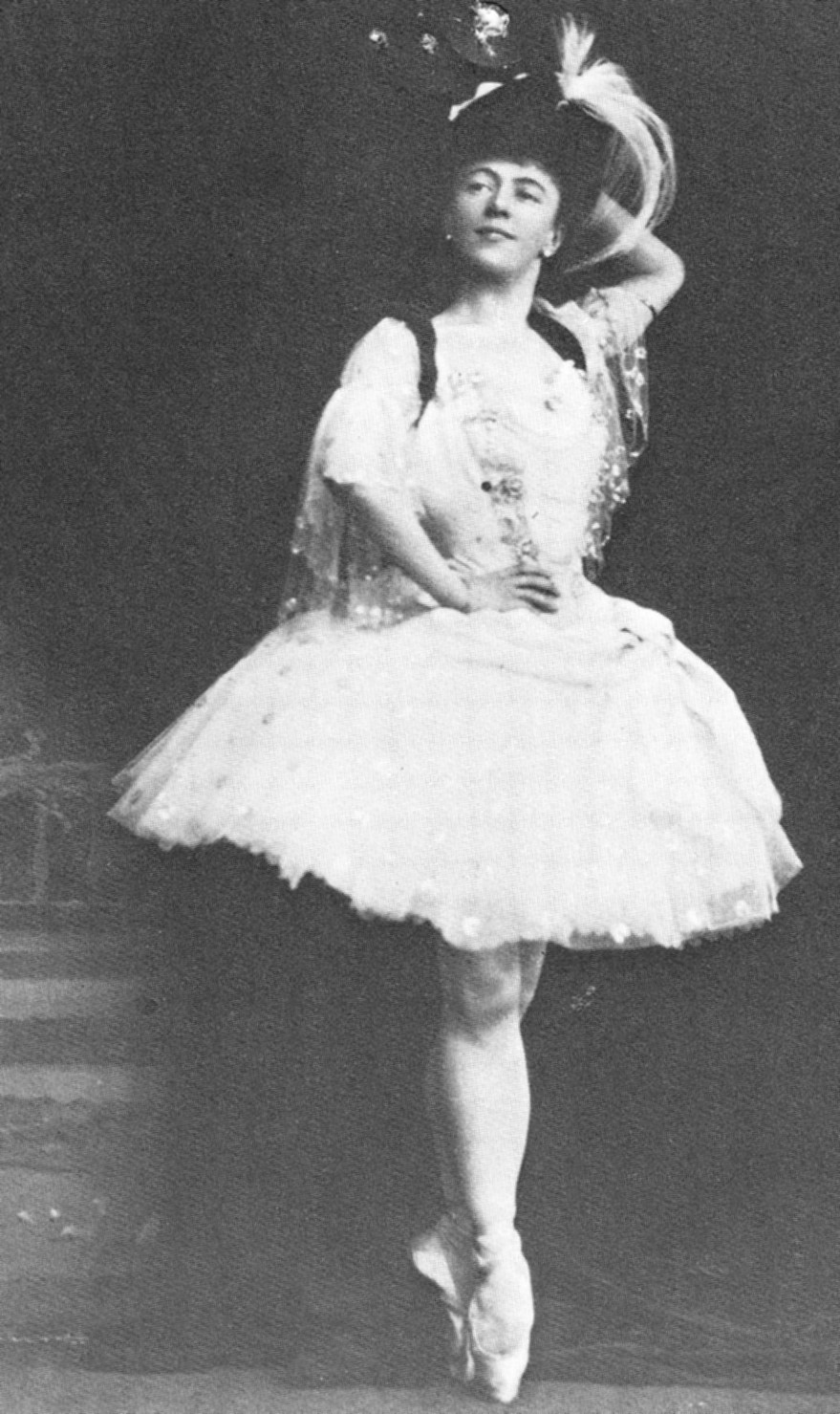
オリガ・プレオブラジェンスカ『ライモンダ』（1903年）
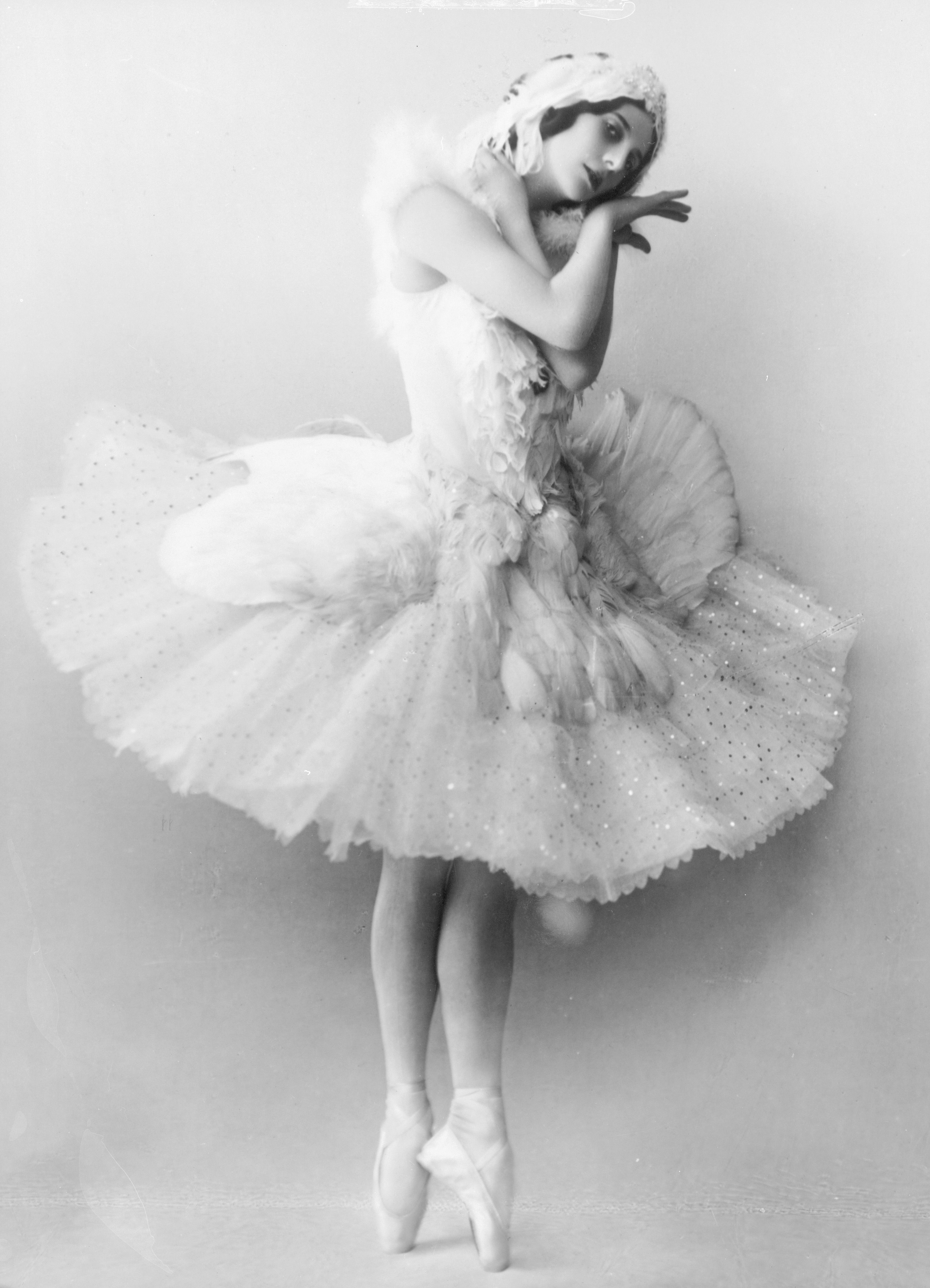
アンナ・パヴロワ『瀕死の白鳥』（1905年）
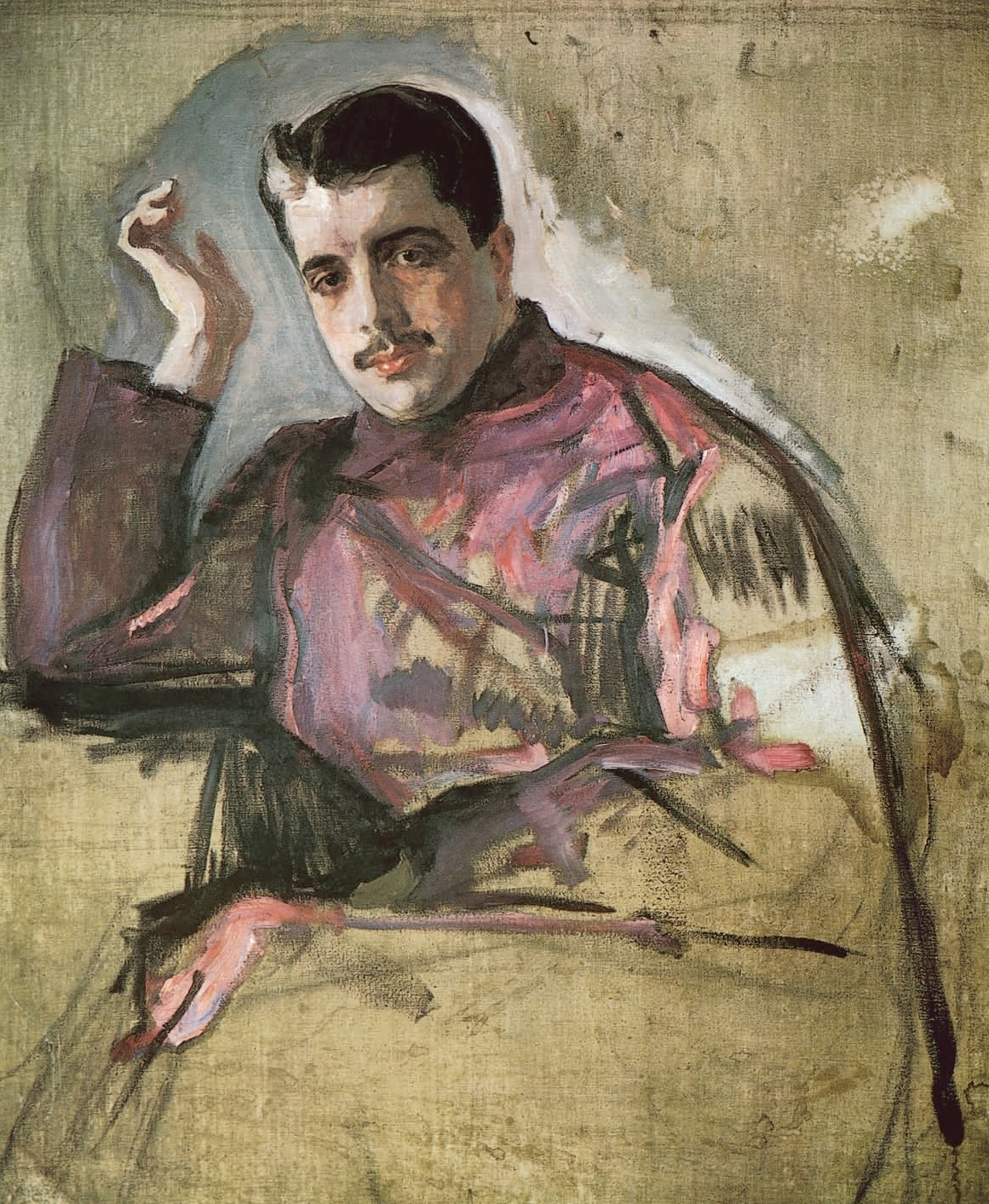
セルゲイ・ディアギレフの肖像画（1909年、ヴァレンティン・セローフ）
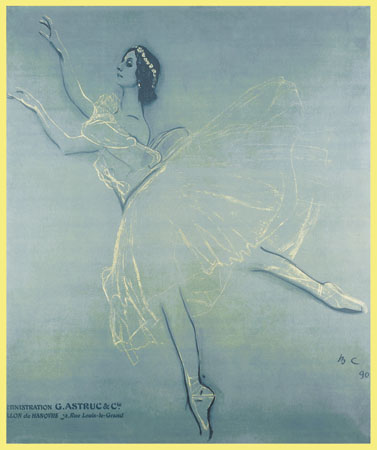
バレエ・リュスのポスター（1909年、ヴァレンティン・セローフ）
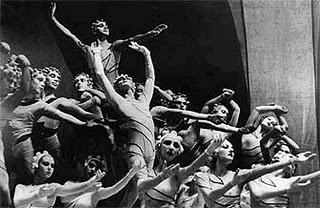
バレエ・リュス（1909年）
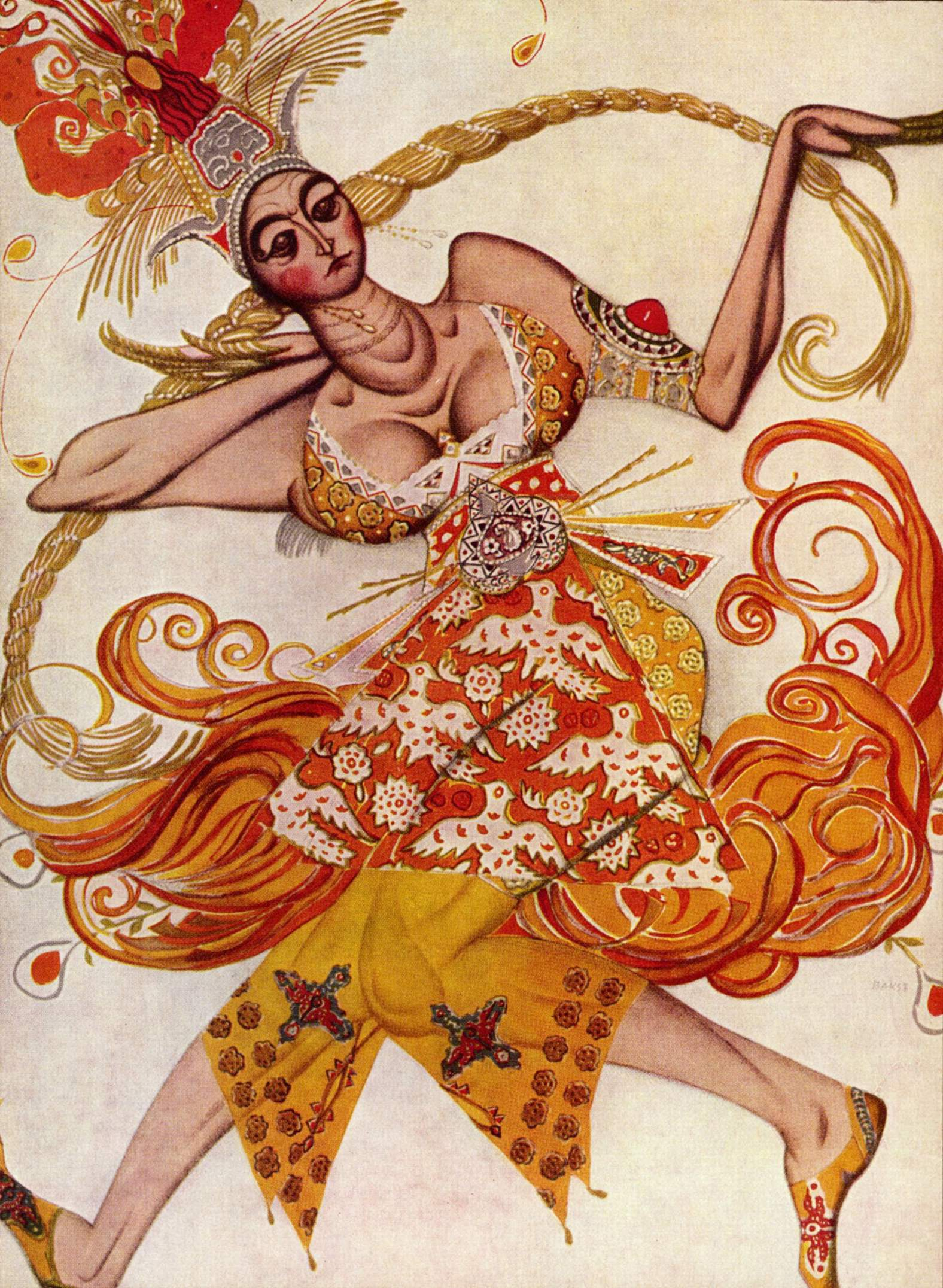
バレエ・リュス『火の鳥』（1910年、レオン・バクスト）
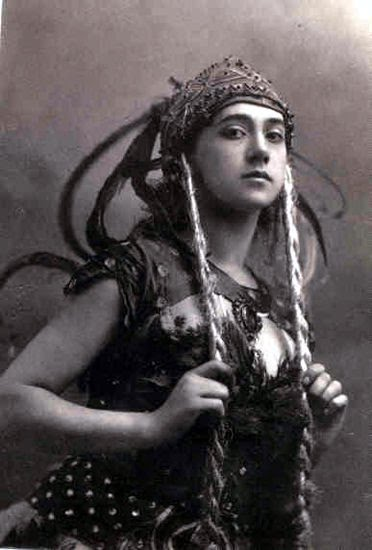
タマーラ・カルサヴィナ『火の鳥』（1910年）
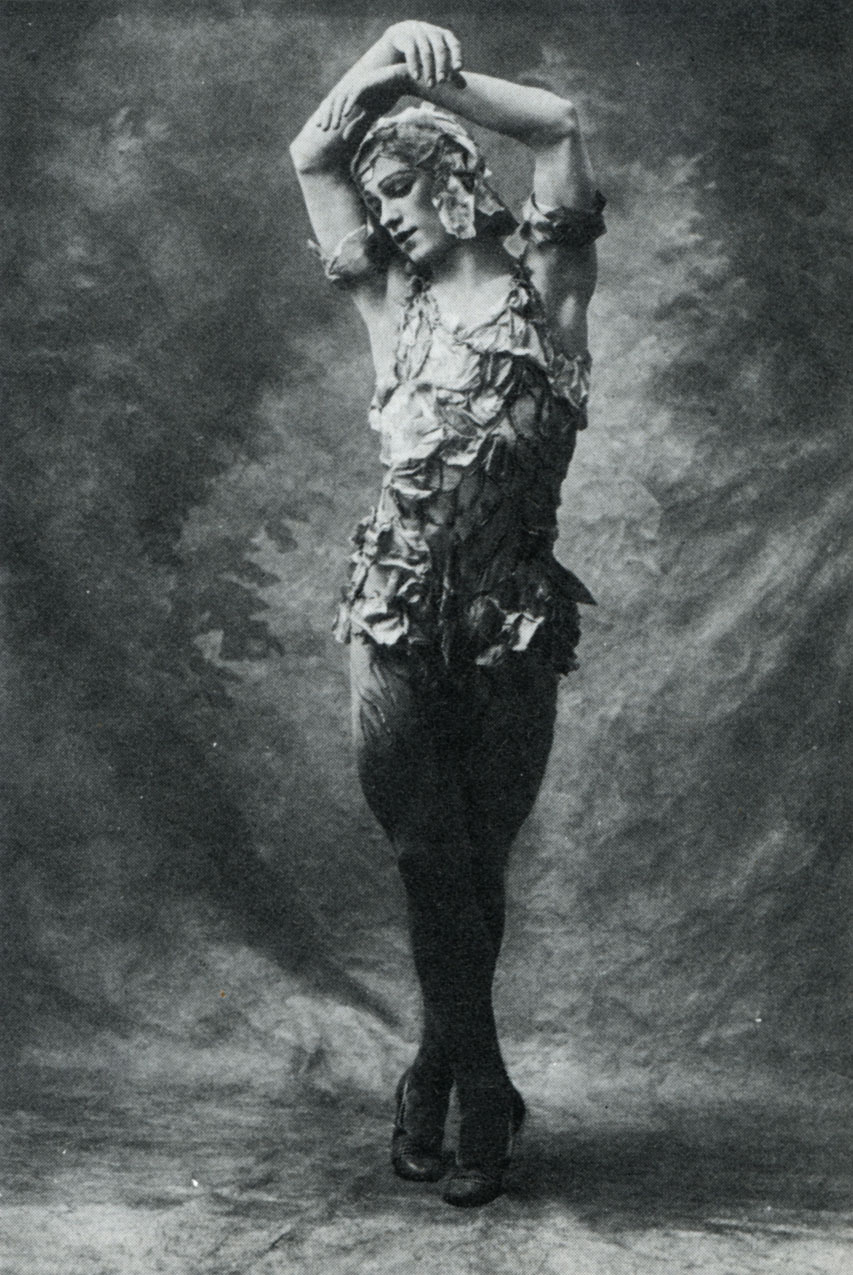
ヴァーツラフ・ニジンスキー『バラの精』（1911年）
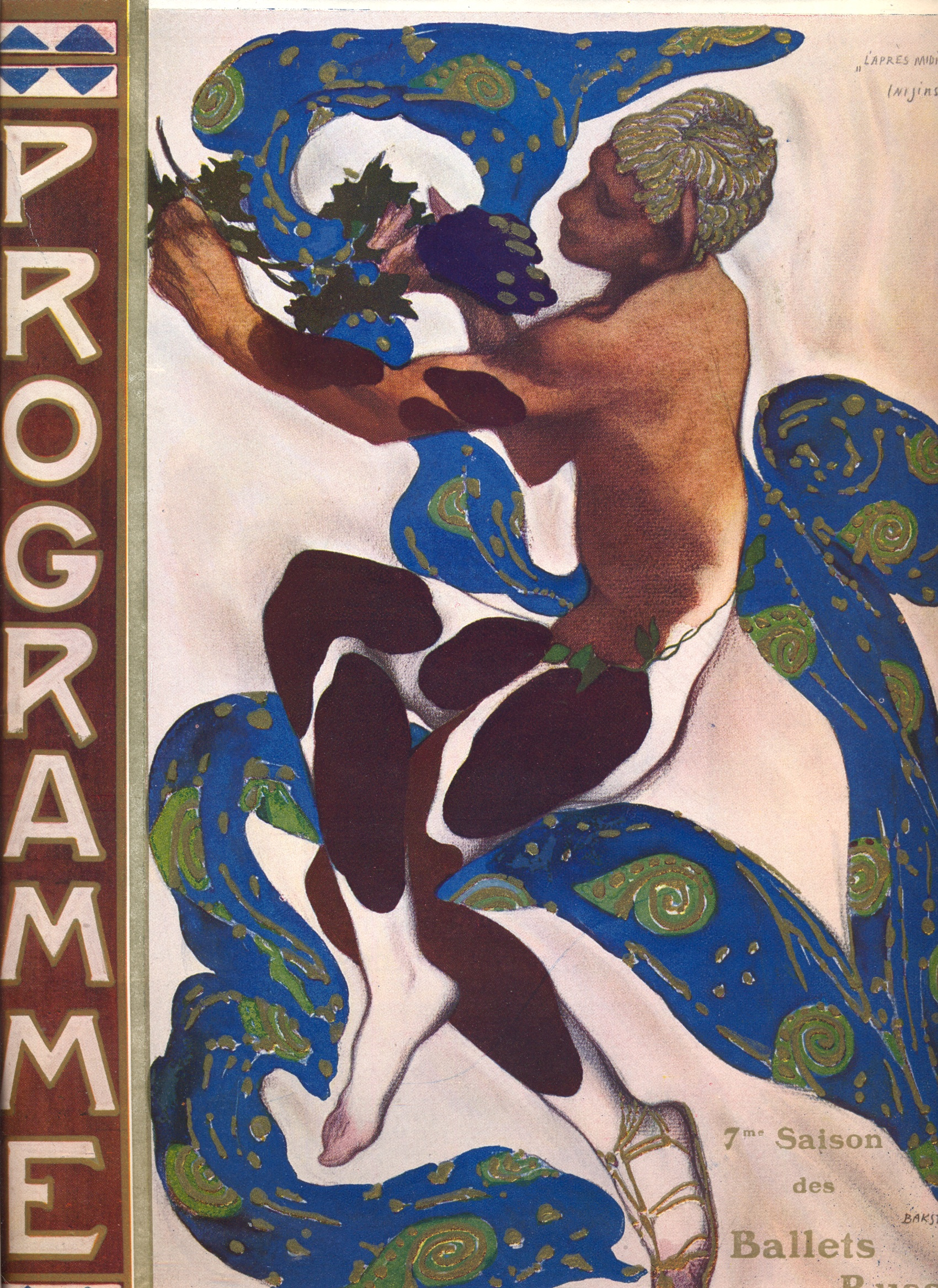
バレエ・リュス『牧神の午後』のプログラム（1912年、レオン・バクスト）
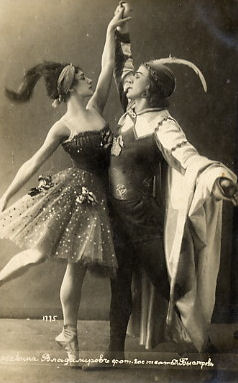
タマーラ・カルサヴィナ&ピエール・ウラディミロフ『白鳥の湖』（1913年）

### 建築
ピョートル大帝が建設した首都サンクト・ペテルブルクが西欧の都市計画に従って建設され、さらに西欧各地の様式の建造物が造営された。それを機に、ロシアの建築は宮殿や劇場などを中心にバロック建築、ロココ建築や新古典主義など西欧の様式を取り入れた建造物が建てられた。一方で教会建築はおおむねビザンチン建築に由来する伝統的な様式とバロック・ロココ様式の融合された独自の様式のものが建設された。19世紀の様式氾濫期には他のヨーロッパ諸国同様に、新古典主義様式、ネオ・ルネサンス様式、ネオ・バロック様式の建造物が建設されたが、西ヨーロッパで見られた西方教会にみられるネオ・ゴシック様式の代わりに東方正教会にみられるビザンチン様式が使用されたことが西ヨーロッパと大きな違いである。

### 関連画像

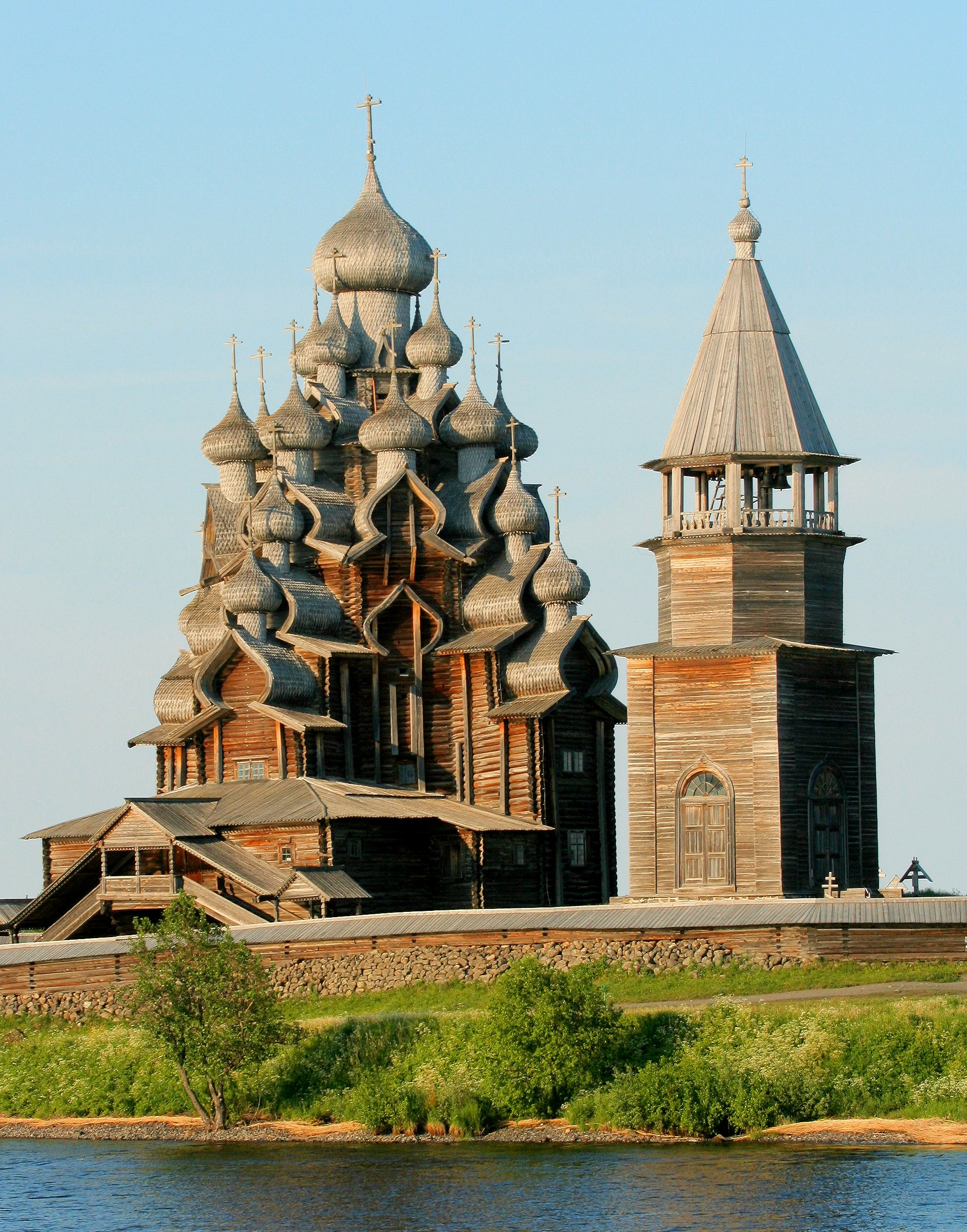
キジ島の顕栄聖堂（プレオブラジェンスカヤ教会、1714年）と鐘塔（1874年）。ロシア伝統的木造建築の最高峰である。
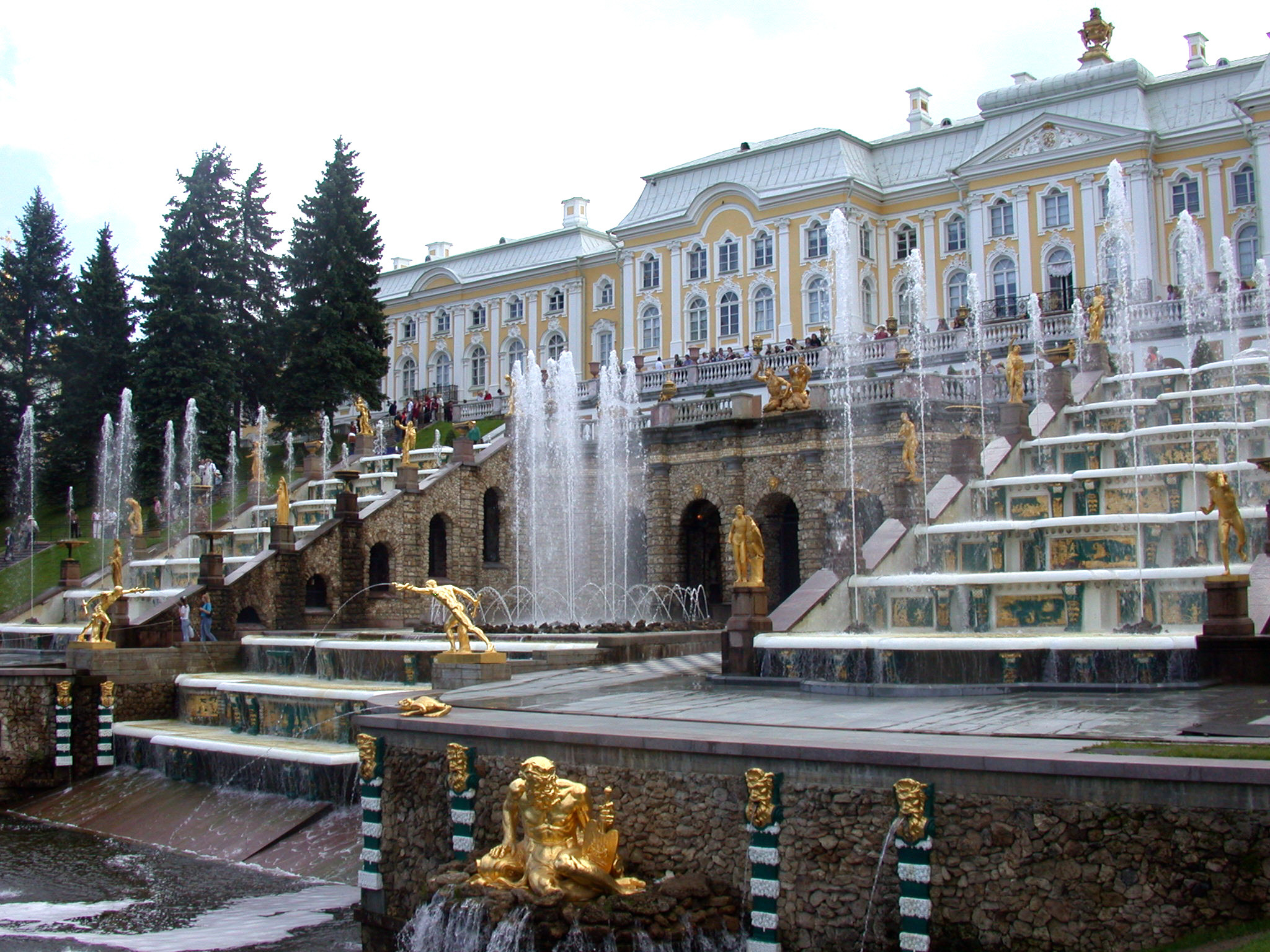
ペテルゴフに所在するバロック様式のボリショイ大宮殿（1714年-1725年）
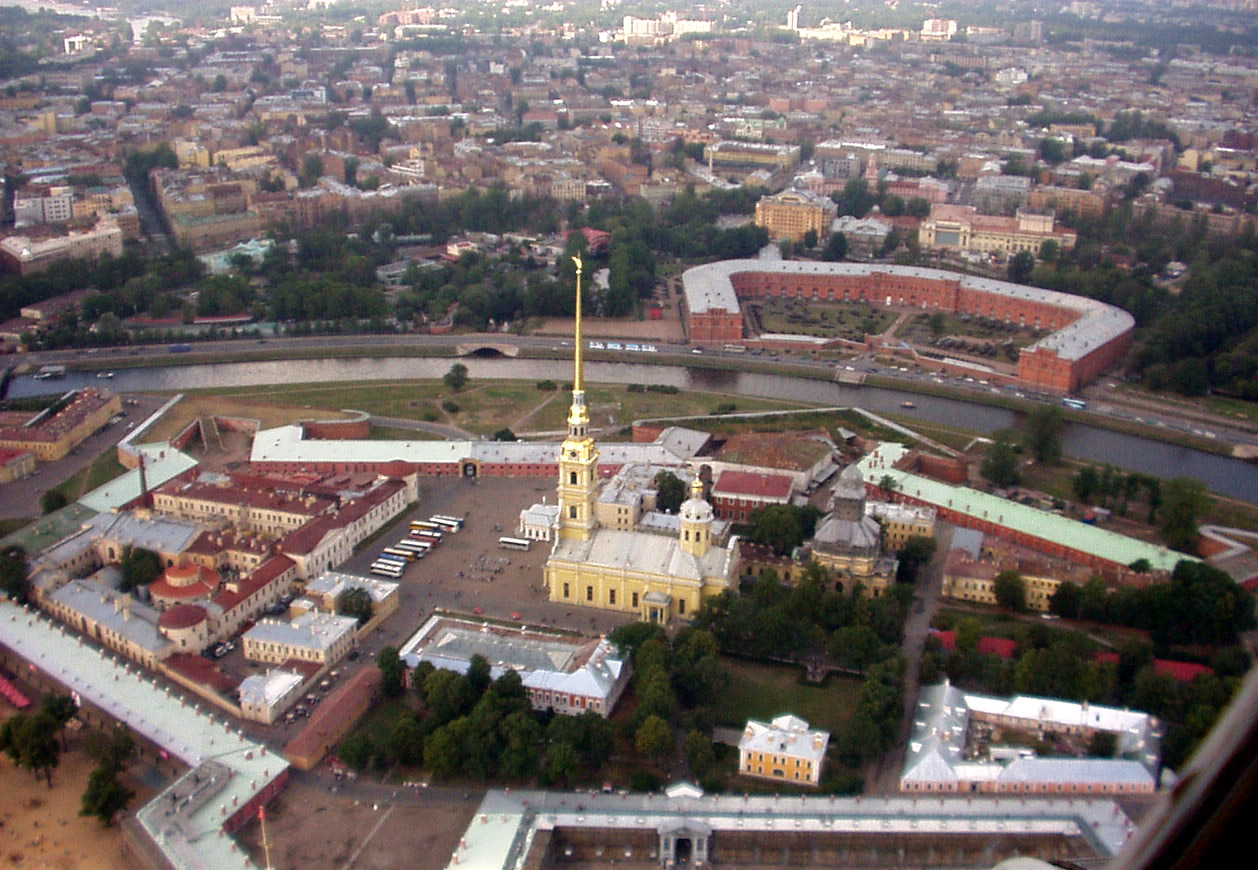
サンクトペテルブルクのペトロパヴロフスク要塞（1706年-1740年）
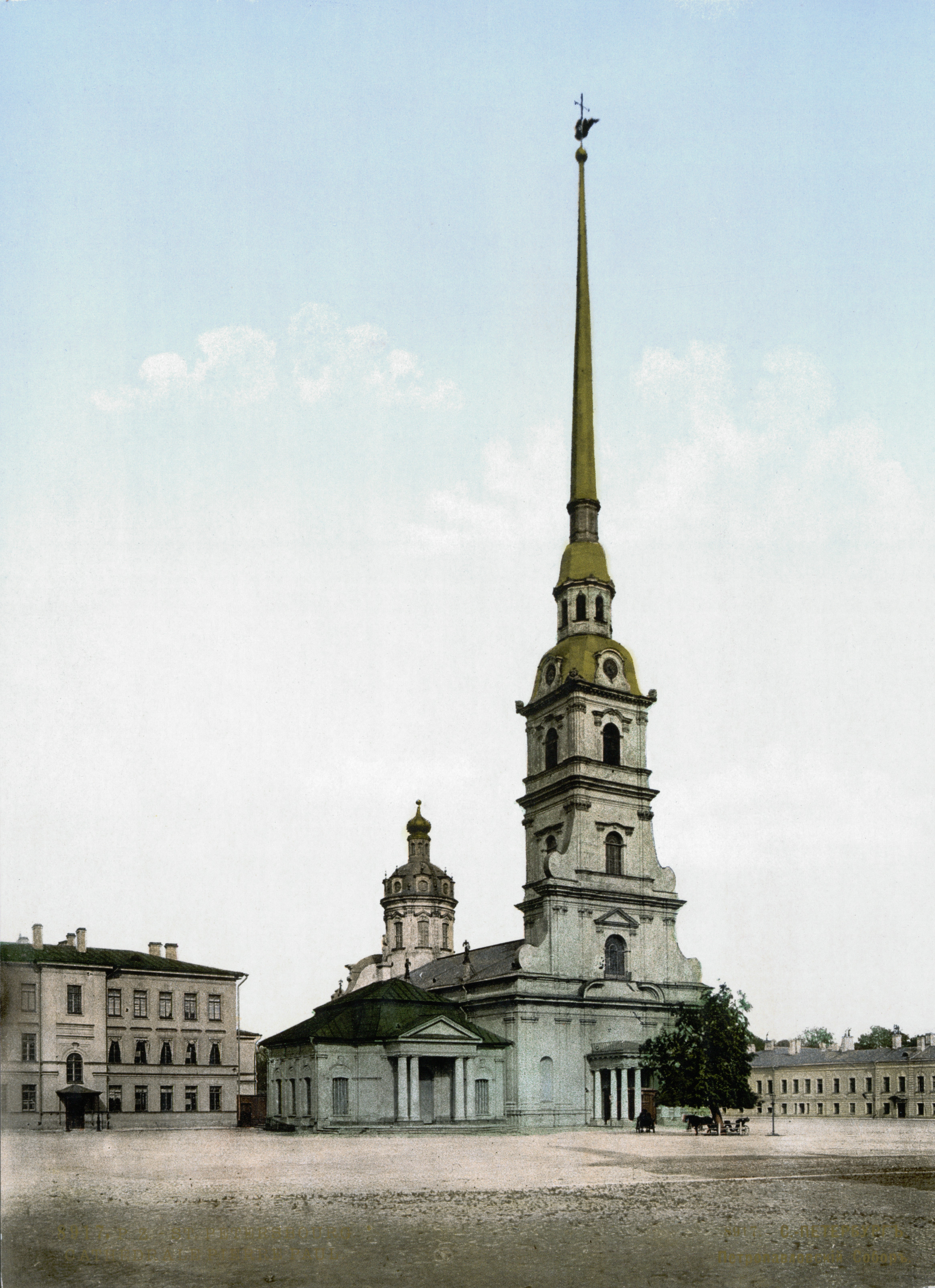
首座使徒ペトル・パウェル大聖堂はペトロパヴロフスク要塞内に建てられた「ピョートル・バロック」に属するバロック様式の建物である（1890-1905年の古写真）。
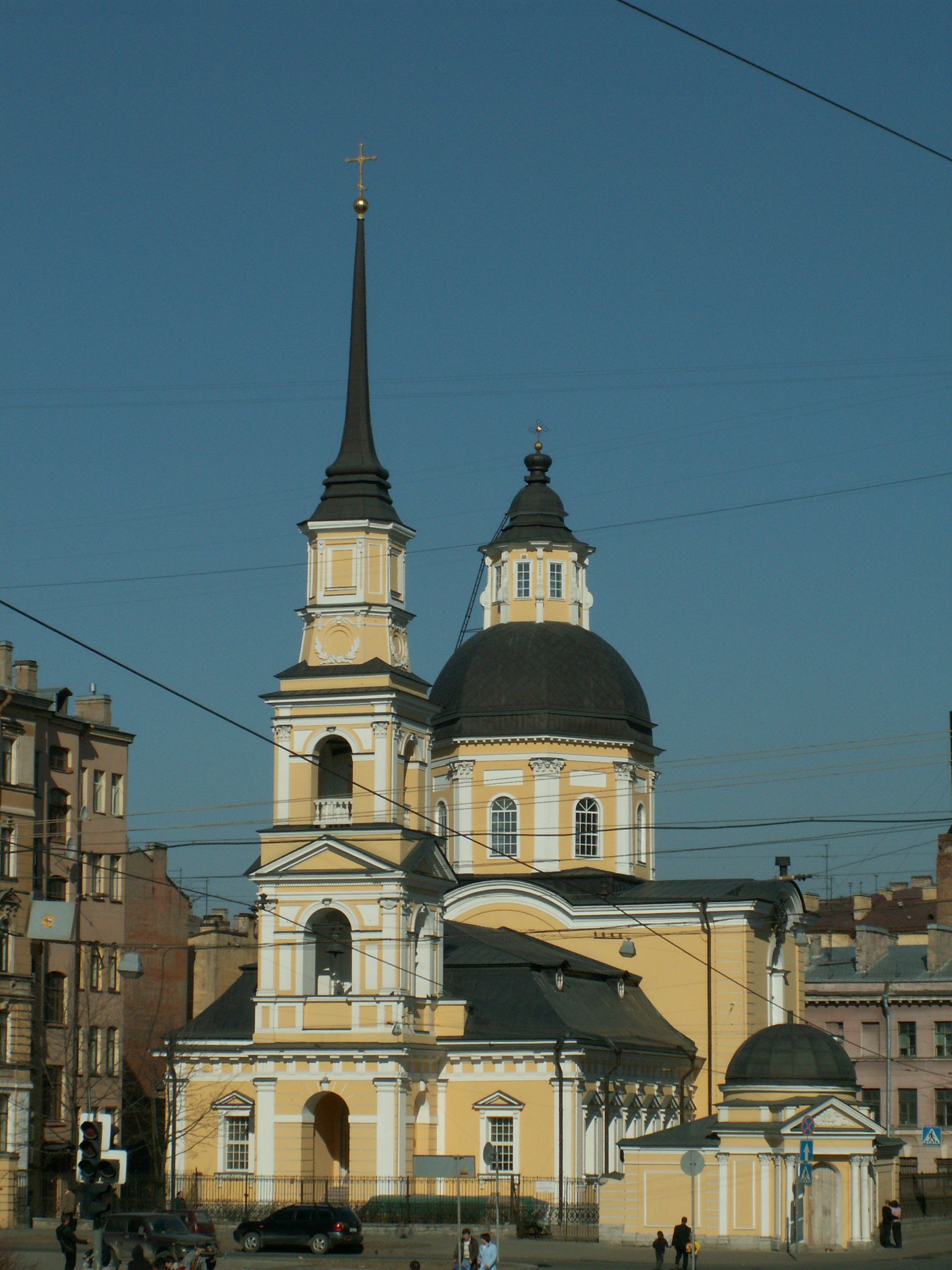
ペテルブルクの聖シモン・アンナ教会は1734年建設のバロック建築。いわゆる「ピョートル・バロック」に属する。
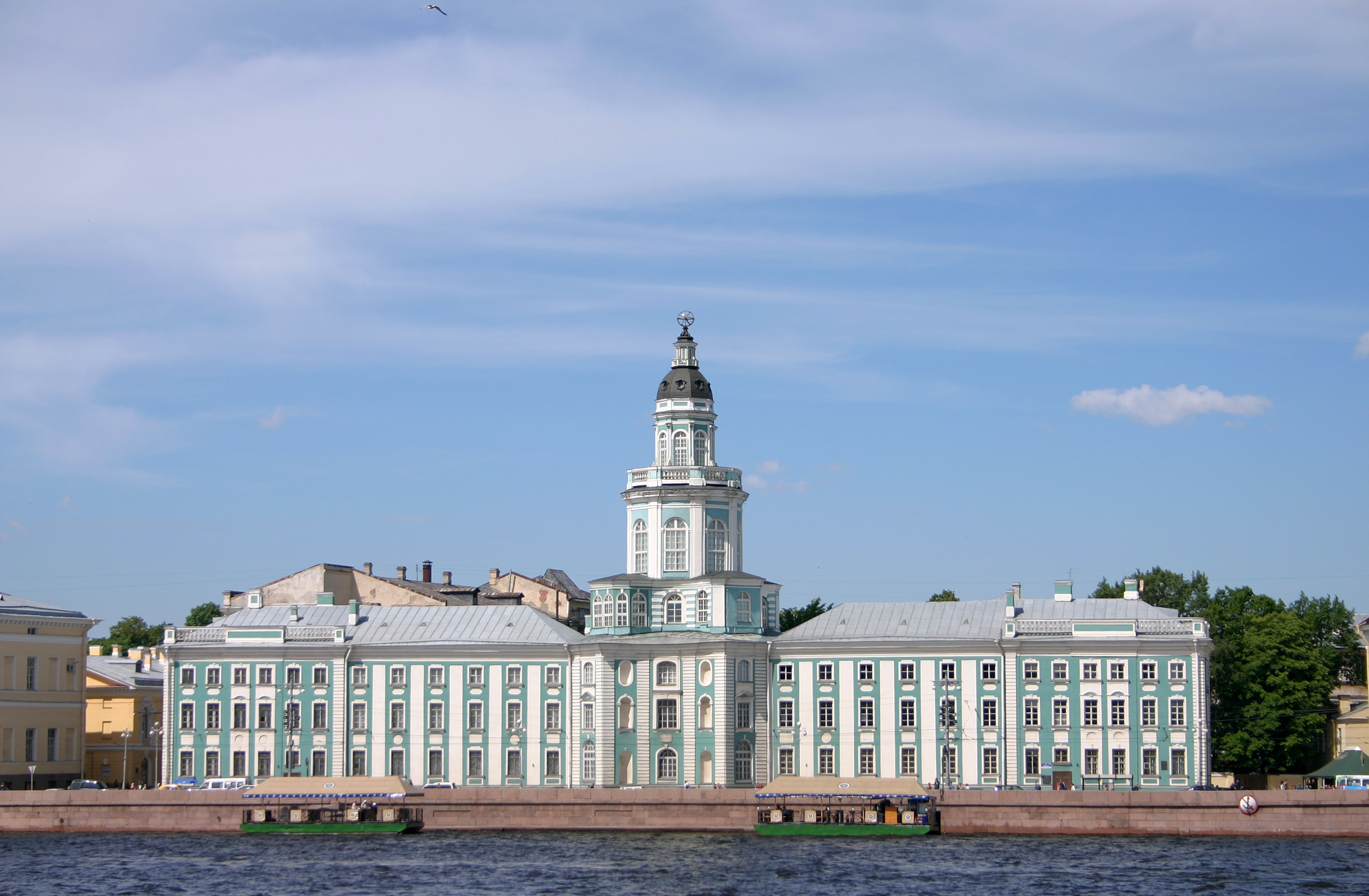
ペテルブルクのクンストカメラはピョートル1世の蔵書や収集品を収蔵するために建てられた。1718年着工、1727年完成。バロック様式。
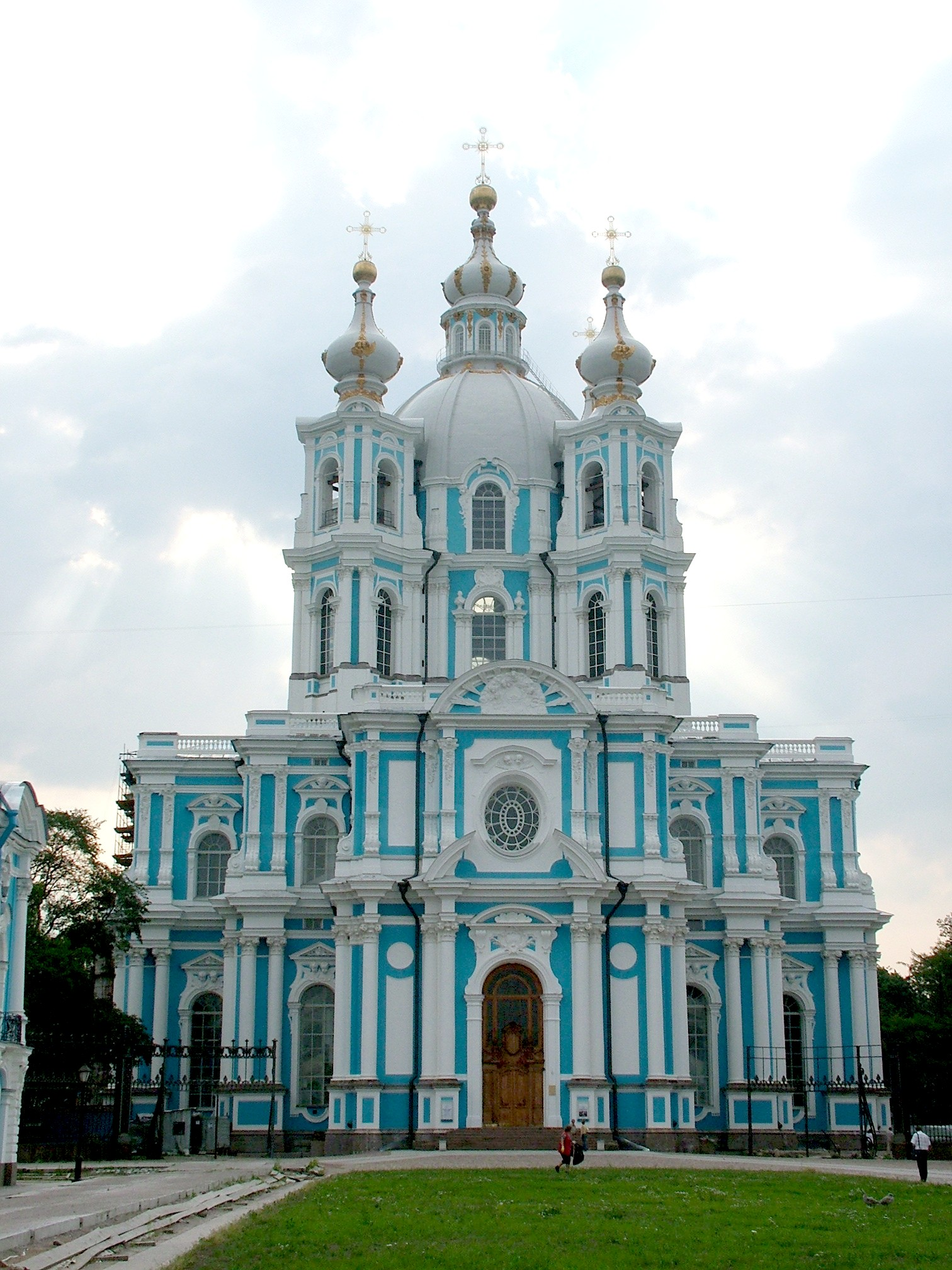
バロック様式の代表作品、ペテルブルクのスモーリヌィ修道院（1748年-1764年）
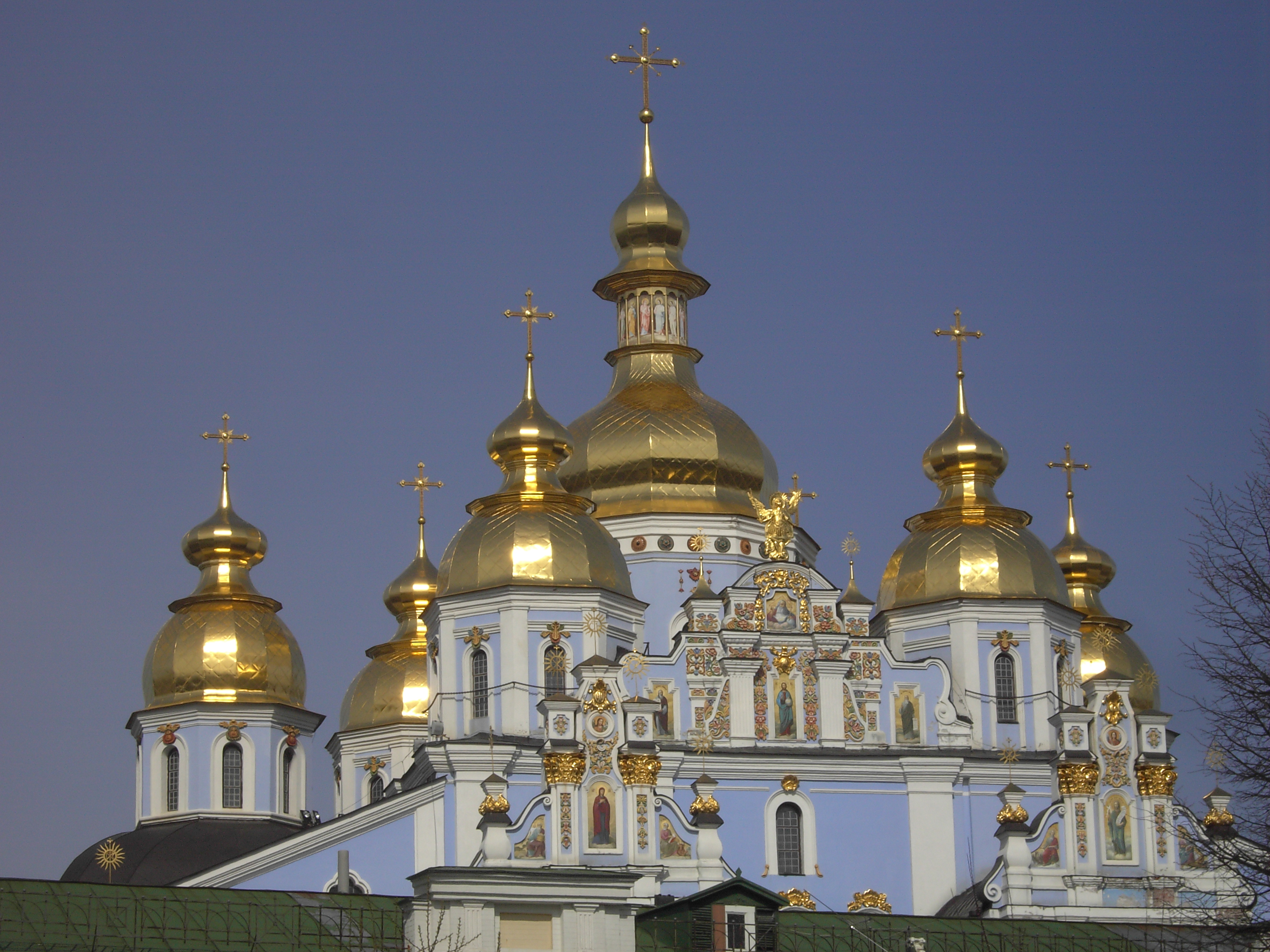
キエフの聖ムィハイール黄金ドーム修道院はウクライナ・バロックに属する建物である。
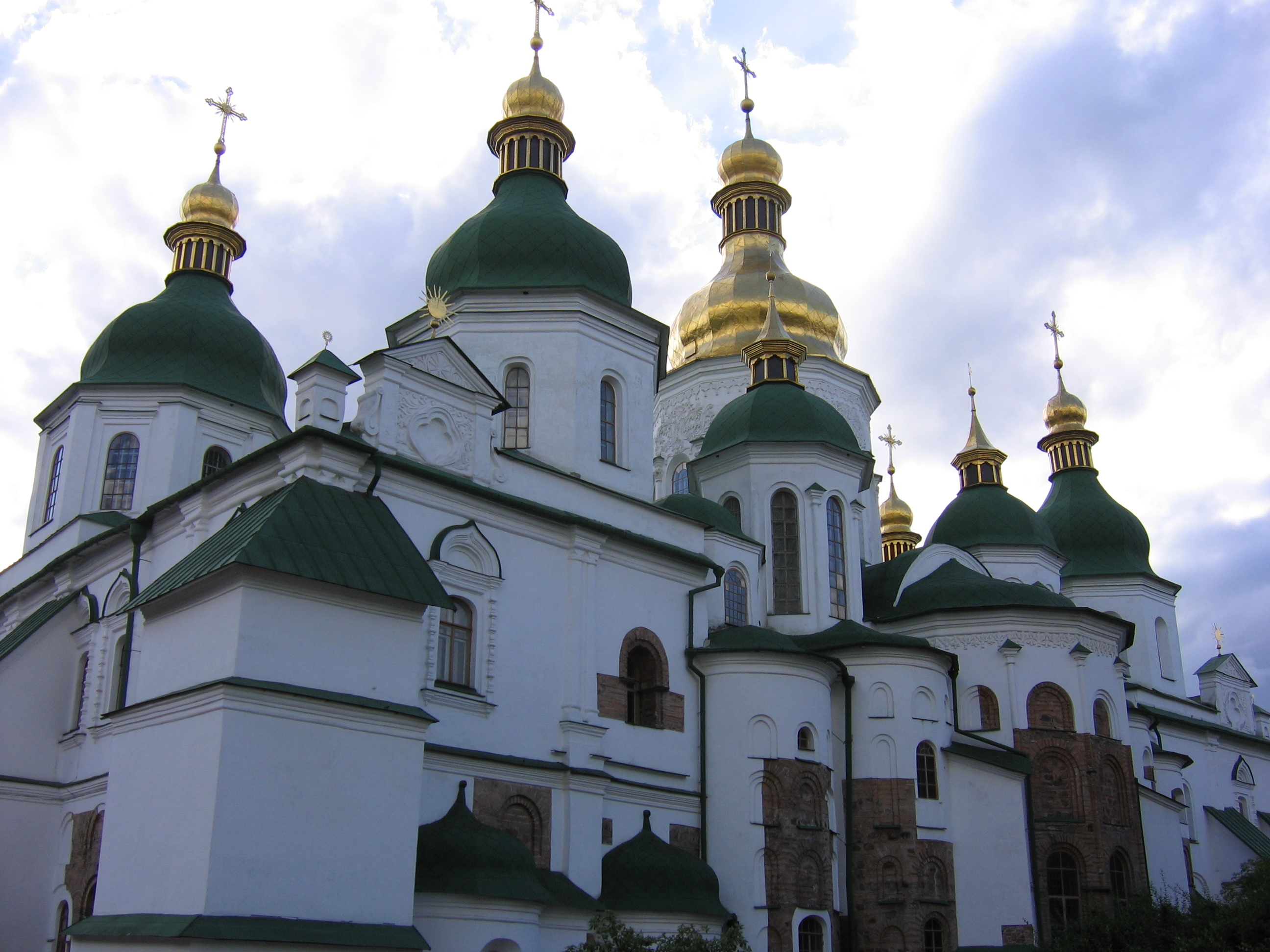
キエフの聖ソフィア大聖堂はイヴァン・マゼーパによって改修作業が開始され、1740年に終わった。大聖堂は内部の古来の装飾が保存され、外部だけはウクライナ・バロックの様式で造りかえられた。
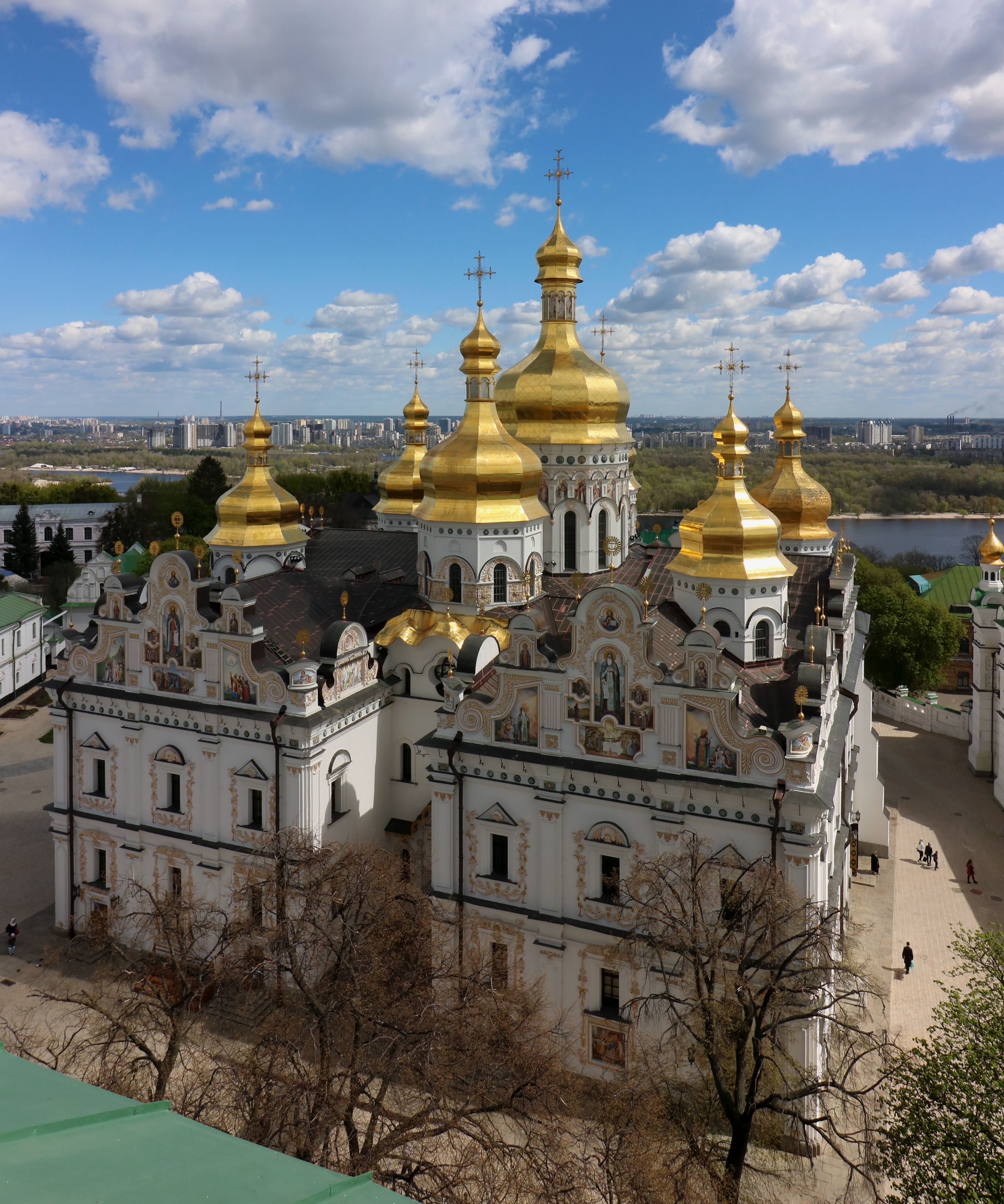
キエフ・ペチェールシク大修道院（キエフ洞窟大修道院）はウクライナ・バロックの建築様式。三位一体大門教会をともなう。
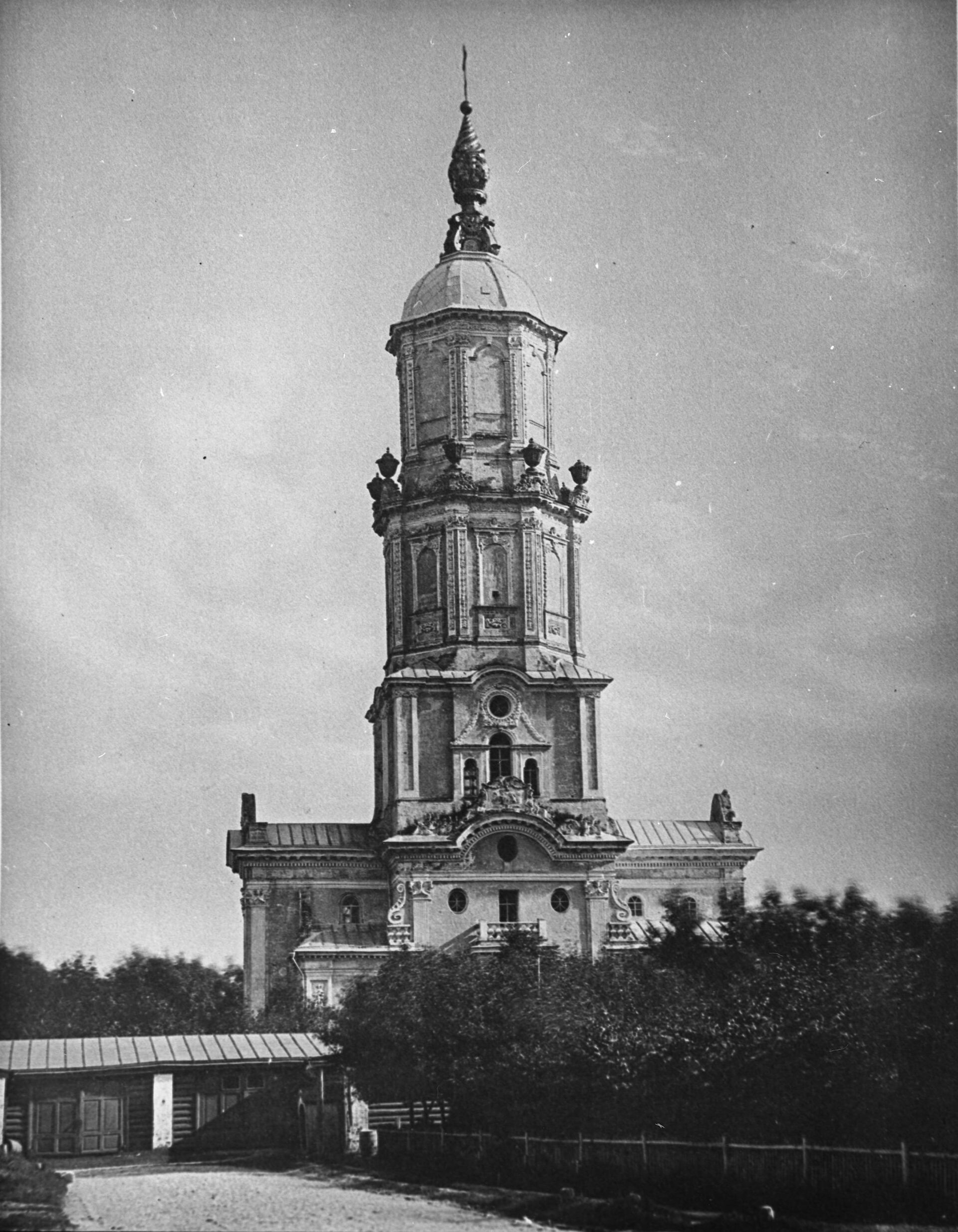
ピョートル大帝の寵臣メンシコフの旧邸メンシコフ宮殿。メンシコフ塔はメンシコフ宮殿附属の塔でピョートル時代に建てられた（1882年撮影）。
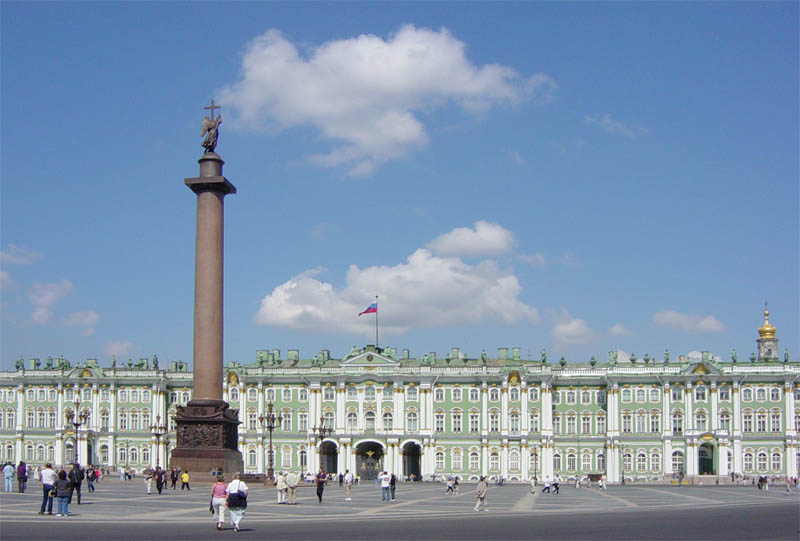
ペテルブルクの冬宮殿。1754年着工、1762年完成。バルトロメオ・ラストレッリ設計のバロック様式建築。中央左の円柱は祖国戦争（ナポレオン戦争）勝利記念のアレクサンドル円柱である。
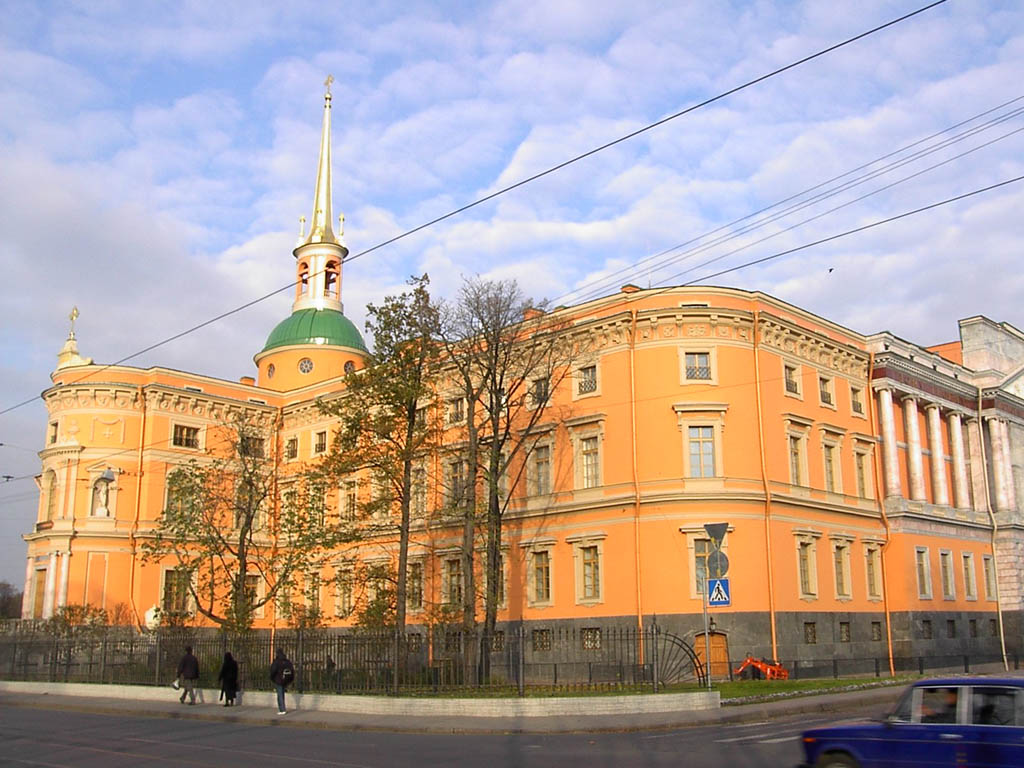
フランス古典主義、イタリア風ルネサンス様式、ゴシック様式などの折衷様式で建てられたペテルブルクのミハイロフスキー城（1797年-1801年）
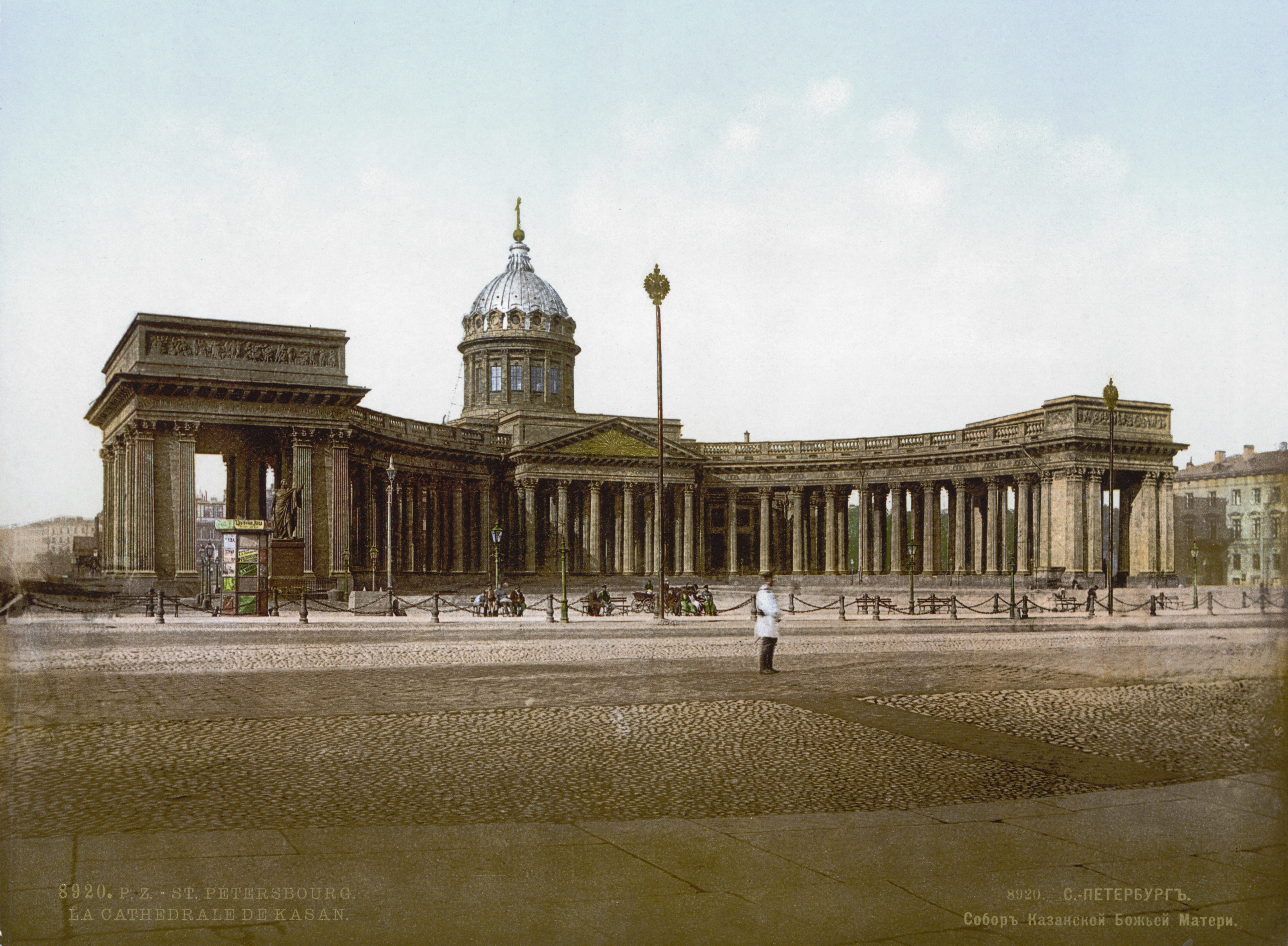
ペテルブルクのカザン聖堂はアンドレイ・ヴォロニーヒン設計による新古典主義の大聖堂で名将ミハイル・クトゥーゾフの遺体が安置されている。1801年の着工、1811年の完成（1890-1905年の古写真）。
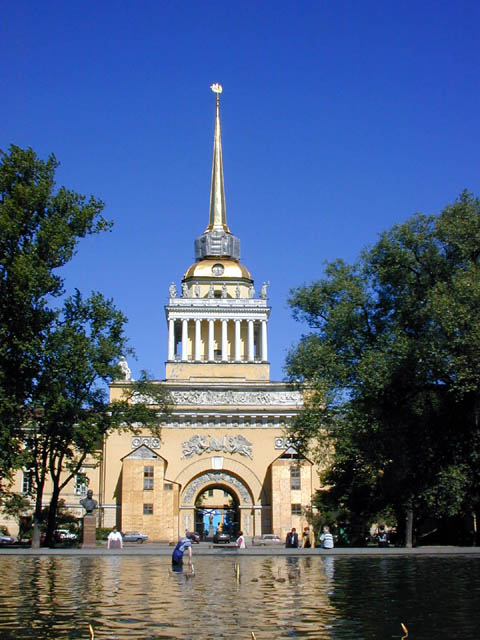
ペテルブルクの旧海軍省（1732年-1738年、1806年-1823年）はコローボフの作品。ロシア・クラシック様式。
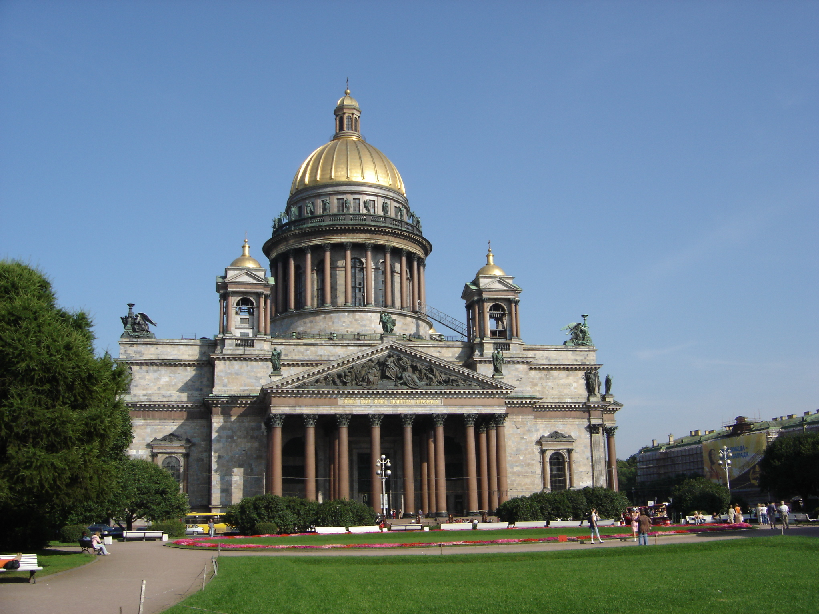
ペテルブルクの聖イサアク大聖堂はピョートル大帝の命によって建立され、エカチャリーナ2世の移転改築を経てアレクサンドル1世に改修された大聖堂。仏人モンフェランの設計。1818年着工、1858年完成。ロシア・ビザンティン様式。
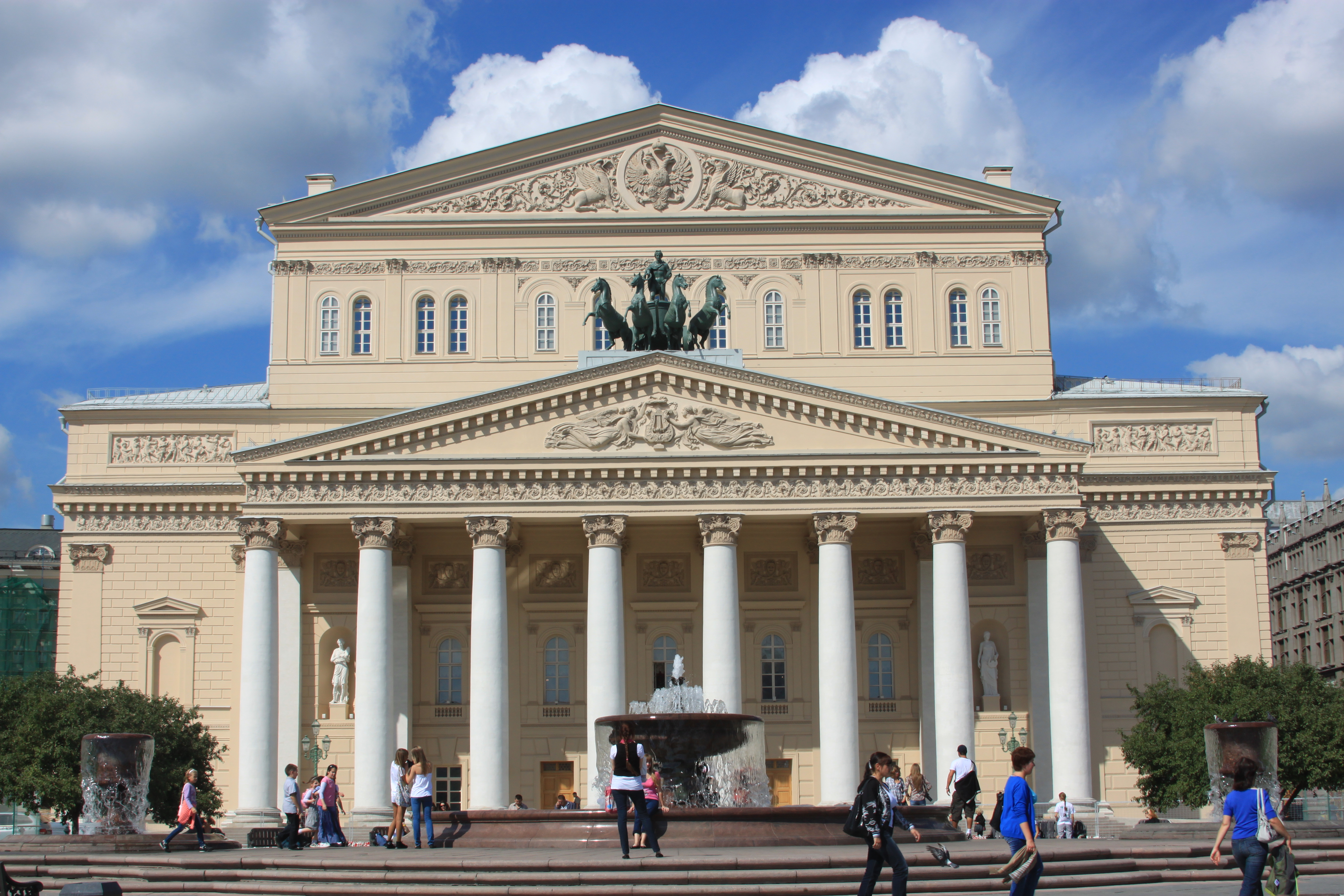
モスクワのボリショイ劇場（1821年-1825年）
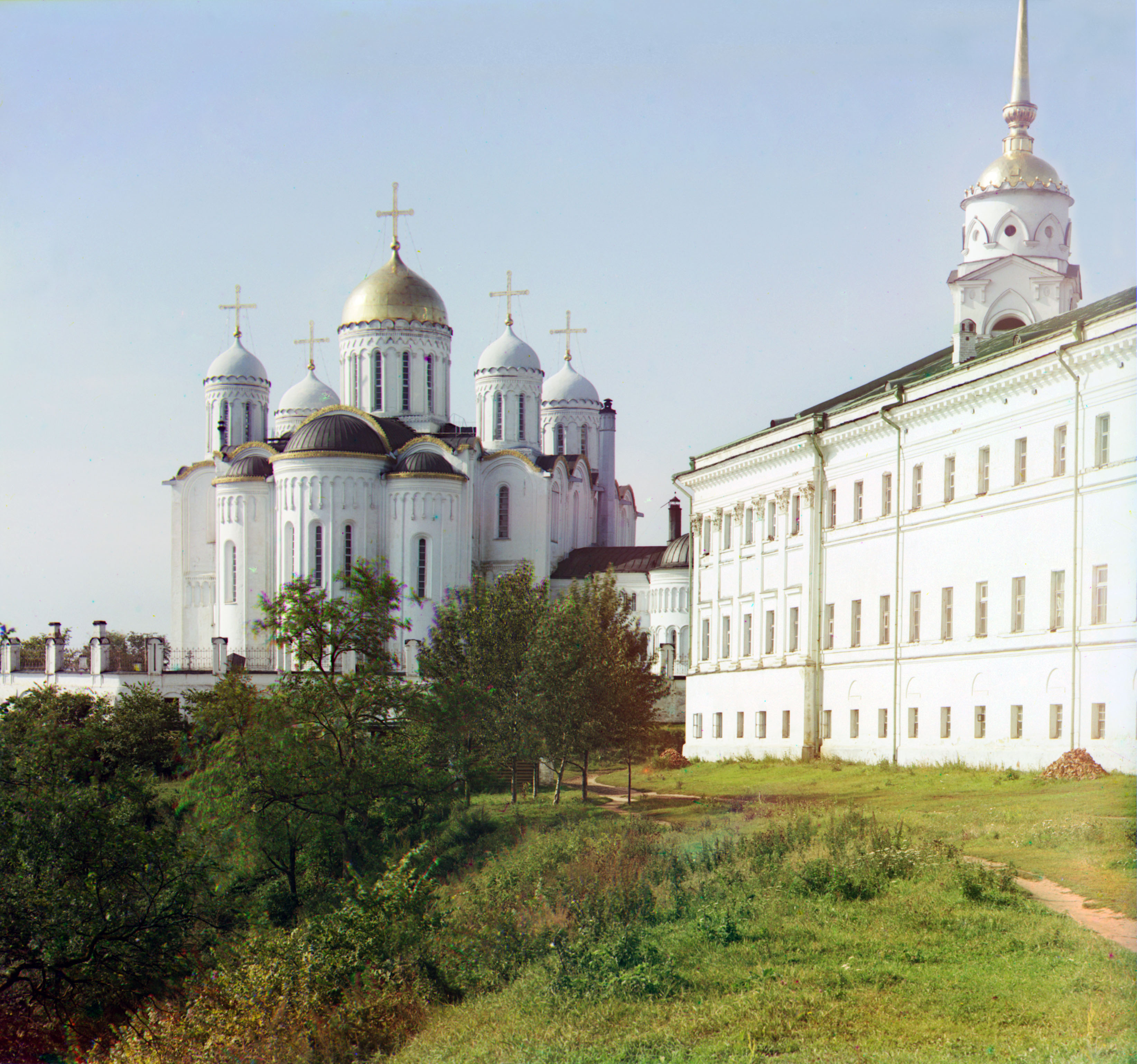
ウラジーミルの生神女就寝大聖堂は12世紀に建てられたビザンティン様式の建物。モンゴル人のルーシ侵攻の際、大公一族とともに焼き払われた。黄金門・大聖堂ともに後世の復元である。
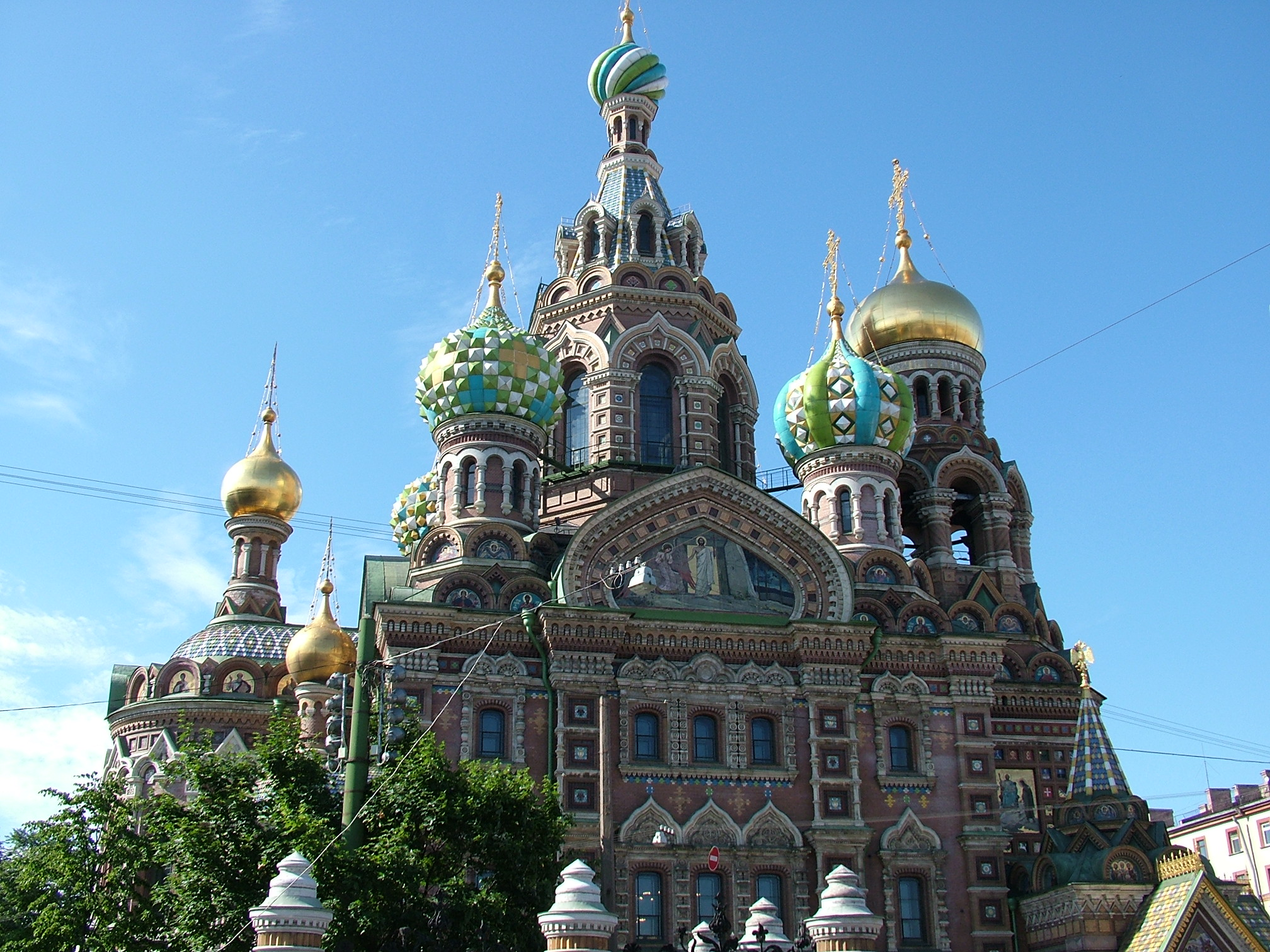
ペテルブルクの血の上の救世主教会は「解放皇帝」アレクサンドル2世受難の地に建てられた。1883年着工、1907年完成。バロック式とも新古典様式とも異なる中世ロシア風の建築。
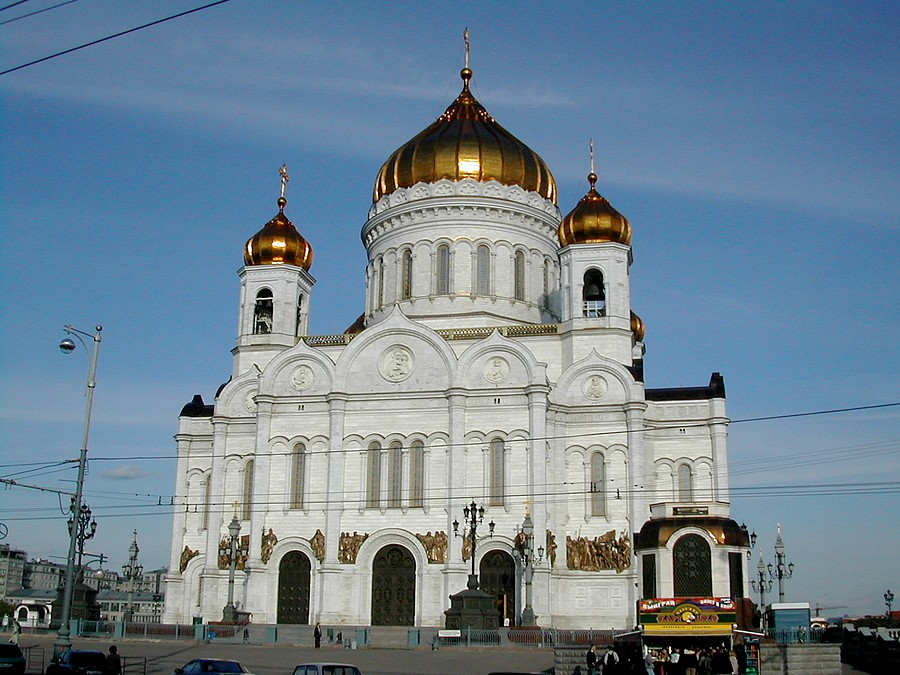
モスクワの救世主ハリストス大聖堂は1817年着工で1824年に中断、1839年に基礎工事が完成し、1883年のアレクサンドル3世の戴冠式に献堂された。ネオロシアのいわゆる「ロシア・ビザンティン」の建築である。
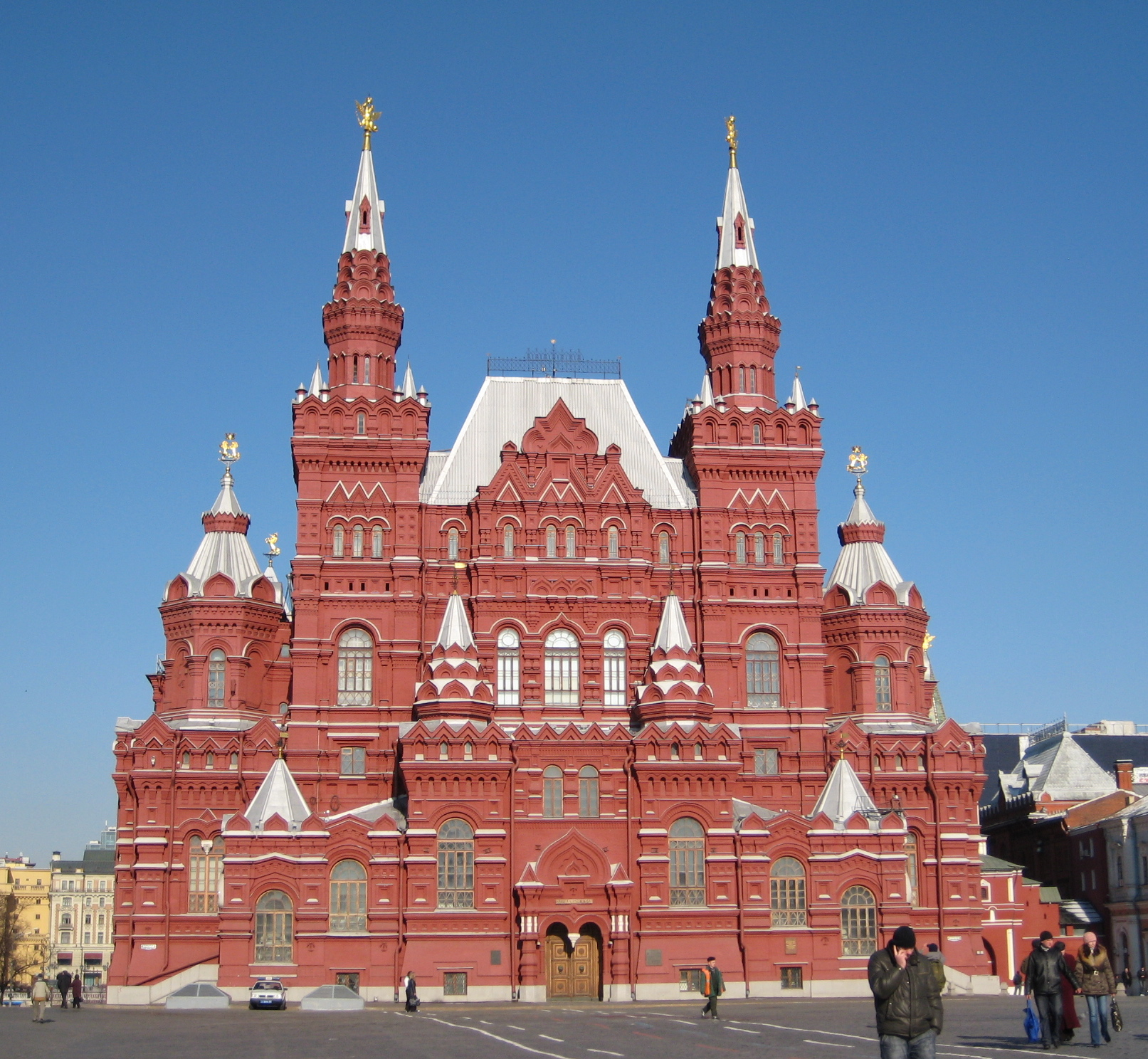
赤の広場よりみたモスクワの国立歴史博物館（1875年—1881年）
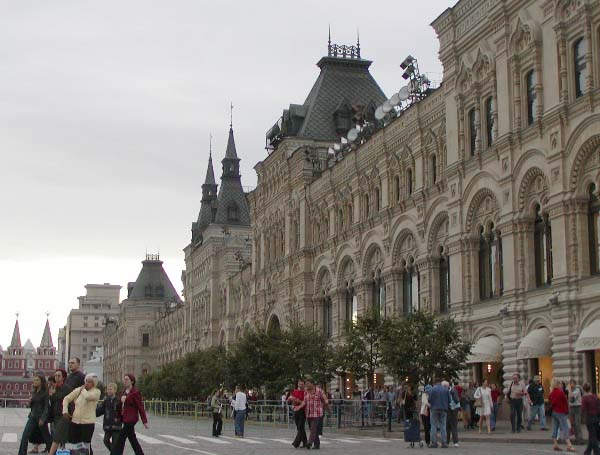
モスクワのグム国立百貨店（1888年-1893年）のファサード。ウラジーミル・シューホフによるネオロシアの作品。
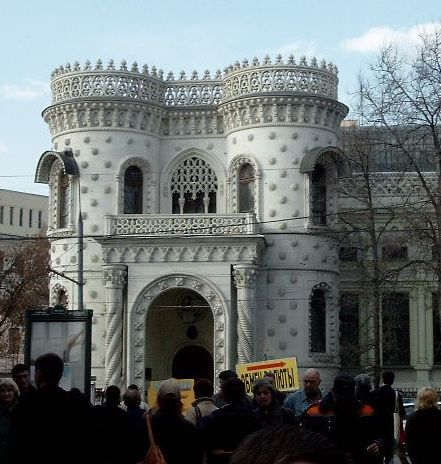
モスクワの旧モローゾフ邸（1894年-1898年）は折衷様式の建物
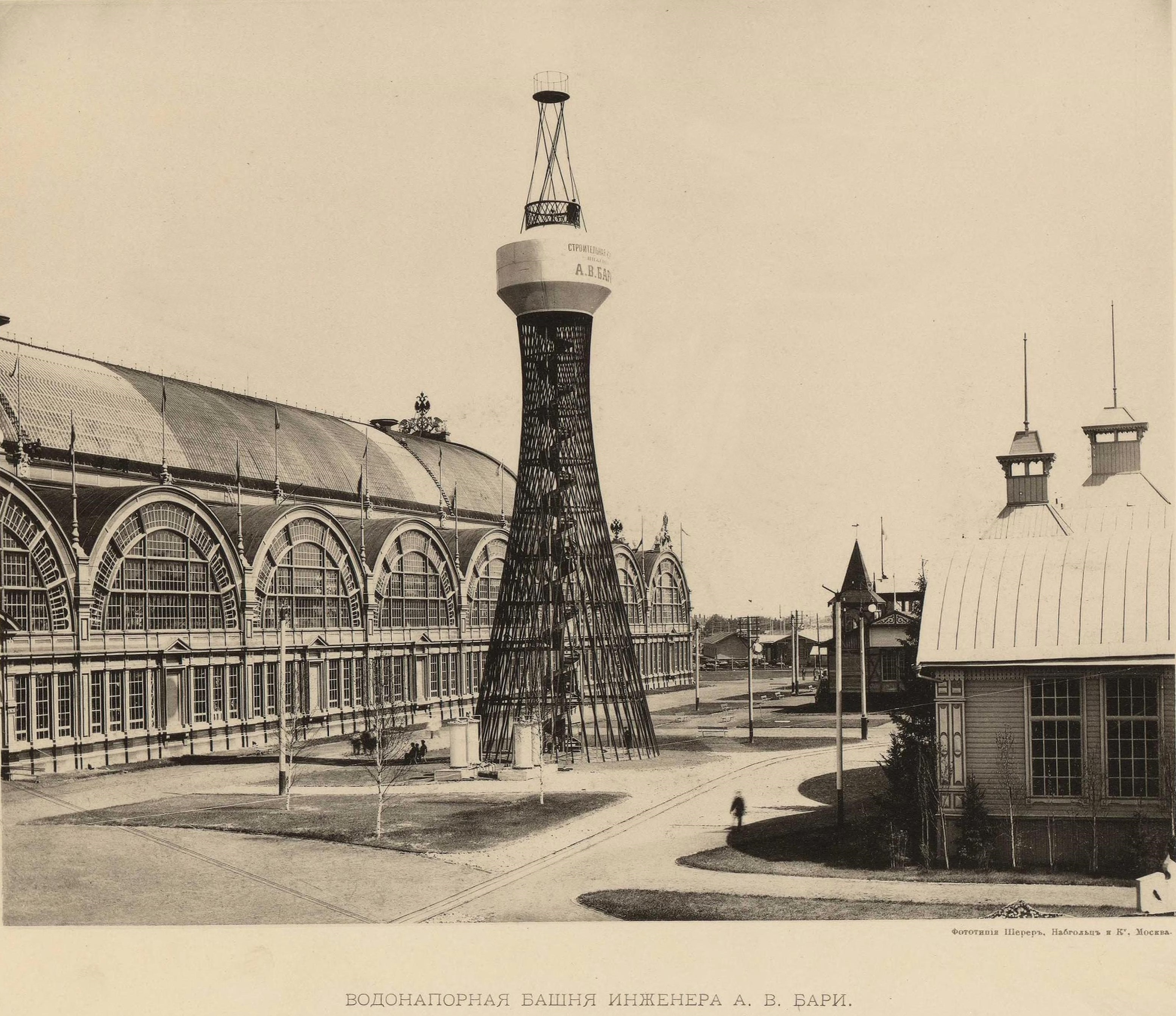
ニージニー・ノヴゴロドの汎ロシア博覧会の給水塔。1896年完成。ウラジミール・シューホフ設計によるロシア構成主義の建物。

### 思想
19世紀の自由主義運動・革命的知識人をインテリゲンツィアといい、ツアーリズムや農奴制などロシアの後進性を批判し、社会改革運動の中心となった。インテリゲンツィアはヴ・ナロードを掲げ、啓蒙とツアーリズム打倒の運動を繰り広げたが、農民には受け入れられたものの官憲の弾圧を受け、運動は挫折した。その後、バクーニンらの無政府主義やニヒリズム・テロリズムの活動へと分散した。

### 自然科学
自然科学分野では、化学者のドミトリ・メンデレーエフが著名である。元素の周期律表を作成したことで知られるメンデレーエフは、石油産業の発展についても提言し、それまでバクーの発展を妨げていた石油生産地の独占賃貸制度の撤廃を強く訴えて、1872年、その廃止を実現させた。これにより、バクーにはスウェーデンの科学者でロシアで機械工場を所有していたノーベル兄弟がタンク車やタンカーなど機械部門で進出するなど、バクーの石油業が著しく発展した。
また、多段階ロケット理論を提案したコンスタンティン・ツィオルコフスキーもロシア帝国の末期に現れた物理学者である。彼のロケット理論や「地球は人類のゆりかごである。しかしゆりかごで人生を終えるものはいない」と人類の宇宙進出の提唱は当時は受け入れられなかった。しかし彼の思想はのちにソビエト連邦の人類初の人工衛星の打ち上げや有人宇宙飛行の成功に大きく寄与する。

## 社会
ロシア帝国の臣民は貴族、聖職者、名誉市民、商人、町人、職人、カザーク（コサック）そして農民といった身分（sosloviye）に分けられる。カフカースの先住民やタタールスタン、バシコルトスタン、シベリアそして中央アジアの非ロシア系住民は異族人と呼ばれる区分に公的に分類されていた。
1897年の国勢調査の結果によるとロシア帝国の身分別割合は世襲貴族・一代貴族・官吏（1.5%）、聖職者（0.5%）、名誉市民（0.3%）、商人（0.2%）、町人・職人（10.6%）、カザーク（2.3%）、農民（77.1%：都市居住農民を含む）、異族人（6.6%）、フィンランド人、外国人・身分不詳・その他（0.9%）となっている。

### 貴族
ピョートル1世（在位1721年 - 1725年）の改革によって古くからの貴族階層（ボヤール:Боярин）が、モスクワ大公そしてツァーリに奉仕する小領主の士族階層（ドボリャンストボ:Дворянство）に吸収された。ロシア帝国では官吏や軍人として勤務することにより貴族になる道が開かれていた。官等表で定められた九等官になった文武官は一代貴族、そして武官は六等官以上、文官は四等官以上で世襲貴族になれた。また勲章を得ることでも貴族身分を取得することができ、世襲貴族の多くは受勲によるものである。
ピョートル1世は従来の公爵（クニャージ：Князь）に加えて伯爵（Граф）と男爵（Барон）を設けている。公爵と伯爵は古くからの家柄の貴族と勲功のあった者に授けられ、男爵は主にバルト海沿岸部のドイツ系貴族に与えられており、全体的には爵位のない貴族が多かった。貴族は土地と農奴を所有する権利を有するが、一代貴族は国家勤務の俸給で生活しており土地を持たない者が多く農奴も所有できない。1858年頃のロシア帝国には約100万人の貴族がおり、農奴を所有できる世襲貴族は61万人になり、このうち実際に農奴を所有する者は約9万人であった。貴族として体面を保つには100人以上の農奴が必要とされるが農奴所有貴族のうち約78%は農奴所有数100人以下であり、100人以上の中流貴族は約22%、1000人以上の上流貴族は1%に過ぎない。
ピョートル1世やエカチェリーナ2世（在位1762年 - 1796年）は西欧宮廷文化の輸入・模倣をすすめ、貴族教育の制度も整えられた結果、18世紀末にはロシア貴族は完全に西欧化した。貴族や上流階級の間では当時の国際語であったフランス語やドイツ語が用いられるようになっている。
ピョートル1世は拡大する行政機構の官吏の必要のために貴族の国家勤務を強化して査閲を厳格化し、また「一子相続令」によって家領の分割を禁じ、当主以外の貴族子弟の収入を断ち国家勤務を事実上強制化した。だが、国家勤務は貴族にとって大きな負担であり、貴族の勤務忌避やサボタージュといった抵抗が後をたたず、アンナの時に一子相続令が廃止され、勤務年数も短縮されている。そして、ピョートル3世（在位1761年 - 1762年）が「貴族の自由についての布告」（貴族の解放令）を出して貴族の国家勤務義務が全廃された。上位官職に就いていた貴族は勤務を継続したが、多数の中小領主が地方に移り住み、領地の経営に専念するようになった。しかしながら、18世紀後半には貴族社会の中でも官等表の等級が家柄や財産よりも重んじられるようにもなっており、官吏の半数近くを貴族が占めるようになった。
エカチェリーナ2世（在位1762年 - 1796年）は貴族階層の支持を権力基盤とし、特権認可状が交付され、さらに広大な国有地が下賜されることによって貴族の黄金時代となった。地方行政も貴族に委ねられ、彼らは県・郡ごとに貴族団を組織して大きな影響力を持った。1861年の農奴解放後はその影響力を減じたが、郡・県ゼムストヴォやドゥーマ（国会）でも有利な選挙制度を与えられている。

### 聖職者

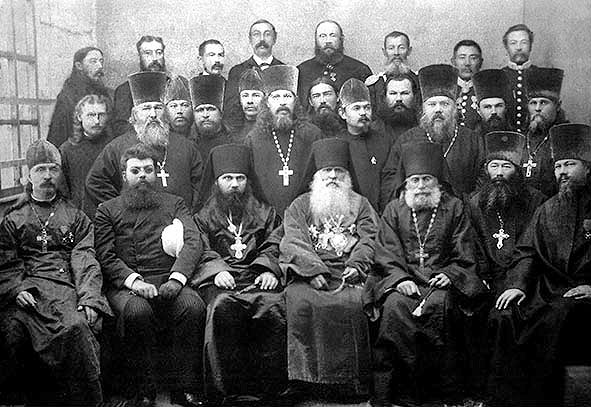
主教と聖職者。1892年撮影。

聖職者身分は公認されたキリスト教の聖職者に与えられ、人頭税、体刑そして徴兵を免除されていた。
正教会の聖職者は独身の黒僧（修道士）と妻帯している白僧（在俗司祭）がいた。上位聖職者は黒僧が占め、白僧は町や村の司祭で叙任時点で妻帯していなければならないが、妻が死去した場合は再婚は許されなかった。在俗司祭の教養は概して低く、軽蔑の対象となっていた。
ピョートル1世（在位1721年 - 1725年）の教会改革の際に「聖務規則」がつくられ、聖職者は皇帝への宣誓を義務づけられている。聖界所領の行政権を国家管理とされ、事実上国有化された結果、修道士たちは国家からの給与によって生活せざるを得なくなった。修道院の新設は禁じられ、修道士数も制限され、活動にも様々な規制が加えられた。世襲が許されていた在俗司祭職についても、新たに神学校での教育が義務づけられたが、ラテン語の暗記教育は効果が薄く、世襲を固定化して身分的閉鎖性を強めるだけの結果になった。
聖職者たちは国家の安全に関わる告解の秘密を報告することを命じられており、帝政時代の教会は国家の「侍女」と化していた。

### 名誉市民
名誉市民（Почётные граждане）はニコライ1世（在位1825年 - 1855年）の時代の1832年に勃興しつつあったブルジョワジーに与える目的で創設された身分であり、人頭税、兵役、体刑を免除されていた。一代貴族や聖職者の子には世襲身分として与えられ、また高等教育を受けた者や14等官になった官吏、功労ある商人、芸術家にも終身身分として与えられた。

### 商人・町人・職人

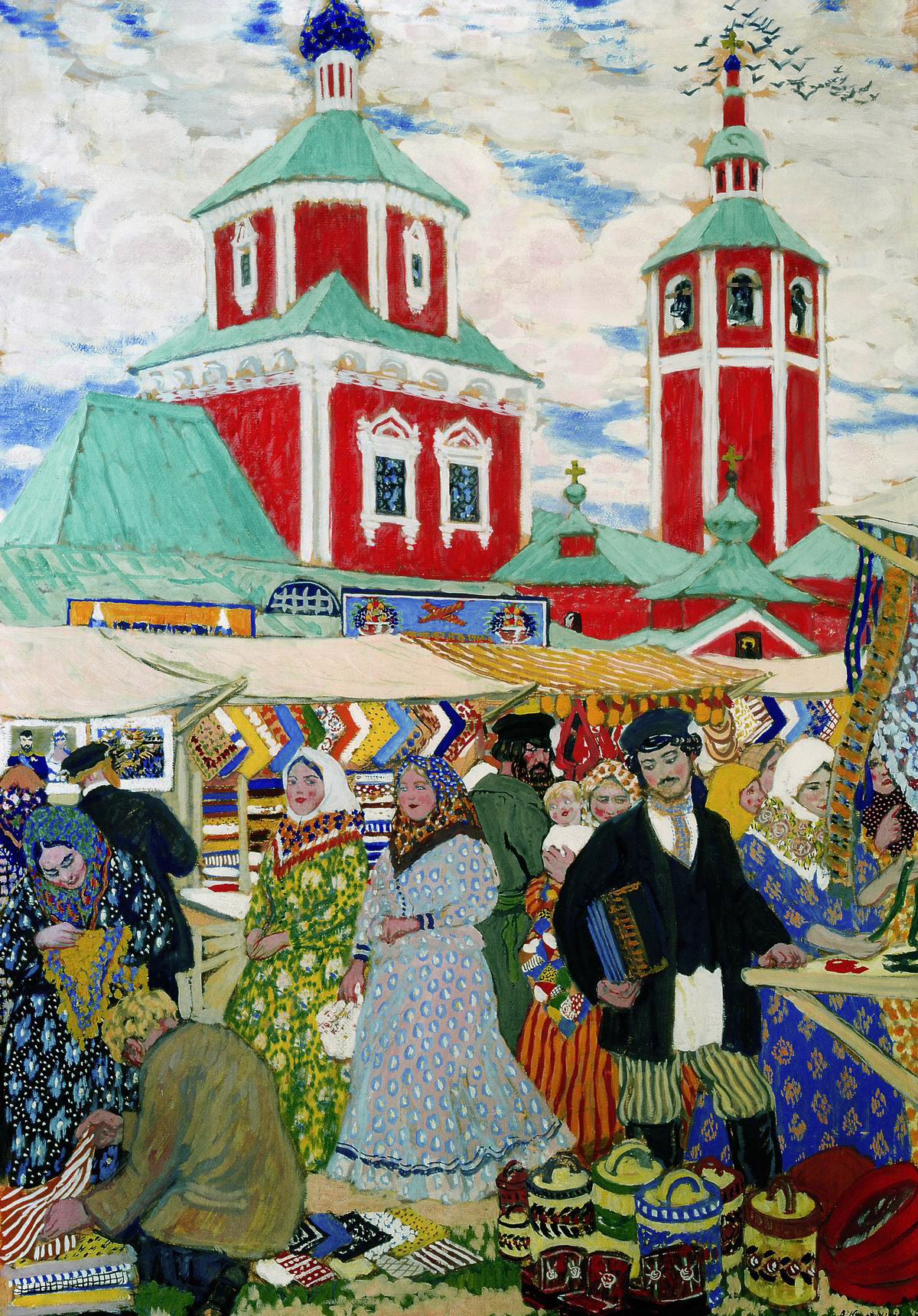
市場。
クストーディエフ画。1910年。

都市住民の身分には商人、町人そして職人があり、おのおの身分団体を組織していた。
商人（クペーツ：Купчиха）はギルドに所属している裕福な商人や手工業者であり、営業を止めれば身分を失う。ピョートル1世（在位1721年 - 1725年）は都市住民を組織化して都市の自治権を裕福な市民に委ねた。エカチェリーナ2世（在位1762年 - 1796年）は商人を貴族・聖職者に次ぐ「第3身分」とするべく体刑と人頭税の免除や独占的営業権の特権認可状の付与により保護育成を図っている。やがて、農民身分出身の「農民＝商人」（クレチャーニン＝クペーツ）の台頭により、従来の商人身分層は衰え、1863年に全ての身分の者が商人身分に転換することが認められた。商人と貴族の一部そして農民身分出身の資本家がロシアにおけるブルジョワジー階層を形成した。商人は流動性の高い身分であったが、人口は20万人程度にとどまっている。
町人（メシチャニーン：Мещане）と職人はエカチェリーナ2世が1755年に出した詔書により、商人身分から分けられた小売商人や零細手工業者であり、都市住民の大部分である。
18世紀末のロシアの都市住民は198万人で、総人口に占める割合は4.2%に過ぎなかったが、帝政終焉時の1917年には2600万人となり、総人口の15.6%に達している。

### カザーク

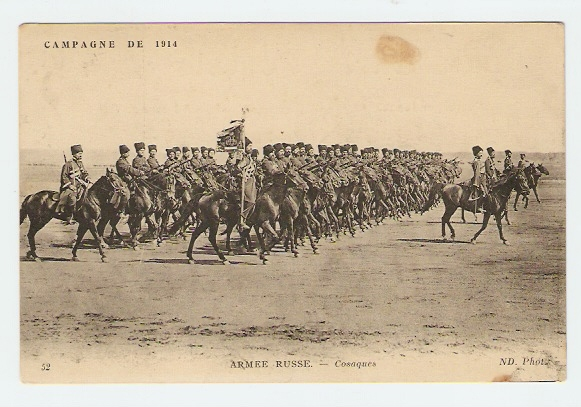
ロシア軍のカザーク騎兵。1914年。

15世紀から16世紀に南ロシアやウクライナで形成されたカザーク（Казак:英語読みではコサック）は農業に従事せず漁業、狩猟そして略奪を生業とする軍事共同体であり、ロシア帝国の支配に組み込まれて以降は特別な軍事身分となった。
南ロシア・ドン川流域のドン・カザークはモスクワ大公国、ロシア・ツァーリ国において有力な政治勢力を形成していた。ツァーリ・アレクセイ（在位1645年 - 1676年）の時代にドン・カザーク はラージンの乱（1670年 - 1671年）を起こして政府軍に鎮圧され、以降ドン・カザーク の自治は失われた。ドン・カザーク はピョートル1世（在位1682年 - 1725年）の1707年にもカザークの特権を守るべく蜂起している（ブラーヴィンの乱）。
ヘーチマンを首領とする共同体（ヘーチマン国家）を形成していたウクライナのサポロジェ・カザークは17世紀のツァーリ・アレクセイの時代にポーランドの支配から離れてロシアの保護下に入った。大北方戦争の際にヘーチマン国家の首領イヴァン・マゼーパがロシアから離反したことにより自治が制限された。エカチェリーナ2世（在位1762年 - 1796年）の治世に入るとロシアの支配はさらに強められ、1764年にヘーチマン制が正式に廃止され、1785年までにヘーチマン国家体制は完全に廃止されて小ロシアと名付けられ、直轄支配に置かれた。
カザークによる最後の大反乱であるプガチョフの乱（1773年 - 1776年）以降、カザークは中央政府の管理下に置かれるようになった。
南部国境にカザーク軍管区が置かれて行政は軍事省の管轄とされ、騎馬に巧みなカザークは軍役（18歳から20年間）を課される代わりに土地割当の優遇を受けた。1827年以降、ロシア皇太子が全カザーク軍団のアタマン（首長）とされた。ロシア帝国は騎兵の中核戦力としてのカザーク軍団を編成するとともに、辺境防備のためにカザーク集団をシベリア、中央アジアそして極東に植民させている。
1916年時点で13軍管区、443万人（内軍人28万人）のカザークがいた。カザークは革命運動の弾圧に用いられ、ロシア内戦では多くのカザークが白軍に加わって戦っている。

### 農民

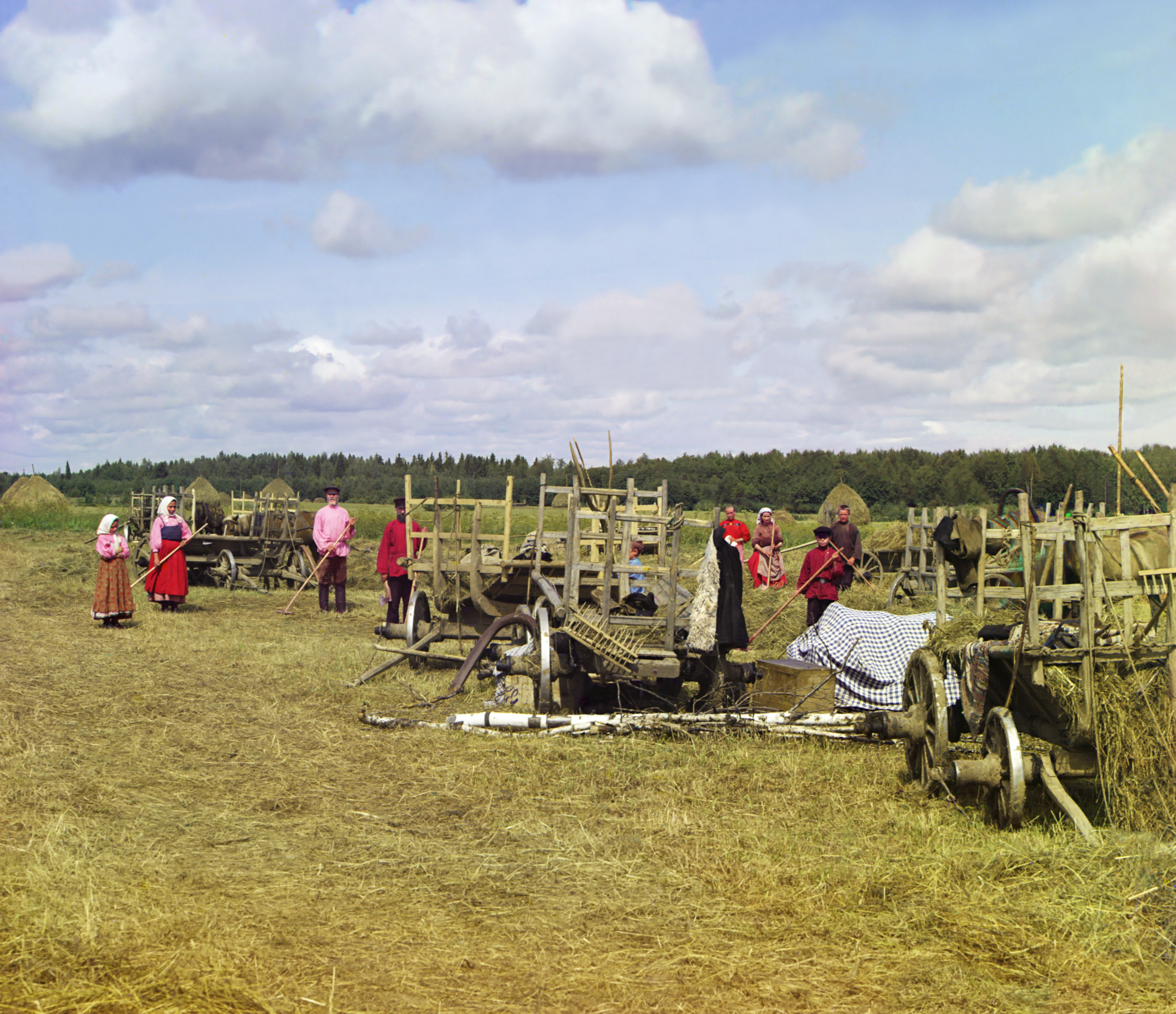
ロシアの農民
セルゲイ・プロクジン＝ゴルスキー撮影のカラー写真。1909年。

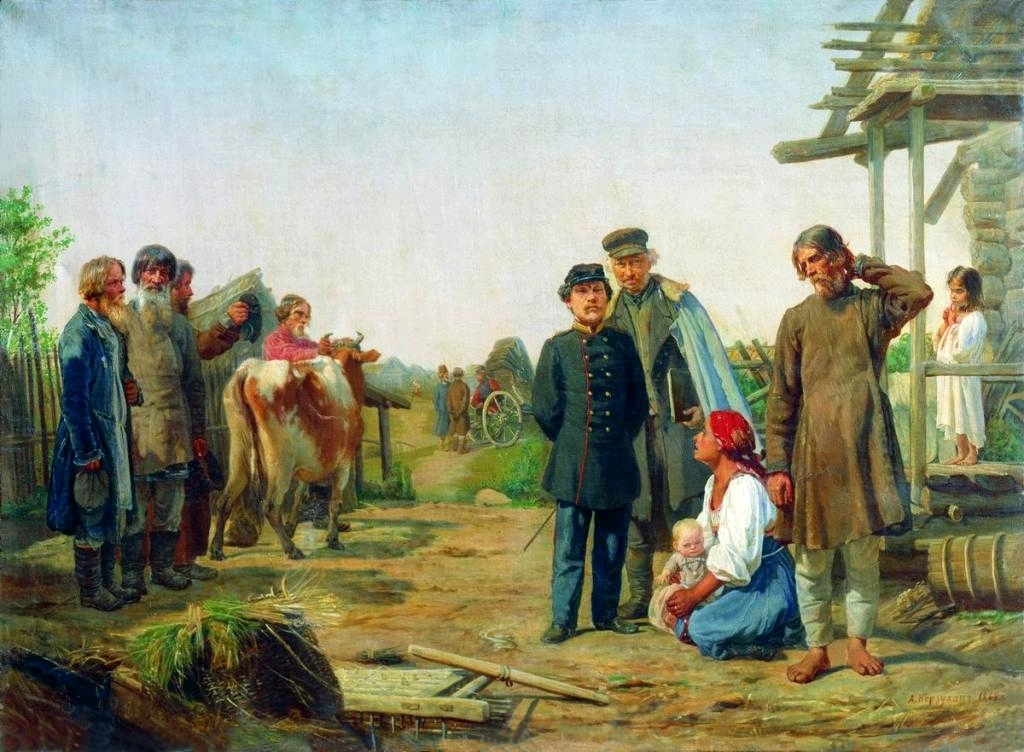
滞納金の取り立て。
Alexey Korzukhin画。1868年。

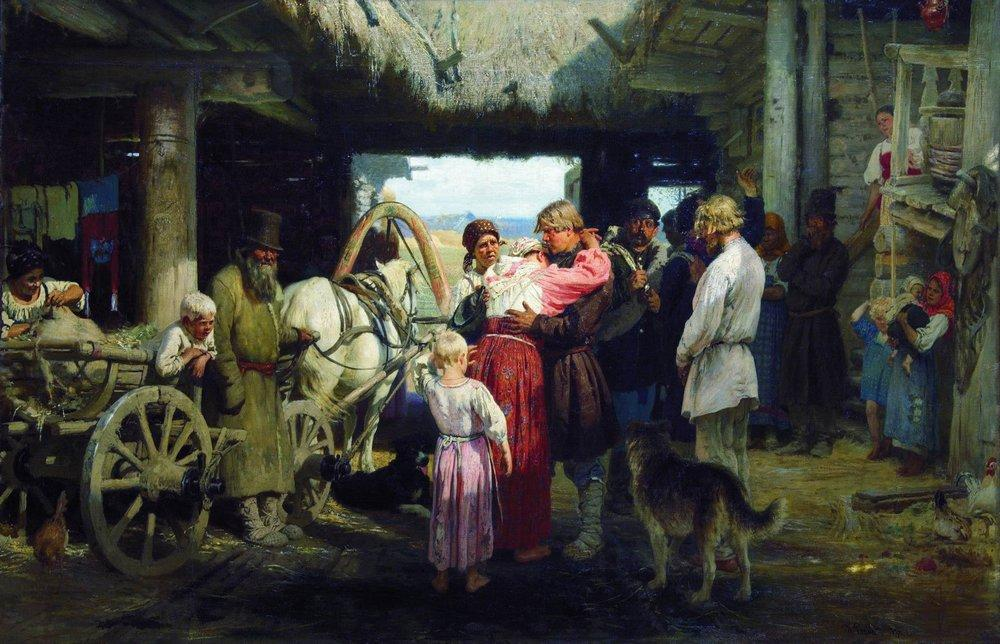
徴兵された農民との別れ。
イリヤ・レーピン画。1879年。

ロシア帝国臣民の大部分は農民（クレチャーニン：Крестьяне）である。農民は国有地農民、聖界領農民（エカチェリーナ2世の時代に国有地化）、御料地（帝室領）農民そして領主農民（農奴）に分けられる。1858年の調査では農民人口の55%が国有地農民（男性9,194,891人）と御料地農民（男性842,740人）であり、45%が農奴（男性10,447,149人）であった。
農民身分では農村共同体（ミールまたはオプシチナ）と農奴解放後に組織された村団そして郷（ヴォロースチ）が身分団体にあたり、新規にこれに登録されることは事実上不可能であった。農村共同体は村長と村会からなる農民の自治組織で耕地、牧畜地そして森林は農村共同体の共同所有とされ、耕作地は村会の決定によって定期的に各農民に割替えられていた。農村共同体は体制側の統治の道具としての側面もあり、納税と徴兵は農村共同体の連帯責任であった。
農民は人頭税に加えて領主（国家、皇族、貴族）に対する貢租（生産物、貨幣）と賦役（労役）の義務を負っていた。伝統的な三圃式農業によるロシアの農業は気候の厳しさに加えて、農村共同体による土地利用は私的意欲が欠如し、機械化も肥料・品種改良の導入も進まず、収穫率は低いままで停滞した。
ロシアの工業化の進展とともに多くの農民が都市で出稼ぎ労働者として働くようになったが、身分は農民のままである。これら農村からの出稼ぎ労働者は工場労働者の主力となり、19世紀末には新たな都市労働者階層を形成することになる。
ロシアの農村共同体の起源については古くから論争が続いており、スラヴ派は原始・古代的共同体の遺制であると唱え、西欧派は近世になって人頭税の導入に関係して発生したとしている。ピョートル1世以前への回帰を唱えるスラヴ派は農村共同体の共同体精神を高く評価し、知識人は農村共同体を社会主義的理想に近似したものと捉え、ナロードニキは農村に入って農民たちに革命思想を啓蒙しようと試みている。
20世紀に入ると農村共同体は専制体制に抵抗する闘争拠点と化し、1905年革命の際には農村共同体が地主の追放を決め地主地を焼き討ちする運動が広まっている。これに加えて共同所有による生産性への弊害も多く、ストルイピン政権は農村共同体を解体して自営農（クラーク）を育成しようとする土地改革を図ったが、農民の強い抵抗を受けており、共同体を離脱した農民は20%程度に留まっている。

#### 農奴
ロシアにおける農奴（крепостной крестьянин）は貴族の領地に住む土地に緊縛された農民である。15世紀頃までは農民の移転は自由であったが、農民の逃亡に苦しむ中小領主（士族）を保護すべく、ツァーリ・イヴァン3世（在位1462年 - 1505年）とイヴァン4世（在位1533年 - 1584年）の時代に移転期間制約と移転料が設けられ、やがて全面禁止となった。そして、1649年にツァーリ・アレクセイ（在位1645年 - 1676年）が定めた「会議法典」で、逃亡農民の追求権が無期限となったことで農奴制が法的に完成した。ピョートル1世（在位1721年 - 1725年）は税収確保のために貴族のホロープ（家内奴隷）にも人頭税をかけてこの制度を消滅させたが、これにより農奴の社会的地位がさらに低下する結果となった。
啓蒙専制君主を自任するエカチェリーナ2世（在位1762年 - 1796年）は即位当初には農奴制の改善を試みる意向を示したものの、貴族の支持を権力基盤とする彼女は農奴制をいっそう強化させている。エカチェリーナ2世は広大な国有地を貴族に賜与して約80万人もの国有地農民を農奴となし、彼女の時代に農奴制の全盛期となった。
国有地農民や御料地農民が人格面では自由であり保有地の処分もできたのに対して、農奴は領主の個人的所有物とみなされており、人格面での隷属を強いられ、領主から刑罰（シベリア流刑も含む）を受ける一方で領主を告訴する権利はなかった。生活に干渉されて結婚を強制されることもあり、農奴は売買の対象とされ、土地や家族と切り離されて売却されることもあった。農奴は国家に対する人頭税の他に領主に対して貢租（オブローク）もしくは賦役（バールシチナ）を課されており、黒土地帯では貢租が、非黒土地帯では賦役が主に課された。いずれも国有地農民や御料地農民よりも苛酷であり、賦役は領主直営地の農作業や工場・鉱山での労働で、週3日からほとんど毎日の場合すらあった。
18世紀後半になると農奴制はロシアの後進性の象徴として批判の対象になり、改革を目指したアレクサンドル1世（在位1801年 - 1825年）の非公式委員会では農奴制の廃止も議されたが、その実施は限定的で効果のないものに終わった。反動政治を行ったニコライ1世（在位1825年 - 1855年）も農業改革を考え、農奴への模範とするべく、国有地農民・御料地農民の待遇の改善を行い、地主が自発的に土地を農奴に分与する勅令を出したが、これに応じた者は僅かしかいなかった。
クリミア戦争の敗北によって、農奴制への非難が強まり、アレクサンドル2世（在位1855年 - 1881年）は改革を決断し、1861年に農奴解放令が公布された。だが、この農奴解放は地主の利益に配慮した不徹底なものであった。農奴は人格的支配から解放され、土地も分与されたものの地主に有利な価格での有償であり、支払い能力のない農奴に代わって国家が立て替えたが、これにより元農奴は国家に対して49年賦の負債を課せられ、これを払い終えるまで一定の義務を負担する一時的義務負担農民となった。土地は個人に対してではなく農村共同体を基礎に新たに組織された村団に分与されて買戻金の支払いは連帯責任となり、農村共同体の役割がさらに強化されることとなった。加えて地主には土地の3分の1から2分の1が保留地とされたことで、元農奴はかなりの土地を切り取られている。元農奴は重い負担と土地不足に苦しめられ、元地主から耕地や金・穀物を借りることになり、その支払いのために元農奴たちは地主の畑を耕作し、農閑期には都市で労働者として働く経済的隷属に陥ることになった（雇役制農業）。

### 異族人
異族人（イノロードツィ:Инородцы）は民族的区分の法律用語である。ほとんどの場合、この用語はシベリア、中央アジアそして極東の先住民に対して適用されるものであった。この区分は特定の範疇の住民の扱いに対して、幾つかの帝国の法律を適用することは不適当と見なし、伝統的風俗習慣の保護を含む特別の法的地位を与えるべく導入されたものである。この用語は法令以外の分野で非スラヴ系諸民族に対して拡大的に用いられ、「野蛮人」「駄目な連中」という侮蔑的な意味も込められるようになった。

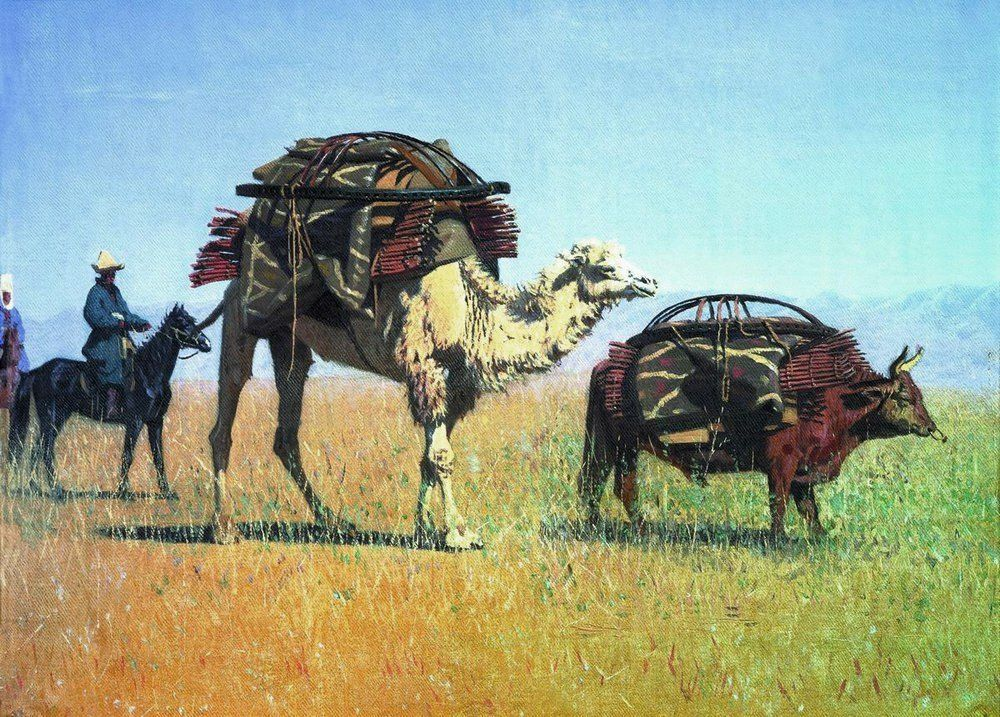
キルギスの遊牧民。
ヴァシーリー・ヴェレシチャーギン画。1869年 - 1870年。

法的な異族人の定義はスペランスキーのシベリア行政改革の一環として、1822年に出された『異族人統治規約』『シベリア・キルギスに関する規約』が始まりである。異族人に対しては兵役の免除、放牧地の保護そして宗教と内政の自治権を含む特権と特別待遇が与えられていた。異族人の権利と義務は彼らの階級に従いロシア人と同等であるが、彼らの自治に関してロシア人と異なる幾らかの特権を有していた。遊牧を生業とする民族はロシアの農民と同等に取り扱われるが、自治と裁判は中央アジアにおける風俗習慣に従い、また彼らの使用するべきもの、もしくは財産として一定の土地が指定され、ロシア人の入植は禁止されていた。もっとも、現地総督府の農民入植推進の施策によりこの保護策は骨抜きにされている。
1835年にはユダヤ人も異族人に加えられたが、居住制限を受ける一方で兵役は課されている。

### 民族構成
| 民族                        | 人口       |
| --------------------------- | ---------- |
| ロシア人                    | 55,673,408 |
| 小ロシア人（ウクライナ人 ） | 22,380,551 |
| ポーランド人                | 7,931,307  |
| 白ロシア人（ベラルーシ人）  | 5,885,547  |
| ユダヤ人                    | 5,063,156  |
| キルギス人                  | 4,084,139  |
| タタール人                  | 3,737,627  |
| フィン人                    | 2,496,058  |
| バルト・ドイツ人            | 1,790,489  |
| リトアニア人                | 1,658,532  |
| バシキール人                | 1,492,983  |
| ラトビア人                  | 1,435,937  |
| グルジア人                  | 1,352,455  |
| アルメニア人                | 1,173,096  |
| ルーマニア人                | 1,134,124  |
| その他カフカース系          | 1,091,782  |
| モルドヴィン人              | 1,023,841  |
| エストニア人                | 1,002,738  |
| サルト人                    | 968,655    |
| チュヴァシ人                | 843,755    |
| ウズベク人                  | 726,534    |
| その他                      | 724,039    |
| ウドムルト人                | 420,970    |
| チェレミス人                | 375,439    |
| スウェーデン人              | 363,932    |
| タジク人                    | 350,397    |
| ブリヤート人                | 288,663    |
| トルクメン人                | 281,357    |
| ヤクート                    | 227,384    |
| その他スラヴ系              | 224,859    |
| トルコ人                    | 208,822    |
| カレリア人                  | 208,101    |
| ギリシャ人                  | 186,925    |
| カルムイク人                | 185,274    |
| オセット人                  | 171,716    |
| Syryenians                  | 153,618    |
| タリッシュ人とTates         | 130,347    |
| カラカルパク人              | 104,274    |
| コミ人                      | 103,339    |
| クルド人                    | 99,836     |
| 中国人、日本人、朝鮮人      | 86,113     |
| エヴェンキ                  | 70,064     |
| その他フィン系              | 67,846     |
| コリャーク人, チュクチ人    | 39,349     |
| ペルシャ人                  | 38,923     |
| その他ヨーロッパ系          | 34,276     |
| ジプシー                    | 27,125     |
| サモエード人（ネネツ人）    | 15,869     |
| サーミ人                    | 3,112      |

| ヨーロッパ・ロシアの民族 |  |  |  |
|                          |  |  |  |
|                          |  |  |  |
| カフカースの民族         |  |  |  |
|                          |  |  |  |
| ヴォルガ・ウラルの民族   |  |  |  |
|                          |  |  |  |
| 中央アジアの民族         |  |  |  |
|                          |  |  |  |
| シベリアの民族           |  |  |  |
|                          |  |  |  |